# Grote Kerk (Nijkerk)
De Grote- of St. Catharinakerk in de Nederlandse stad Nijkerk is gebouwd in 1461 en herbouwd na een stadsbrand in 1540. De kerk bestaat uit een middenschip, met twee zijbeuken en een koor.
Met Sint Catharina, naar wie de kerk genoemd is, wordt bedoeld de legendarische Catharina van Alexandrië. In de huidige rooms-katholieke kerk van Nijkerk staat een oud beeld van deze heilige, dat ooit in de Grote Kerk zou hebben gestaan. Tegenwoordig wordt de kerk meestal 'Grote Kerk' genoemd en niet meer 'Sint Catharinakerk'. De kerk is nog steeds voor kerkdiensten in gebruik. In 1594 werd de kerk officieel protestants. De Hervormde Gemeente Nijkerk behoort tot de Protestantse Kerk in Nederland.

## Kerk

### Geschiedenis

#### Tot 1461
Waarschijnlijk is er al in de 13e eeuw sprake geweest van een kerk of kapel in Nijkerk, op de plek van de huidige Grote Kerk. Algemeen wordt aangenomen dat de kerk die toen gebouwd is (ter onderscheiding van de oude parochiekerk in Putten) ‘Nije Kerck’ werd genoemd; de herkomst van de naam Nijkerk. De plaatsnaam werd voor het eerst genoemd in 1313, op een lijst van bezittingen van Herbertus, heer van Putten. Dat duidt erop dat de 'Nije Kerck' er toen al stond en het dorp eromheen al zo genoemd werd. In belastingadministratie uit 1333/1334 wordt gesproken over 'paludis apud Nyenkercke', wat 'moeras bij Nijkerk' betekent. Ook wordt ‘Nykerc’ genoemd in het archief van het Vaticaan in een pausbul uit 1353. De plaatsnaam Nijkerk kan echter ook zijn ontstaan toen de bewoners van de middeleeuwse buurtschap Ark (in de huidige polder Arkemheen) op hoger gelegen gebieden gingen wonen en hiervoor de naam 'Nie-Ark' (dat wil zeggen 'Nieuw Ark') gebruikten.
De plaatsnaam Nijkerk is dus geen onomstreden bron voor de datering van de eerste kerk in Nijkerk. De wijding aan Sint Catharina geeft echter ook een indicatie. In de 11e, 12e en 13e eeuw werden verschillende kerken gewijd aan Sint Catharina, zoals de kerk in het naburge Bunschoten in 1300. Volgens een verklaring van pastoor Everhardus Swaer uit 1558, had hij in het kellenaarshuis van de Paderbornse abdij in Putten een stichtingsakte van de Nijkerkse kerk uit 1222 gezien. Het jaar 1222 wordt in veel boeken over de historie van Nijkerk genoemd, maar er is nooit bewijs gevonden dat dit daadwerkelijk het stichtingsjaar is van de 'Nije Kerck'. In 1421 werd deze 'Nije Kerck' of kapel verwoest tijdens twisten tussen bisschop Frederik van Blankenheim van Utrecht en hertog Reinoud IV van Gelre (die Nijkerk in 1413 stadsrechten had gegeven).

#### 1461-1600
De bouw van een nieuwe kerk in Gotische stijl begon in 1461. De eerst steen werd gelegd door Peter van Egmond, 'richter van de Veluwe', op 3 juni van dat jaar. In de toren kwamen twee luidklokken te hangen die gegoten waren door Steven Butendijc.
Bij een stadsbrand op 15 augustus 1540 raakte het gebouw zwaar beschadigd. De toren bleef grotendeels gespaard, evenals een deel van de muren. Na deze brand werd de kerk weer opgebouwd. In de Grote Kerk hangt nu nog een herdenkingsbord ter herinnering aan deze stadsbrand. Het is niet duidelijk of men de kerk herbouwd heeft met dezelfde vormen. Waarschijnlijk was het middenschip voorheen lager, wat blijkt uit bouwsporen op de oostelijke torenmuur, zichtbaar op de kerkzolder. Aangenomen wordt dat het koor ouder is dan de rest van de kerk. In 1554 werd het bestaan van de kapel aan de oostzijde van de zuiderzijbeuk vermeld. Dit is de voormalige Bentinckkapel, die nu bij de kerkruimte hoort. De kapel was gewijd aan Sint Anna en Sint Catharina. De herbouw van de Grote Kerk kwam mogelijk gereed in 1561. Er staat geschreven dat in dat jaar  'de romp der kerk opgebouwd en vernieuwd' werd. De gerfkamer dateert ook uit de 16e eeuw. Boven de zoldering is te zien dat deze ruimte ooit ook overwelf was.

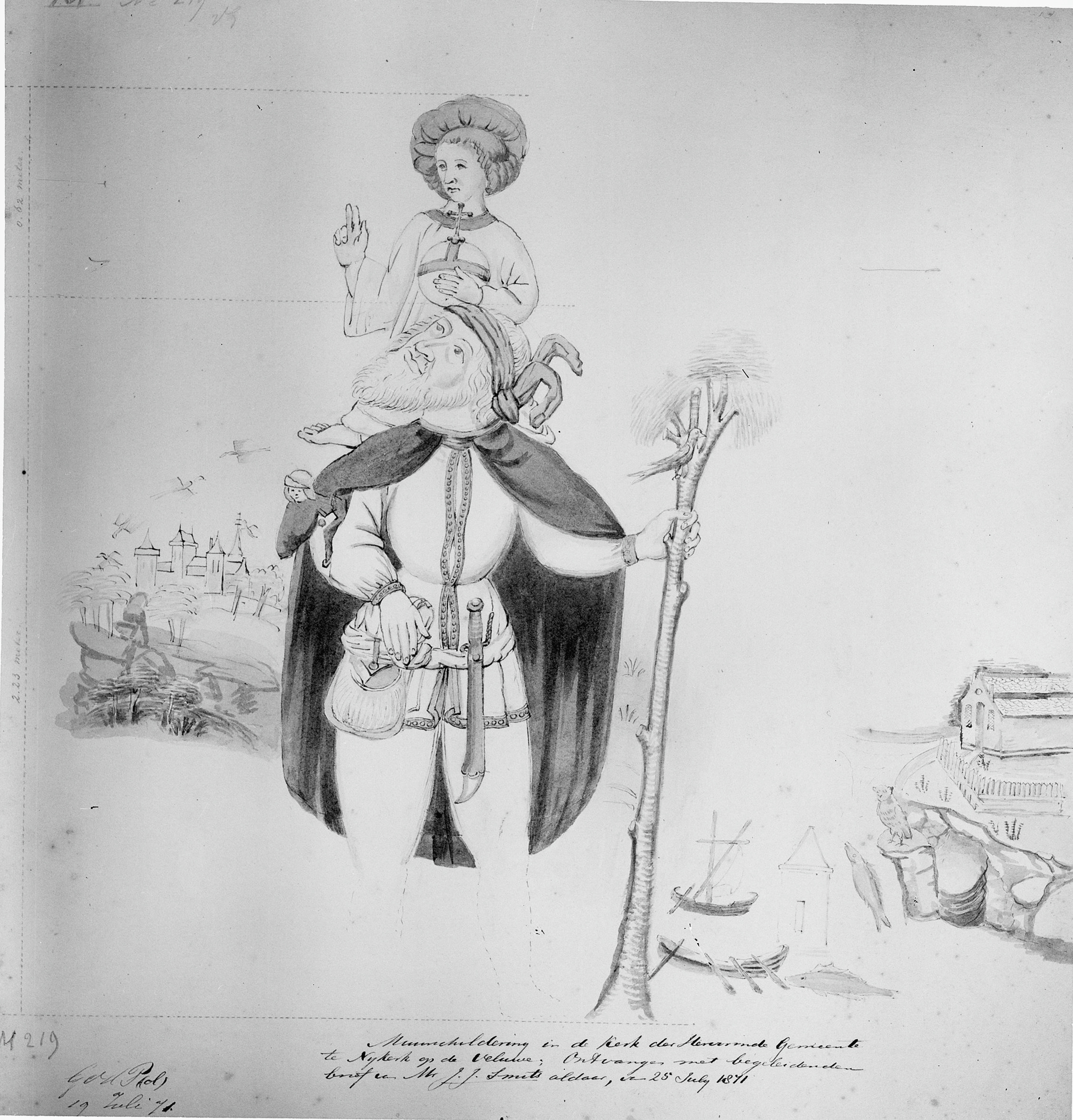
Gerrit van de Pol wist in 1871 deze tekening te maken van een oude muurschildering van Sint Christoffel die bij de Reformatie witgekalkt was.

Bij de herbouw kreeg de kerk een nieuw orgel en er kwamen zeven altaren te staan. Het hoofdaltaar dat gewijd was aan Sint Catharina stond in het koor. In de zijbeuken stonden nog zes kleinere altaren. Eén daarvan was gewijd aan Sint Jacob, zoals blijkt uit een beschrijving die zegt dat dit altaar in 1591 nog in de kerk stond. In de noorderzijbeuk werd een muurschildering aangebracht van Sint Christoffel. Deze schildering werd bij de Reformatie in 1593 witgekalkt, maar kwam in 1871 bij een restauratie weer tevoorschijn. De Nijkerkse tekenaar Gerrit van de Pol wist er nog wel een tekening van te maken. Daarna verdween de schildering voorgoed.
Blijkens een akte uit 1656 had de kerk glas-in-lood-ramen met wapenschilden van verschillende families.

##### Reformatie
In Nijkerk bracht de Reformatie nog niet direct veranderingen. Pas in 1583 stuurde de Gelderse synode de gereformeerde predikant Rutger van Siburg naar Nijkerk. Het Hof van Gelre verbood pastoor Everardus Swaer om te preken. Van Siburg preekte op 2 juni 1583 in de kerk,  'op bevel van de hooge overheid'. Na het vertrek van Van Siburg naar Amersfoort, werd pastoor Swaer weer aangesteld, hetzij 'sunder eenige ceremoniën te gebruycken'  (dat wil zeggen zonder de Roomse sacramenten). Uiteindelijk zette de Reformatie toch door in 1593, door de komst van Johannes Fontanus. In 1594 werd de gereformeerde predikant Johannes Switterius dominee in Nijkerk. De Grote Kerk werd toen ontdaan van de altaren en beelden.

#### 1600-1700
In 1606 werden er twee nieuwe luidklokken in de toren gehangen. Deze waren gegoten door Henrich Aalten van Muers in Utrecht, met gebruikmaking van materiaal van de oude klokken. Ook kwam er een  'klein klokje'. Blijkens een begroting kwamen er in 1616 nieuwe eikenplanken onder het kerkdak. In 1621 vervaardige Henrich Simons een preekstoel voor de Grote Kerk. In 1622 kwamen er nieuwe leien op het kerkdak. In de jaren 1625 tot 1628 werd het orgel gerestaureerd. Een rekening uit 1630 spreekt van 'het verhangen van de grote klok en de Martinusklok'.
In 1673 eisten Franse soldaten die naar Amsterdam wilde optrekken, maar gehinderd werden door de waterlinie, het kerkgebouw op. Zij leefden de kerk volledig uit en vernielden het interieur en de ramen. De Fransen voerden voor korte tijd de rooms-katholieke eredienst weer in. Dominee Johannes Cotius schreef:
'In dien selven somer hebben de Franschen alles in de kercke verbrant, de wapens, het orgel, gestoelten en baanken en alle de baren, de glasen an stucken gebroocken, soodat niet geheels of ongeschonden is gebleven, selfs tot de predikstoel en doophuys incluys, soodat de kerck door het continuele vieren en door den roock en smoock eer na een paardestal als na een kerck quam te gelijcken'.
Hoe slecht het kerkgebouw er aantoe was, blijkt uit rekeningen uit 1674, toen 5000 leien, nog eens 2000 leien, 2500 leinagels, lood en hout gekocht werden voor het herstellen van het kerkdak. Verder kreeg de kerk nieuwe ramen. Ook moest er een nieuwe preekstoel komen, die in januari 1675 in gebruik werd genomen. Toen werd de  'nyeuen predickstoel geset in dese kerck in Nijckerk'. Ook werden de kroonluchters teruggehangen, die  'Hendrick Hermens, coster, geberght hebbe voor de Fransen'.

#### 1700-1800
In 1756 kreeg de kerk een nieuw orgel, gebouwd door Matthijs van Deventer uit Nijmegen. In 1774 werd de oude torenspits afgebroken, waarna in 1776 de huidige statige, barokke toren gereed kwam. Ook kwam er een nieuwe deurpartij onder de toren, in dezelfde stijl. In 1780 werd de vloer van grafzerken opgehoogd.
In 1788 werd  'de kerk inwendig geheel vernieuwd'. Daarbij kwam er  'eene dubbele bank voor de ambtsjonkers en hunne dames', de zogenaamde regeringsbank. In 1789 vervaardige Hendrik Gerrit van Raan de huidige preekstoel. Deze is gemaakt van mahoniehout en voorzien van houtsnijwerk in de vorm van tabaksbladeren. Van Raan maakte ook een bijpassend doophek, waarop ook tabaksbladeren te zien zijn. In de 18e eeuw werd Nijkerk namelijk rijk met de teelt van tabak die tot ver buiten de landsgrenzen geëxporteerd werd. Op 18 oktober 1789 werd  'de eerste leerrede gehouden op den nieuwen predikstoel'.
Op 19 mei 1793 werden  'twee groote kronen in de kerk gehangen'.

#### 1800-1900
In 1841 werden de dakruiter en de zonnewijzer aan het koor opnieuw geschilderd. In 1842 werden de ramen en de daken van de zijbeuken gewijzigd, na een aanbesteding voor 'eenige aanzienlijke reparatiën aan het kerkgebouw dezer gemeente, en het leveren, inzetten en verven van negen gegoten ijzeren ramen met glas', onder leiding van ingenieur Conrad en architect C.L. Jurling. In 1843 werden twee ramen aan de zuidzijde van het koor dichtgemetseld. In 1844 liet men, blijkens een rekening uit 1846, het gehele orgel wit schilderen door H. van Hennekeler. De muur achter het orgel kreeg een lichtblauwe kleur, om het instrument goed uit te laten komen.
In 1845 kregen de ramen gordijnen. In 1846 werd de kap van het kerkgebouw deels vernieuwd. In 1850 deed men een proef met vijftien hallogeengaslampen voor de verlichting van de kerk. In 1854 werd het torentje dat op het koordak stond afgebroken,  'wegens wrakken toestand'. Hierin hing voor de Reformatie de klok waarmee het Angelus geluid werd. In eerste instantie wilde men deze dakruiter vervangen door een nieuwe, 'van minder zwaarte', maar dit is niet gerealiseerd. Eveneens in 1854 werd een nieuwe consistoriekamer gebouwd, door Aalbert van Dijkhuizen.
In 1855 boden de kerkvoogden  'drie groote en twee kleinere koperen kerkkroonen'  (kroonluchters) en  'eenige koperen blakers'  te koop aan, ondanks een request van  'J.A. Mouw en vele gemeenteleden om de kronen te behouden'.  In 1856 werden de kerkbanken opnieuw geschilderd. In 1857 werd in de zuiderzijbeuk een galerij gebouwd, hoewel men in 1851 dacht dat het kerkgebouw er niet geschikt voor was. In 1858 werd de Bentinckkapel bij de kerk getrokken, door 'de boog van het oostelijk vlak aan de zuidzijde (...) uit te breken zonder den laatsten pilaar te verzwakken'. Deze kapel bevond zich aan de oostzijde van de zuiderzijbeuk.
In 1869 werd geadverteerd om 'eenvoudige, doch sierlijke gaskroonen en branches'  te bekomen.
In 1871 waren er werkzaamheden in de kerk, waarbij in de noorderzijbeuk een muurschildering aan het licht werd gebracht. De staat van de muur was dermate slecht dat de schildering niet te behouden was. Gerrit van de Pol wist nog wel een tekening te maken van de voorstelling. J.J. Smits liet een gedetailleerde beschrijving over van de schildering. Al een jaar eerder kwam een andere schildering tevoorschijn, in het koor van de kerk. J.J. Smits kwam te laat in de kerk om deze te onderzoeken, maar liet wel een beschrijving na die de  'mededeelingen van eenen der werklieden'  volgt. De schildering zou twee paarden voorgesteld hebben, met twee vrouwen ervoor die de armen uitstrekten. Verder twee 'mansbeelden' en onder de paarden enkele familiewapens. Verder ontdekte Smits op een andere plaats in het koor een  'weinig beteekenend gedeelte van een bloemversiersel'. Deze schildering 'scheen zich over het geheele gewelf te hebben uitgestrekt'.
In 1883 werd een portaal gebouwd aan de zuidzijde van de kerk.

#### 1900-2000
In 1901 besloot de kerkvoogdij om gasgloeilicht aan te schaffen. In 1905 werd er een verwarmingsinstallatie geplaatst. Op 12 juli 1909 onthulde men in de zuidelijk wand van het koor een gedenkplaat die herinnerde aan Arendt van Curler, geboren Nijkerker en stichter van de stad Schenectady. De gedenkplaat werd aangeboden door het historisch genootschap van deze Amerikaanse stad, waarmee Nijkerk sinds 2013 een stedenband heeft. Het geheel werd omlijst door toespraken van onder anderen ds. Van Melle en ds. Van den Nieuwenhuizen en orgelspel van Joh. W. Meyll. Diverse Amerikaanse gasten en nakomelingen van Van Curler woonden deze bijeenkomst bij. Tegenwoordig bevindt deze gedenkplaat zich in de torenhal.
In 1921/1922 werd het kerkdak vernieuwd. In de winter van 1936-1937 werd het orgel gerestaureerd en schoongemaakt, zowel inwendig als uitwendig: de witte verlaag werd van het orgel verwijderd. Al het eikenhout werd afgekrabd, schoongemaakt en opnieuw in de was gezet door de Nijkerkse meubelmaker D. van Bokhorst. Op 27 januari 1937 vond de heringebruikneming plaats, waarbij Joh. W. Meyll het orgel bespeelde. Op 22 juli 1938 werd een gerestaureerde grafzerk onthuld van de familie Van Renselaer, die in de noorderzijbeuk tegen de muur was geplaatst, boven een nieuwgebouwde tombe. De zerk lag voorheen onder de trap van de galerij, die weggebroken moest worden om de zerk te kunnen verplaatsen. In diezelfde julimaand van 1938 restaureerde men de zonnewijzer uit 1760 die op een steunbeer aan de zuidzijde van het koor was aangebracht.
Op 18 september 1938 werd het huidige doopvont in gebruik genomen in een doopdienst door ds. C.J. van der Graaf. Het doopvont was ontworpen door H. Kuipers en uit eikenhout vervaardigd door meubelmaker D. van Bokhorst. Het vont bevat zilveren monogrammen van de Griekse letters Alpha en Omega en van de Chi en Rho (het zogenaamde Christusmonogram). In de kom van het doopvont werd een zilveren bekken geplaatst uit 1821. In 1939 werden de gordijnen voor de ramen van het koor en de zuiderzijbeuk vervangen.
In 1967 volgde een grote restauratie van het interieur. De oude opstelling van banken en stoelen werd verwijderd en er kwamen nieuwe kerkbanken. Ook werd de vloer van honderden grafzerken geëgaliseerd. De ingang onder de toren werd in ere hersteld als hoofdingang. Een portaal aan de zuidzijde, waar tot dan toe de hoofdingang was, werd afgebroken. Bij deze restauratie verdween het doophek uit 1789, maar het werd hergebruikt als lambrisering tegen de muur onder het orgel. Een aantal van de stoelen die uit de kerk verdwenen, hebben tegenwoordig een plaats in de kapel van het Zuiderzeemuseum in Enkhuizen. Achter op de rugleuningen zijn namen en nummers te zien. Dit herinnert eraan dat kerkgangers vroeger betaalden voor een eigen zitplaats.
Na de brand in de Gereformeerde Kruiskerk in 1975 kerkten de gereformeerden enige tijd in de Grote Kerk. Als dank schonk deze gemeente vijf houten psalmborden aan de hervormde gemeente.
In 1999 volgde opnieuw een restauratie van het interieur. Daarbij kreeg de kerk opnieuw nieuwe banken. De kerk telt nu 1.070 zitplaatsen. Bij deze restauratie ontdekte men onder het liturgisch centrum voor de preekstoel, een grafkelder. Deze is vervolgens weer toegedekt zonder nader onderzoek. Bij diezelfde restauratie werd in de torenhal ter hoogte van het orgelbalkon een nis ontdekt, die vervolgens gerestaureerd werd.

#### 2000-heden
In 2011 werd de consistoriekamer gerestaureerd. Hierbij zijn de originele kleuren van het schilderwerk hersteld.
In 2016 werd de kerk voorzien van een camerasysteem, dat het mogelijk maakt om kerkdiensten, trouw- en rouwdiensten en concerten live uit te zenden via internet. In 2017 kreeg de kerk een nieuwe geluidsinstallatie. In datzelfde jaar kwamen er nieuwe collectezakken.
In 2018-2019 kreeg het kerkdak een grote renovatie: de kapconstructie was aangetast door de bonte knaagkever en door lekkages. Voorts werden op een aantal delen van het dak de leien vervangen en kreeg het haantje op de punt van het koordak een opknapbeurt. Op de kerkzolders boven de gewelven zijn veilige looppaden aangebracht, waardoor deze ruimtes ook toegankelijk zijn geworden voor rondleidingen. Voor de restauratie waren diverse acties nodig, zoals het sponsoren van een lei die vervolgens met een boodschap, die 75 jaar verborgen zal blijven, beschreven mocht worden. Op 14 mei 2019 werd een bord onthuld, waarop leien bevestigd zijn met de logo's van de belangrijkste geldschieters. Het bord bevindt zich op de kerkzolder boven het koor.
In 2021 verving men de vijf houten psalmborden in de kerk door beeldschermen waar de liturgie voortaan digitaal op getoond wordt.

### Interieur

#### Kerkruimte

##### Overblijfselenrooms-katholieketijd
De Grote Kerk is een typisch Nederlands, protestants kerkgebouw. Er zijn nauwelijks versieringen te vinden. Toch zijn er enkele zaken die herinneren aan de tijd van voor de Reformatie. Zo zijn in het koor de vier symbolen van de evangelisten (Mattheüs: engel, Markus: leeuw, Lucas: stier en Johannes: adelaar) te zien als kraagstenen onderaan de colonetten waar de kruisribben op uitlopen. Daarnaast zijn er op twee van de drie sluitstenen in het koor, bovenin waar de kruisribben samenkomen, afbeeldingen te zien van Jezus Christus en van Sint Catharina, aan wie de kerk aan gewijd was.

##### Orgel & liturgisch centrum
In de kerk bevinden zich enkele andere opvallende elementen. Het meest in het oog springend is het Van Deventer-orgel uit 1756, waarvan de kas rijkelijk versierd is met houtsnijwerk. Tegen de muur onder het orgel is het voormalige doophek uit 1789 als lambrisering geplaatst. Centraal in de kerkruimte staat de mahonie-houten preekstoel uit 1789. Volgens een plaquette die in de gerfkamer hangt hebben 'Jacobus Scherpencamp en Wynandt Berghuys (...) kerkmeesters (...) tot meerder luister en cieraad dezer kerk predicstoel, doopheck (...) doen vervaardigen in den jaare MDCCLXXXIX'. Op de preekstoel is houtsnijwerk te zien in de vorm van tabaksbladeren. Evenals de toren en de kerk is de preekstoel namelijk het resultaat van de rijkdom van Nijkerk in de 18e eeuw door de tabaksteelt. Aan de voet van de preekstoel bevindt zich de grafzerk van E.G. Ardesch die  'Scholtus deses Ambts Nijkerk'  (burgemeester) was. Rechts naast de preekstoel hangen oude collectezakken aan lange bamboestokken waarmee in vroeger tijden naar de bijdragen van de kerkgangers gehengeld werd. Voor de preekstoel staan het doopvont uit 1938 en een lessenaar, met een gouden standaard uit 1743 en een Statenbijbel uit 1888.

##### Noorderzijbeuk
In de noordbeuk wordt het oog getrokken naar de grafzerk van de familie Van Renselaer, die rechtop tegen de muur is geplaatst. De term 'familiegraf' is niet helemaal op zijn plaats: er liggen slechts twee broers begraven. Deze zerk dateert van begin 17e eeuw. Kiliaen van Renselaer liet deze zerk maken voor zijn vader Hendrick van Renselaer en oom Johan van Renselaer. Deze broers waren eerst begraven in het koor van de kerk, maar Kiliaen liet hun stoffelijke overschotten herbegraven in een nieuwe grafkelder in de zuidwesthoek van de kerk, waarop deze zerk werd geplaatst. Na ruim 300 jaar is de zerk gerestaureerd en op de opvallende plaats in de zijbeuk ingemetseld. Dit werd mogelijk doordat Florence van Renselaer uit New York de kosten op zich nam, om haar voorouders te eren. De stoffelijke resten van Hendrick en Johan van Renselaer werden in een nieuwe graftombe overgebracht. Op 22 juli 1938 werd de zerk onthuld door Florence van Renselaer, waarbij president-kerkvoogd A. Meiling, dominee C.J. van der Graaf, de Nederlandse gezant te Washington jonkheer H.M. van Haersma de With van Salentein en jonkheer M.W. van Renselaer Bouvrier toespraken hielden.
Op de grafzerk staan de alliantiewapens van Hendrick van Renselaer en diens vrouw en van Johan van Renselaer en diens vrouw. Midden onderaan staat het wapen van Kiliaen van Renselaer. In de vier hoeken staan wapens van verschillende takken uit het familiegeslacht. In het midden is een doodshoofd zichtbaar met de Latijnse tekst Dulce est pro patria mori, wat betekent: Heerlijk is het voor het vaderland te sterven. Twee teksten vermelden dat Johan van Renselaer stierf in Deventer op 7 februari 1601 en dat Hendrick van Renselaer stierf op 6 juni 1602 in Oostende. De Latijnse tekst die hieronder staat, vermeldt dat Johan en Hendrick broers waren, beiden leider van een groep infanterie, dat zij beroemd waren door grote en vele verdiensten voor republiek en vaderland en dat zij tot hun laatste adem krachtig waren; dat Kiliaen van Renselaer dit vol droefheid heeft laten plaatsen tot een monument voor zijn voorouders, uit liefde voor zijn vader en ter herinnering aan zijn oom.
Schuin boven deze grafzerk, hangt een bord met een Bijbeltekst over het Heilig Avondmaal en een Bijbeltekst uit Johannes 6, waarin Jezus zichzelf 'het Brood des Levens' noemt. Dit tekstbord werd in 1617 gemaakt door Anthonius Kalsbeek. Voor de Reformatie bevond zich op deze plek een muurschildering van Sint Christoffel. Links van deze objecten staat sinds april 2017 een klein orgel met één klavier.

##### Zuiderzijbeuk
Recht tegenover de preekstoel, onder de galerij, bevindt zich de regeringsbank. Deze bank bood vroeger plaats aan de Amptsjonkers (de leden van het stadsbestuur). In deze bank liggen nog enkele oude Statenbijbels. De zitplaatsen van de burgemeester en wethouders zijn nog aangegeven met de letters B en W. Tegenwoordig is de regeringsbank niet meer in gebruik als zitplaats voor het stadsbestuur en kerkgangers zijn vrij om erin plaats te nemen.

##### Middenschip & koor
Hoog boven in het middenschip hangt een bord ter herinnering aan de stadsbrand van 1540. Hoog in het koor, aan de noordzijde, bevindt zich het zogenaamde 'Nonnenluikje'. Het luikje kan geopend worden vanaf een wenteltrap die vanuit de gerfkamer naar de kerkzolder leidt. Dit luikje werd in de tijd dat de kerk nog rooms-katholiek was, gebruikt om de olie van de altijd brandende Godslamp bij te vullen. De naam 'Nonnenluikje' komt volgens de overlevering van de nonnen die in het Sint Catharinaklooster woonden. Zij zouden vanaf de wenteltrap, door het luikje gelegenheid gehad hebben om de kerkdiensten te volgen. Het is niet aannemelijk dat dit daadwerkelijk het geval was.
Op enkele plaatsen in de kerk hangen oude psalmborden met daarop aangegeven Psalm 72:8. Deze borden herinneren aan de Nijkerkse beroeringen van 1749-1750.

#### Gerfkamer
Via een klein deurtje rechts van de preekstoel treedt men de zogenaamde gerfkamer binnen die, zoals eerder genoemd, dateert uit de 16e eeuw. Deze naam komt van het werkwoord gerven, wat gereedmaken betekent. Deze ruimte was namelijk vanouds de plek waar de priester zich voorbereidde op de mis.
Tegenwoordig is de gerfkamer in gebruik bij de koster, die er apparatuur, opbergruimte en de gebruikelijke voorzieningen voor elektra en verwarming van de kerk heeft. Daarnaast wordt de kamer bij doop- en belijdenisdiensten en bij bevestiging of afscheid van ambtsdragers of predikanten gebruikt om handen te schudden na afloop van de dienst. Vanwege de smalle toegangsdeur staat de rij kerkgangers dan dikwijls tot ver in de kerk.
De ruimte herbergt ook een vitrine met oude voorwerpen uit de kerk, zoals collectebussen en collectezakken. Daarnaast hangen er een plaquette die herinnert aan de bouw van de preekstoel en het doophek, een schilderij van het kerkinterieur uit 1949 en enkele borden met Bijbelteksten.
In januari 2024 werd gestart met een renovatie van de gerfkamer. Voor het schilderwerk besloot men aan te sluiten bij de kleuren van de in 2011 gerestaureerde consistorie.
In de hoek van de ruimte is achter een deur een wenteltrap te vinden die leidt naar de kerkzolders. Via die trap is ook de zolder van de gerfkamer te bereiken, waar te zien is dat de ruimte ooit overwelfd is geweest. Hier liggen nog altijd enkele panelen van het voormalige doophek en armaturen van de vroegere verlichting.

#### Consistoriekamer
Achter de gerfkamer is in de 19e eeuw de huidige consistoriekamer gebouwd. Het is een hoge ruimte, die aan de westkant twee schuine hoeken heeft. De consistoriekamer is de plek waar ouderlingen, diakenen en de predikant voor en na kerkdiensten samenkomen om het zogenaamde consistoriegebed uit te spreken.
In deze ruimte hangen portretten van dominee Switterieus en zijn vrouw. Deze predikant wist in 1594 de Reformatie door te zetten in Nijkerk. Boven de schouw, waarop zes tegeltjes met (Bijbelse) voorstellingen te zien zijn, hangt een portret van dominee Gobius du Sart. Deze predikant deed intrede op zondag 11 december 1870 en diende de gemeente tot zijn emeritaat in 1893. Hij maakte als Nijkerkse predikant de Doleantie mee, die hij beschouwde als een 'heilloze weg'.
Aan weerszijden van de schouw staan twee stoelen met houtsnijwerk. Deze werden, getuige een koperen herinneringsplaatje, in 1935 aan de kerk geschonken door dominee Luteijn en zijn vrouw. Ze zijn bij trouwdiensten in gebruik als stoelen voor het bruidspaar.
Tegen de oostmuur hangen drie houten panelen die oorspronkelijk op het orgel stonden. In 1779 verving een klokkenmaker het paneel dat op de middentoren van het hoofdwerkstond door een klok, gekroond met het wapen van Nijkerk. In het originele paneel is de Nijkerkse leeuw in houtsnijwerk te zien. Ook de twee kleine panelen van de zijtorens zijn op dat moment vervangen. Ze sierden daarna enige tijd de regeringsbank die in de zuidbeuk staat, maar moesten het veld ruimen toen daar een galerij werd aangebracht.
Verder hangen hier twee lijsten met de namen van alle predikanten sinds de Reformatie en drie lijsten met portretten van predikanten, vanaf dominee C.C. Callenbach die de gemeente tot 1861 diende. In de onderstaande tabellen is weergegeven welke predikanten te zien zijn.
| Dominee                                 | Dienstjaren | Wijkgemeente |
| --------------------------------------- | ----------- | ------------ |
| Cornelis Carel Callenbach               | 1828-1861   | 1            |
| Samuël Johannes de Hoest                | 1831-1877   | 2            |
| Antonie Mac-Pherson                     | 1861-1864   | 3            |
| Johan Koster                            | 1862-1865   | 1            |
| Abraham Dirk Thuyn de Ligny             | 1866-1867   | 3            |
| Joan Jacob Gobius du Sart               | 1870-1893   | 3            |
| Willem Frederik Blüggel                 | 1879-1887   | 1            |
| Gerrit Vlug                             | 1880-1886   | 2            |
| Pieter Jacobus van Melle                | 1888-1933   | 1            |
| Johan Herman Wensinck                   | 1889-1898   | 2            |
| Pieter Fransiscus van den Nieuwenhuizen | 1894-1927   | 3            |
| Pieter Steffens Bartstra                | 1899-1901   | 2            |
| Jan Wouterus Beerekamp                  | 1903-1914   | 2            |
| Arie Marinus den Oudsten                | 1916-1920   | 2            |
| Adrianus Franciscus Petrus Pop          | 1921-1925   | 2            |
| Aart Hendrik Jan Gerard van Voorthuyzen | 1926-1927   | 2            |
| Cornelis Jan van der Graaf              | 1928-1960   | 2            |
| Adriaan Luteijn                         | 1934-1946   | 1            |
| Abraham Paulus van der Kooij            | 1947-1949   | 1            |
| Jacob Koele                             | 1952-1981   | 1            |

| Dominee                     | Dienstjaren | Wijkgemeente |
| --------------------------- | ----------- | ------------ |
| Jacobus van Dijk            | 1960-1965   | 2            |
| Piet de Jong                | 1965-1969   | 3            |
| Hendrik Adriaan van Slooten | 1965-1974   | 2            |
| Simon Petrus van Assenbergh | 1971-1998   | 3            |
| Jan Vos                     | 1977-1986   | 2            |
| Eliza Marius Bakker         | 1982-1987   | 1            |
| Hendrik Talsma              | 1988-1992   | 1            |
| Jan de Jong                 | 1993-1998   | 1            |
| Andries Jonker              | 1998-2003   | 1            |
| Hendrik van den Belt        | 2004-2008   | 1            |
| Marinus Baan                | 1987-2011   | 2            |
| Jan Hendrik van Daalen      | 1999-2013   | 3            |
| Jozef Paulus Jacobus Voets  | 2011-2016   | 2            |
| Hendrik Russcher            | 2010-2017   | 1            |
| Marinus Kornelis de Wilde   | 2014-2019   | 3            |

| Dominee            | Dienstjaren | Wijkgemeente |
| ------------------ | ----------- | ------------ |
| Marinus Messemaker | 2017-2021   | 2            |

### Exterieur
Wie de Grote Kerk aan de buitenkant bekijkt, ziet onmiddellijk de statige, witte toren uit 1776. Hoewel de toren in barokstijl gebouwd is en de kerk in gotische stijl, vormen kerk en toren een aantrekkelijk geheel. Dit komt deels door latere toevoegingen en veranderingen aan de kerk, zoals de deurpartij van de hoofdingang, het portaal aan het koor en de gewijzigde ramen van de zijbeuken.
In het bovenlicht boven de hoofdingang zijn de guirlandes van tabaksbladeren te zien, die ter decoratie zijn aangebracht op verschillende plaatsen in de kerk, zoals ook op de preekstoel. Zoals eerder vermeld, is dit gebeurd toen Nijkerk een belangrijke stad was voor de tabaksteelt. Boven de hoofdingang is een gedenksteen in de muur gemetseld waarop gememoreerd wordt dat de toren in 1776 herbouwd is.  't Ampt Nijkerk Dese Toren 1776 Herbouwt', staat er te lezen. Aan de noordzijde zijn oude gietijzeren urinoirs te zien. Dit herinnert eraan dat de mannen vroeger aan die kant van de kerk zaten. Aan de zuidzijde van de kerk is hoog aan een van de steunberen van het koor een zonnewijzer bevestigd. Deze zonnewijzer dateert van rond 1770 en is gemaakt door Gijsbert Blokhuis.
Aan de oostzijde, in het verlengde van het koor, is een 19e-eeuws portaal te zien. Tegen de oostkant van de zuidbeuk en de zuidkant van het koor is een garage gebouwd, waar in vroeger tijden de brandweer gebruik van maakte.

## Toren

### Geschiedenis

#### Tot 1774
De basis van de toren is waarschijnlijk het oudste stukje Nijkerk. Bij de bouw van de kerk in de 15 eeuw, zijn vermoedelijk de resten van de oude kerk uit de 13e eeuw gebruikt. De stadsbrand van 1540 richtte de gotische toren weinig schade aan. Tekeningen van de oude toren laten zien dat die een hoge spits had.
In 1763 sprak het stadsbestuur van Nijkerk de wens uit om een klokkenspel te laten gieten. Nijkerk verdiende in de 18e eeuw veel geld met de teelt van tabak. In 1773 kwam daar een goede aanleiding voor: de Amsterdamse architect Jan Bolten waarschuwde ervoor dat de torenspits bij een flinke storm zou instorten. Hierop werd besloten dat er een nieuwe bovenbouw op de toren moest komen. De aannemer Barend Brouwer uit Hoorn mocht het werk uitvoeren, voor het bedrag van f. 30.500,-. Brouwer liet de bouw uitvoeren door zijn 23-jarige achterneef Hendrik Gerrit van Raan.
Het is niet met zekerheid bekend wie de ontwerper van de toren is. Jan Bolten is lange tijd als architect genoemd, maar geen enkel feit ondersteunt dit. Op een plaquette die bij de preekstoel en het doophek hoort, staat dat Gerrit van Raan Deese Tooren in alles heeft herbouwt, dus ook hij zou de ontwerper kunnen zijn. De toeschrijving aan Van Raan is daarnaast gebaseerd op twee door hem gesigneerde tekeningen in het bezit van de Rijksdienst voor het Cultureel Erfgoed in Amersfoort.

#### 1774-1778
In 1774 werd de oude toren afgebroken tot op 19 meter hoogte. De scheiding tussen de 15e-eeuwse en 18e-eeuwse stenen is nog altijd goed te zien. Op 30 november 1774 was de afbraak gereed. De opbouw begon op 15 maart 1775. Tijdens de werkzaamheden kwam stadhouder Willem V naar Nijkerk om het werk te aanschouwen.
Op 1 september 1776 was de nieuwe toren klaar. Het ontwerp was geïnspireerd op verschillende Amsterdamse torens. De Nijkerkse toren doet bijvoorbeeld denken aan de Montelbaanstoren, maar vertoont ook elementen die bij de Oudekerkstoren, de Zuiderkerkstoren en de Munttoren voorkomen. Er komen classicistische elementen in voor, zoals de pilasters met de Ionische bekroning aan weerszijden van de wijzerplaten en het fronton daarboven. Daartegenover staat echter de schuine belijning van de dubbele lantaarn en de ronding van het fronton. De toren is afgewerkt met enkele zeer gematigde barokke elementen, waarbij de guirlandes van tabaksbladeren boven de openingen van de klokkenlantaarn opvallen. De koppen, gekroond met (Pinkster)vuur waaruit water stroomt, willen mogelijk de verkondiging van het evangelie verbeelden. De toren is de enige echte baroktoren van Nederland.
Eind 1777 werd het klokkenspel in de toren gehangen. De drie grootste klokken waren tevens luidklokken. Omdat in de toren trillingen te voelen waren wanneer de klokken geluid werden, voegde men in 1778 onder de wijzerplaten extra galmgaten toe. Men dacht dat het geluid niet goed weg kon en dat hierdoor trillingen veroorzaakt werden.

#### 1778-1954
In 1809 werd er een optische telegraaf op de toren geplaatst. Nijkerk maakte deel uit van de telegrafielijn Amsterdam-Apeldoorn. Al in 1810 werd de telegraaf verwijderd, nadat Nederland op 9 juli door Napoleon was geannexeerd.
In 1919 werden er galmborden aangebracht in de lantaarn waarin het klokkenspel hangt. Men dacht dat de klokkenklanken zich hierdoor beter zouden mengen. Het resultaat was echter niet bevredigend. Daarom werden de galmborden bij de torenrestauratie in de jaren 50 weer verwijderd.

#### Na 1954
Tussen 1954 en 1957 werd de toren gerestaureerd. Hierbij werd het bovenste koepeltje geheel vernieuwd. Bij deze restauratie werd de originele kleurstelling veranderd. De toren maakt op oude foto's een wat grauwe indruk. De originele kleuren zou leisteenblauw en een geeltint zijn geweest. Op oude foto's is te zien dat de toren enkele witte accenten had, in decoratieve elementen, enkele randen en hekwerk. Tijdens de restauratie van 1954 tot 1957 werd de toren grotendeels wit geschilderd; ook de verschillende decoratieve elementen. Slechts het binnenste vlak in de frontons boven de wijzerplaten werd blauw. In 1979 kregen de frontons een vrij donkere grijs-blauwe kleur. Vanaf de jaren 90 hebben verschillende decoratieve elementen, de frontons en enkele randen een beige kleur, die in 2012 een diepere tint kreeg.
In 2006 werd er in de toren een dichtgemetseld gangetje ontdekt. Er wordt aangenomen dat het afgesloten gangetje oorspronkelijk toegang gaf tot een voormalige zolder in de torenhal. Deze was ter hoogte van de in 1999 gerestaureerde nis gesitueerd, ongeveer een meter hoger dan de huidige orgelzolder. De oude zolder moet uiterlijk bij de bouw van het huidige orgel in 1756 zijn afgebroken.
Op zondag 14 oktober 2012 werd de toren in het programma De zondag van Van Willigenburg van de RKK uitgeroepen tot mooiste kerktoren van Nederland 2012. Hieraan vooraf ging een hevige strijd tussen verschillende plaatsen in Nederland waarvan de kerktorens genomineerd waren. Een aantal Nijkerkers wist een grote groep stemmers te mobiliseren, waardoor de Nijkerkse toren met ruim 11.000 stemmen won.

De toren is eigendom van de burgerlijke gemeente Nijkerk die er iedere circa 10 jaar onderhoud aan laat uitvoeren. Een recente restauratie vond plaats in 2012. De werkzaamheden bestonden uit schilder- en voegwerk, vervangen van schotten bij de galmgaten en het vernieuwen van delen van het loodwerk. Dit onderhoud werd een jaar naar voren gehaald vanwege de viering van 600 jaar stad Nijkerk in 2013. In april 2021 ging de toren opnieuw in de steigers, voor onderhoud aan het dak, de gevels en het schilderwerk.
- De verschillende kleurstellingen van de toren door de jaren heen
- 1776
- Vóór 1919.
- 1959
- 1981
- Huidig

### Luidklokken
In de toren hangen drie luidklokken:
- Luidklok 1 / Uurklok / Doodsklok (met deze klok wordt de uurslag gedaan en hij luidt solo bij uitvaarten) in toonhoogte Es
- Luidklok 2 in toonhoogte F
- Luidklok 3 / Papklok (deze luidt driemaal per dag solo) in toonhoogte G

Deze drie klokken hebben als opschrift: 'Alexius Petit en Hendricus synen zoon hebben my gegoten AO 1775'.

#### Papklok
De papklok luidt drie keer per dag: om 08:00 uur, 12:00 uur en 21:00 uur. Vroeger gaf men hiermee de schafttijden voor de Nijkerkse bevolking aan. Toen luidde de klok ook om 18.00 uur. Deze traditie is in stand gebleven. Aan de luiding om 21.00 uur dankt de klok zijn bijnaam van papklok. Het luiden van deze klok om 21.00 uur betekende: pap eten en naar bed.
Op zondag luidt de papklok ook net na 9.00 uur en net na 18.00 uur, ongeveer een halfuur voor aanvang van de kerkdiensten. Dit is de zogenaamde 'voorluiding' die enkele minuten later gevolgd wordt door het volgelui van de drie luidklokken.

#### Klokluiden
Tot 1957 werden de klokken handmatig geluid. Dit gebeurde op de luidzolder, die op zo'n 12 meter hoogte in de toren zit. De luidtouwen die hier nu nog hangen zijn niet meer met de klokken verbonden, maar herinneren aan de oude situatie. Sinds 1957 worden de luidklokken aangedreven door een elektromotor. Een jaar eerder werden de luidklokken aan krukassen gehangen, wat minder krachten vergt bij het luiden, maar wel nadelig is voor de klokkenklank. Op Youtube is een video te bekijken waarin de drie luid klokken afzonderlijk en tegelijkertijd geluid worden.

#### Brandklok
Tot 1943 hing er in de toren een vierde luidklok. Dit was de zogenaamde Brandklok die werd geluid om de Nijkerkse bevolking te waarschuwen bij calamiteiten. Deze klok werd als enige klok gevorderd door de Duitse bezetter, op 9 januari 1943. Deze klok werd in de torenhal geluid en dus niet op de luidzolder. Hiermee bespaarde men tijd als er brand was. De Brandklok hing op de plek waar nu de Raboklok uit 1987 hangt. De Brandklok was, evenals de drie huidige luidklokken, gegoten door Alexius en Hendricus Petit in 1775 en had een gewicht van 205 kilo en een diameter van 63 centimeter. 

### Stichting 'de Mooiste Verlicht'
In 2015 vatte een aantal Nijkerkers het plan op de toren van de Grote Kerk van LED-verlichting te voorzien. In het zogenaamde 'Torenberaad' ontstond het plan om de verouderde installatie van schijnwerpers, die op daken rondom de kerk stonden, te vervangen door subtiele LED-verlichting in en op de toren zelf. Het 'Torenberaad' resulteerde in de oprichting van de Stichting 'de Mooiste Verlicht'. Na enkele jaren van plannen maken en de financiering rond krijgen, kon het installeren van de nieuwe verlichting van start gaan in november 2019. Op zaterdag 14 december om precies 21.30 uur werd de verlichting in werking gesteld.

## Beiaard

### Geschiedenis

#### 1763-1779
In bronnen uit 1763 wordt er door het stadsbestuur van Nijkerk voor het eerst gerept over de wens een beiaard aan te schaffen. Bij de benoeming van Antony Bleumer als organist van de Grote Kerk, werd gezegd ‘alsoo het soude kunnen gebeuren, dat er een klokkenspel wierd gemaakt, soo word denselve meede tot klokkenist aangestelt’.
Toen in 1773 de oude toren bouwvallig bleek, kwam men met plannen voor een nieuwe kerktoren met ruimte voor een beiaard. De ambtsjonkers van Nijkerk gaven op 15 september 1774 aan Alexius Petit de opdracht een beiaard van 35 klokken te gieten. Ook moest Petit een uurwerk en een speeltrommel leveren. De kosten zouden f. 19.500,- bedragen. Dit ging in tegen adviezen die de klokkengieter Andreas Jozef van den Gheyn aanbevolen. Ook Van den Gheyn zelf protesteerde, omdat Petit ten onrechte diens beiaard te Goes als referentie had genoemd.
Blijkens een rekening van de waag in Nijkerk, ontving Petit op 20 september 1774 ‘van de hoog wel gebooren heeren jonkers des ambts Nijkerk de klokken uijt de tooren’. Het ging om vier luidklokken: ‘de klok van-9-uren’ van 2.827 pond, ‘de groote klok’ van 6714 pond, ‘de klok van-12-ure’ van 604 pond en ‘de kleijnen klok’ van 443 pond.
In september 1775 had Petit de grootste klokken reeds gegoten. Hier rapporteerde de organist en toekomstige klokkenist Anthony Bleumer over op 11 september. De opleverdatum zou 1 augustus 1776 zijn. Petit verscheen pas op 8 september te Nijkerk en had het werk nog niet klaar. De klokken die hij leverde, waren nog niet gestemd. De ambtsjonkers kregen intussen argwaan en vroegen zich af ‘of hy selfs wel de vereyschte kundigheid had om de klokken te konnen drayen en stemmen’. Hulp van onder meer de organist Anthony Bleumer mocht niet baten en het stemmen ter plaatse liep uit op een fiasco.
In februari 1777 nam het stadsbestuur afstand van Petit, die verklaarde dat het hem door tegenslagen niet gelukt was de overeenkomst na te komen. Petit vertrok naar Leuven om Andreas Jozef van den Gheyn in te schakelen voor het gieten van nieuwe klokken. In maart 1777 waren zowel Petit als Van den Gheyn in Nijkerk. Van den Gheyn keurde de klokken van Petit en zag in eerste instantie nog kans de grootste tien klokken bij te stemmen en te gebruiken in de beiaard. Uiteindelijk bleek dit alleen mogelijk bij de grootste drie, de luidklokken.
Ook een vierde luidklok kon goedkeuring wegdragen: de Brandklok die bij calamiteiten werd geluid en geen deel uitmaakte van de beiaard. De overige 34 beiaardklokken goot Van den Gheyn zelf. De beiaard ging bestaan uit de tonen C1, D1, E1 en verder chromatisch tot D4. 
Ook de speeltrommel en het uurwerk, die Petit had laten maken door Hubertus Simons, werden niet volgens het contract opgeleverd. In mei 1777 bleek dat Petit de speeltrommel en het uurwerk had laten keuren door George Willem Fisscher, die het werk van Simons afkeurde. Petit zag zich genoodzaakt om Fisscher een nieuwe speeltrommel en een uurwerk te laten maken, maar omdat de situatie hem al veel geld had gekost, verzocht hij de ambstjonkers om Fisscher daarvoor te betalen. 
Op 10 september 1777 werd het contract gesloten met George Willem Fisscher voor een speeltrommel en een uurwerk. Fisscher verklaarde ‘dit alles te leveren, verder om de klokken op te hangen, het gaande maken van de luydklokken als andersints’.
Van den Gheyn meldde begin september 1777 dat de klokken onderweg waren. Op 15 september 1777 meldde de keuringscommissie zich, bestaande uit de vier beiaardiers Ybo Bruinsma uit Nijmegen, H. Hogelaar uit Doesburg, Joachim Hess uit Gouda en Antony Bleumer als toekomstig beiaardier van Nijkerk.
De keurmeesters besteedden twee dagen aan de keuring, verklaarden dat zij ‘met de uiterste nauwkeurigheid gemelde klokken geëxamineerd hebben’ en sluiten hun lovende beoordeling af met de woorden ‘dat dit klokkespel met regt onder één der Fraayste klokkespellen van onze Republik gerekend mag worden’.
In 1778 verkochten de ambtsjonkers in het openbaar de overgebleven, afgekeurde beiaardklokken van Petit.
De speeltrommel en het uurwerk werden op 10 november 1779 opgeleverd, waarna de horlogemakers Johannes Vetter uit Gouda en en H. Starre uit Hoorn het werk keurden. Op 12 november 1779 verklaarden zij ‘dat sy bevonden hebben tot des makers lof en reputatie het een werk te siin, dat in alles voldeed niet alleen aan het gemaakte contract, maar bovendien in netheid en werking uitblinkt boven vele voornaame werken in de Republicq’.
Een bijzondere anekdote is dat de Nijkerkse boeren met hun paarden geholpen hebben om via touwen en katrollen de zware klokken naar boven te hijsen. Zij vroegen als tegenprestatie dat er iedere maandagmorgen tijdens de veemarkt op het carillon gespeeld zou worden. Dit wordt de 'Boerendeun' genoemd. De traditie bestaat tot op de dag van vandaag, hoewel de veemarkt al in 1980 afgeschaft is.

#### 1780-2004
In 1919 werd het carillon voor het eerst ingrijpend gerestaureerd. Op advies van de Belgische beiaardier Jef Denyn wordt het klokkenspel ingericht volgens het Mechelse systeem. Ook sloot men de lantaarn af met galmborden. Er werd een plaquette in de toren opgehangen met de volgende tekst:  'Het klokkenspel in dezen toren is in het jaar 1919, toen Jhr. Mr. G. C. J. van Reenen Burgemeester van Nijkerk was, van een nieuw speelapparaat voorzien volgens de aanwijzingen van den Heer Joseph Denijn, Stadsbeiaardier te Mechelen (België). De Gemeenteraad besloot tot deze vernieuwing over te gaan, nadat Dr. Lambertus van Elfrinckhof ter nagedachtenis zijner Moeder Vrouwe G. J. van Elfrinckhof-Reinhold en tot blijvende herinnering aan zijn Grootvader H. R. Reinhold, die van 1822 tot 1848 dit klokkenspel bespeeld heeft, aangeboden had de kosten dezer vernieuwing voor zijne rekening te nemen.'

##### Uitbreidingen
In 1927 vierde Nijkerk dat het klokkenspel 150 jaar bestond. Hierbij werd er één klokje vervangen door een nieuw exemplaar van de Engelse klokkengieter John Taylor & Co. In 1953 bestond de Nijkerkse Klokkenspelvereniging 25 jaar. Ter gelegenheid daarvan werden er vijf klokken aan het klokkenspel toegevoegd, dat vanaf dat moment 42 klokken telde.
Van 1959 tot 1961 restaureerde klokkengieterij Eijsbouts het klokkenspel, waarbij een achttal klokken vervangen werd. Ook werden er opnieuw vijf nieuwe klokken toegevoegd, waarna het totaal aantal klokken op 47 kwam. Bij deze restauratie werden twaalf klokken in de openingen van de lantaarn gehangen.
In 1972 werd één klok vervangen. In 1987 werd een grote Es-klok in de toren gehangen. Deze klok werd aangeboden door de Rabobank en wordt daarom 'Raboklok' genoemd.
In 1995, bij de viering van 50 jaar bevrijding, werd een Bes-klok van ruim 1700 kilo toegevoegd. Deze klok wordt de 'Bevrijdingsklok' genoemd. Omdat de Bevrijdingsklok vanaf dat moment de grootste klok in de toren was, werd de uurslag verplaatst van de grootste klok van Petit naar deze Bevrijdingsklok. In 2004 werd dit ongedaan gemaakt, omdat de uurslag op de Bevrijdingsklok slecht hoorbaar was. Het verplaatsen van de Bevrijdingsklok in de toren om de klokkenslag duidelijker te maken, was niet haalbaar.

#### Vanaf 2004
In 2004 vond een grote restauratie van het klokkenspel plaats. Alle klokken werden in de oude opstelling teruggehangen, in het midden van de lantaarn. Het beiaardklavier werd vernieuwd. De tractuur is volgens oude inzichten hersteld. Moderne klepels werden vervangen door gesmede klepels naar oud model. Het resultaat was dat de klokken homogener van klank werden.
Ook werden er twee kleine klokjes toegevoegd, nu de kleinste van de beiaard. Het totaal aantal klokken kwam hiermee op 51, waarmee het Nijkerkse klokkenspel een van de grootste carillons in de provincie Gelderland werd.

### Stemming
Het klokkenspel is gestemd in de middentoonstemming. Dat wil zeggen dat de afstanden tussen de halve noten niet gelijk zijn zoals bij moderne instrumenten. Het gevolg is dat de klank in een deel van de toonsoorten zuiverder en in de overige onzuiverder is. Het carillon is transponerend, wat inhoudt dat er, als men op het klavier een C aanslaat, een Es klinkt.

## Orgels

### Hoofdorgel
Het huidige grote orgel van de kerk is in 1756 gebouwd door Matthijs van Deventer en behoort tot de top van de historische orgels in Nederland. Uiterlijk valt het vooral op door het uitbundige houtsnijwerk.

### Klein orgel
Sinds april 2017 staat in de noorderzijbeuk een klein orgel. Dit instrument werd gebouwd in 1992 door Peter Bakker en is eigendom van de hoofdorganist van de kerk, die het voorheen als huisorgel gebruikte. Het orgel heeft één klavier dat loopt van C tot d'''. Er is geen pedaal aanwezig. De dispositie is als volgt:
| Manuaal                         |
| ------------------------------- |
| Gedekt 8' (bas/discant)         |
| Fluit 4' (bas/discant)          |
| Kwint 3' (discant)              |
| Oktaaf 2' (bas/discant)         |
| Cimbel I-II sterk (bas/discant) |
| Tremulant                       |

### Voormalig orgel
De voorganger van het huidige hoofdorgel werd geplaatst na de herbouw van de kerk in 1540. Het is niet exact bekend in welk jaar dat gebeurde. In elk geval was er bij de Reformatie van Nijkerk in 1593 een orgel aanwezig, want Johannes Fontanus verbood in oktober van dat jaar de organist het orgel te bespelen tijdens de kerkdiensten. Hij mocht alleen nog spelen  'na afloop der predikatiën, als de dienaar des Woords den kansel verlaten had.' Fontanus vond dat de organist wel ontslagen kon worden.
In 1615 wilden de 'kerkmeesters' het orgel laten bekijken door de orgelmaker Vijfpenninck, om tot een restauratie over te gaan. In 1616 deed Jacob van Lenninck uit Harderwijk hetzelfde. Beide inspecties leidden niet tot een restauratie Zo'n tien jaar later, op 16 augustus 1625 werd een contract getekend voor  'eene geheele vernieuwing van het orgel' door de Amersfoortse orgelmaker Galtus Germens. Uit dit contract blijkt wat de dispositie van het orgel was. Het had een hoofdwerk van 10 stemmen (Praestant, Holpijp, Fleut, Octaef, Nasaet, Cymbel, Scherp, Mixtuur, Trompet, Trommel ende Nachtegael) en een rugwerk van 6 stemmen (Praestant, Holpijp, Quintadeen, Scherp, Mixtuur, Regal). De restauratie door Germens zou f. 600,- gaan kosten.
In november 1625 werd Peter Jacobszoon van Lennick aangesteld als nieuwe organist. Hij moest examen doen in Amersfoort, omdat het Nijkerkse orgel in restauratie was.
Op 21 maart 1631 kwam Jan van Lennick (organist in Harderwijk) naar Nijkerk. Samen met Peter Jacobszoon van Lennick (de nieuwe organist van Nijkerk), Jacob de Groot (organist in Amersfoort) en Jan van Renseler keurde hij het gerestaureerde orgel.
In 1634 werd een nieuw contract afgesloten met Galtus Germens. Na de restauratie van het orgel had hij het gedurende een garantieperiode van drie jaar onderhouden. Het nieuwe contract omschreef dat  'mr. Galtus of siin soon Germen nae alsulcke drie jaren onderhoudens van 't orgel, als in het maken derselver begrepen is, noch drie jaren lanck in goede ordre stellen ende onderholden' zou.
In 1643 werd Jacob van Neck organist van de Grote Kerk. Rond 1645 werd de gemeentezang weer begeleid op het orgel. Van Neck gaf vanaf 1648 doordeweeks op winteravonden openbare, kosteloos bij te wonen orgelconcerten. Opmerkelijk zijn beschrijvingen in de archieven over beloningen voor de koster die rumoerige jeugd bestrafte tijdens de concerten. Zo kreeg koster Gerrit Jans in 1651  'eene belooning om de moetwille van de jongens te weren des winters in de kerck onder het spelen van 't orgel'.
Galtus Germens onderhield het orgel tot 1651, dus veel langer dan de drie jaar uit het eerder genoemde contract. In dat jaar nam zijn zoon Jacobus Galtus van Hagerbeer het onderhoud over.
In 1673 werd het orgel vernield door de Franse soldaten die in de kerk gelegerd waren.

## Lp- en cd-opnamen
In de Grote Kerk van Nijkerk zijn de volgende lp's opgenomen:
| Artiest | Titel | Jaar van uitgave |
| --- | --- | ---------------- |
| H. Bouwman sr., orgel | Nijkerk zingt: niet-ritmische psalmen                                                                                   | 1964             |
| H. Bouwman sr., orgel | Gemeentezang van niet-ritmische gezongen psalmen vanuit Urk, Nijkerk, Bunschoten-Spakenburg en Tholen (nrs. 3, 4 en 12) | 1964             |
| Ds. J. Koele, orgel | Bethel Klanken: Predikanten bespelen Monumentale orgels (nrs. 6 en 10)                                                  | 1969             |
| Bethelkerkkoor Harderwijk Jan Zwanepol, orgel Jaap-Jan Hunze, dirigent | Leid vriendelijk licht                                                                                                  | 1973             |
| De verenigde Veluwsche Sanghertjes Noordhollands Koperkwartet Klaas Jan Mulder, orgel Gijs Evers, dirigent                                                                                  | Eens als de bazuinen klinken                                                                                            | 1975             |
| Henk Bouwman, orgel | Henk Bouwman bespeelt het orgel in de Grote Kerk te Nijkerk: Bach, Krebs, Pachelbel, Mendelssohn                        | 1975             |
| Verenigde Veluwse Koren Jan Mol, orgel Ge Hellenthal, soliste Marinus Bransden, dirigent | 1965-1975 Tien jaar Verenigde Veluwse Koren: Jubileum-landspeelplaat                                                    | 1975             |
| Henk Bouwman, orgel | Henk Bouwman - Grote Kerk - Nijkerk: Bach, Böhm, Kirnberger, Vierling                                                   | Onbekend         |
| Chr. Streekmannenkoor Noord-West Veluwe Nederlands Strijkersensemble Henk Leendertse, orgel & piano Jaap-Jan Hunze, dirigent                                                                | Want Uwer is het koninkrijk                                                                                             | 1978             |
| Chr. Gem. Zangvereniging Excelsior Nijkerk Nijkerks Christelijk Jongerenkoor Bertus Riphagen, orgel Albert van Maanen, dirigent                                                             | Zoek eerst het Koninkrijk                                                                                               | 1980             |
| Chr. Streekmannenkoor Noord-West Veluwe Nijkerk Henk Leendertse, orgel & piano | En bouwt des Heeren huis                                                                                                | 1980             |
| Everhard Zwart, orgel Gemeentezang | Dubbel LP Passie & Pasen (nrs. 6 en 13 LP 1, nrs. 1 en 7 LP 2)                                                          | 1981             |
| Chr. Gem. Koor Con Amore Koperkwartet J. Koelewijn, B. Smit, R. Dijkhuizen, C. de Boer Henk Bouwman, orgel Eb Koops, dirigent                                                               | Van U zijn alle dingen                                                                                                  | 1983             |
| Nijkerks Jongerenkoor Jacobien Hulshof, fluit Herman Reijers, orgel Albert van Maanen, dirigent                                                                                             | Neem mijn stem opdat ik zing                                                                                            | 1983             |
| Chr. Gem. Zangvereniging 'Excelsior Nijkerk Chr. Gem. Zangvereniging 'Halleluja' Nijkerkerveen Nijkerks Christelijk Jongerenkoor Herman Reijers, orgel                                      | Zeg het aan al die mensen                                                                                               | 1987             |
| Arie Pronk, orgel | Samen zingen met Arie Pronk (nrs. 8 en 13)                                                                              | Onbekend         |
| Verenigde Veluwse Koren Barokensemble van het Regionaal Amersfoorts Jeugdorkest Gé Hellenthal & Peter Kits, solisten Henk & Herman Drost, trompet Jan Mol, orgel Marinus Brandsen, dirigent | Veluwse Koren verheffen hun stem.....                                                                                   | Onbekend         |

In de Grote Kerk van Nijkerk zijn de volgende cd's opgenomen:
| Artiest                                                                                  | Titel                                                                    | Jaar van uitgave |
| ---------------------------------------------------------------------------------------- | ------------------------------------------------------------------------ | ---------------- |
| Ewald Kooiman                                                                            | J.S. Bach: Orgelwerken, deel 4                                           | Onbekend         |
| Ewald Kooiman                                                                            | J.S. Bach: Orgelwerken, deel 5                                           | Onbekend         |
| Reitze Smits                                                                             | J.S. Bach (1685-1750) Toccata's and concerti for organ manualiter        | 1993             |
| Martin mans, orgel Mariëtte Gort, cello Anke Anderson, harp Arjan en Edith Post, trompet | Muziek rond de tijd van de 'Nijkerkse beroeringen' (nrs. 9-16, 18 en 19) | 1999             |
| Hans van Nieuwkoop                                                                       | Het Historische Orgel in Nederland, cd 6                                 | 1999             |
| Henk Bouwman                                                                             | Nijkerkse klanken. J. Stanley en C.H. Rinck: Orgelwerken                 | 2005             |
| Theo Jellema                                                                             | Orgels in Nederland, box 3, cd 10                                        | 2005             |
| Wim Bomhof                                                                               | A.M. Brunckhorst, J.L. Krebs, W. Bomhof: Orgelwerken                     | 2005             |

## Fotogalerij

Huidig exterieur
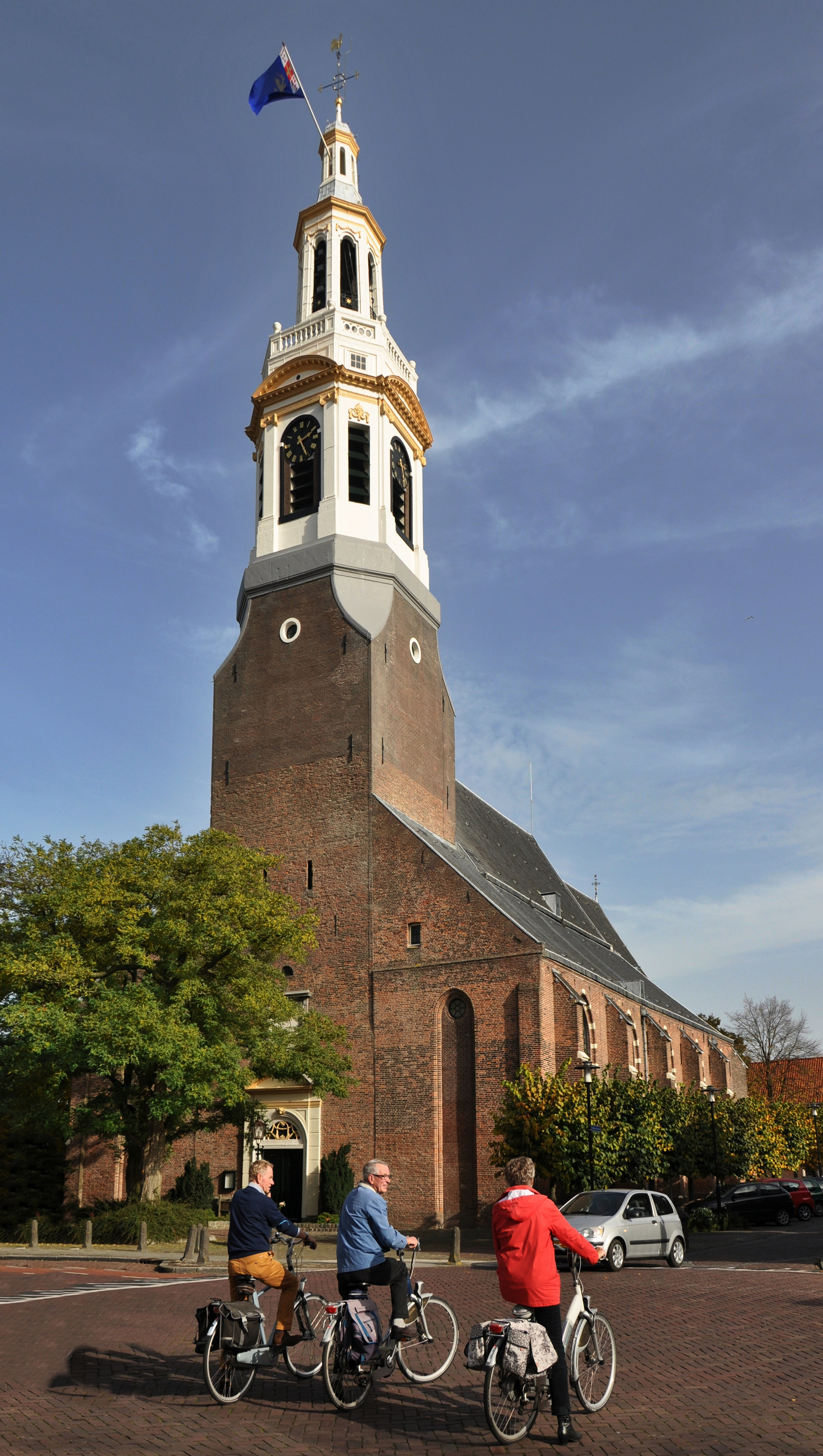
De Grote Kerk in 2013, kort nadat de toren verkozen was tot mooiste kerktoren van Nederland.
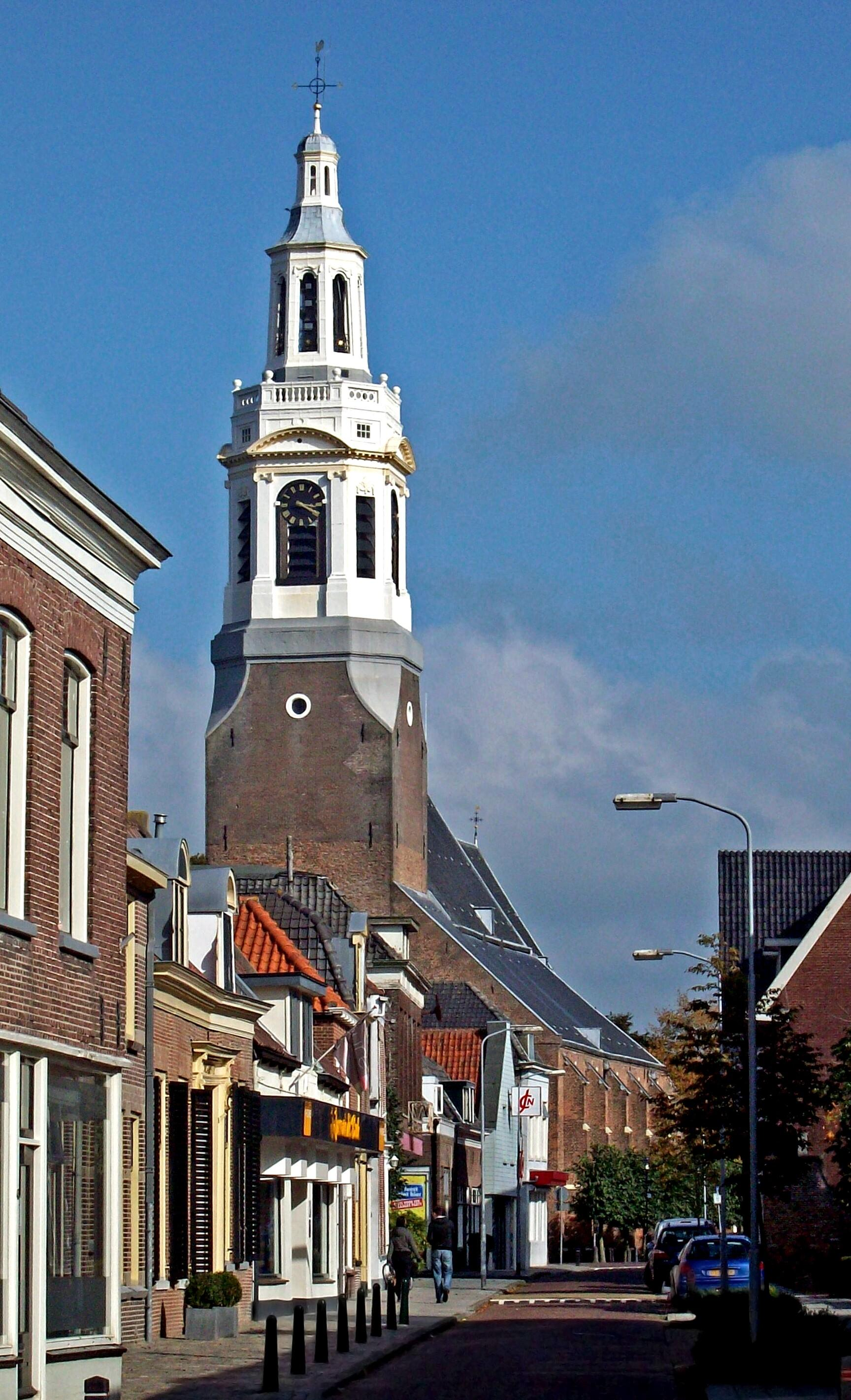
De Grote Kerk gezien vanuit de Holkerstraat.
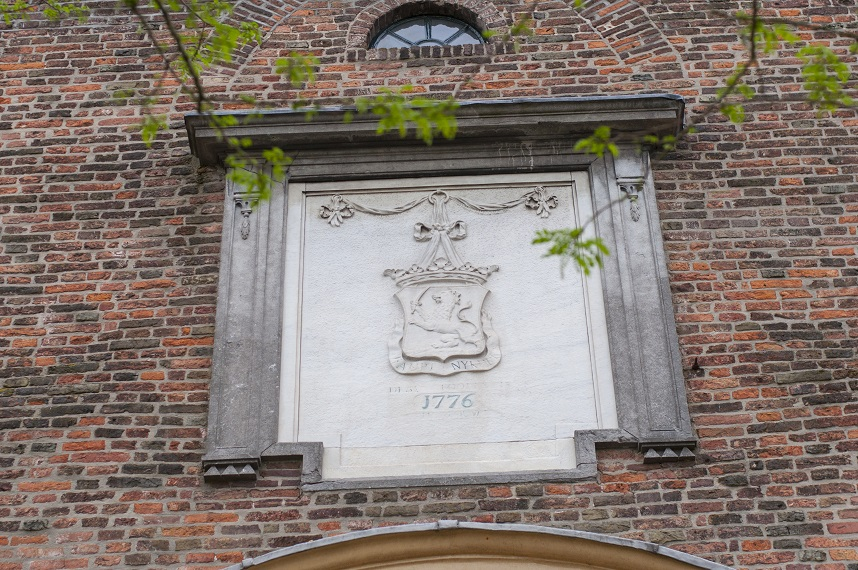
De gedenksteen boven de hoofdingang, die herinnert aan de bouw van de toren in 1776.
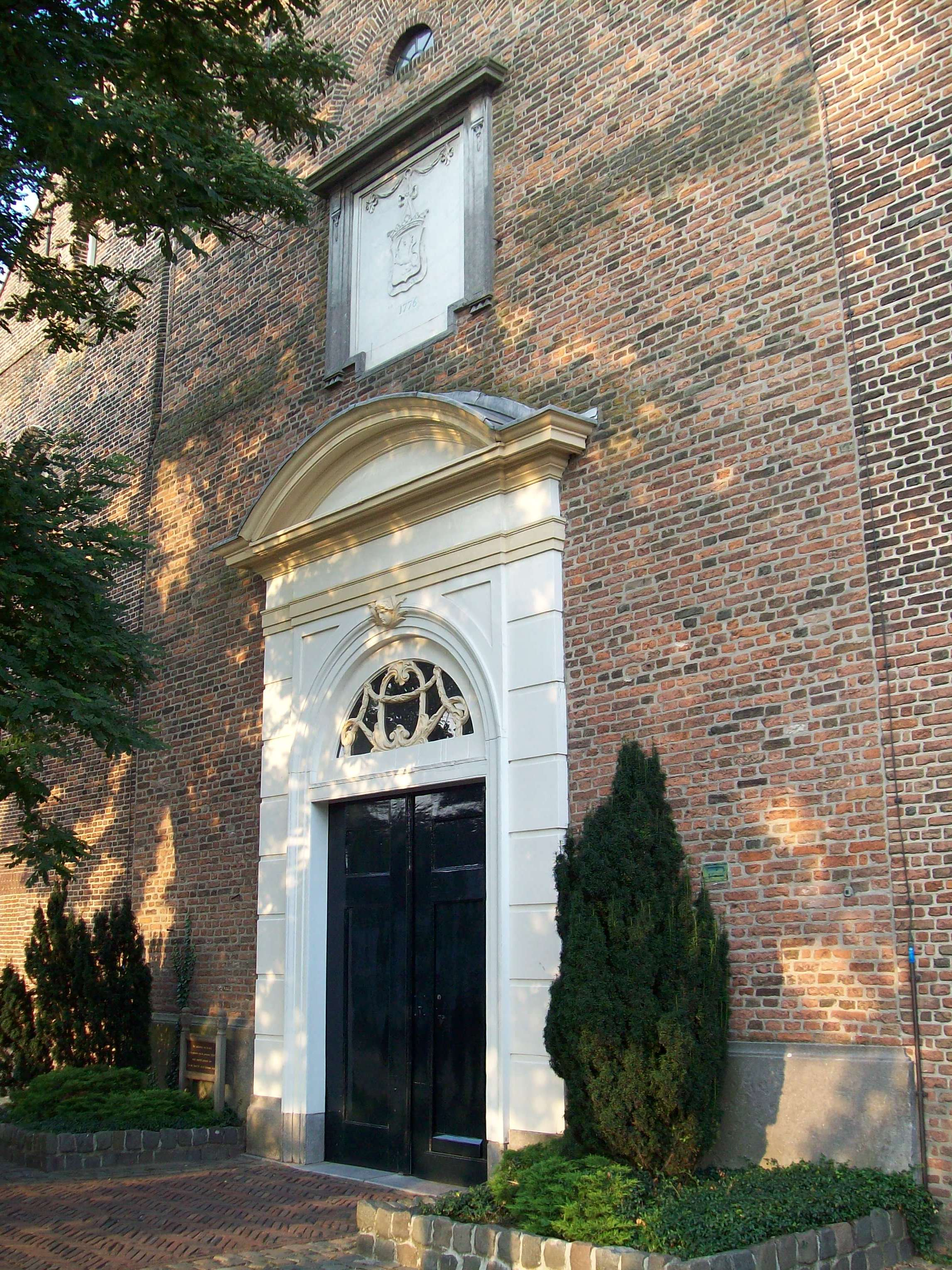
De hoofdingang van de Grote Kerk.
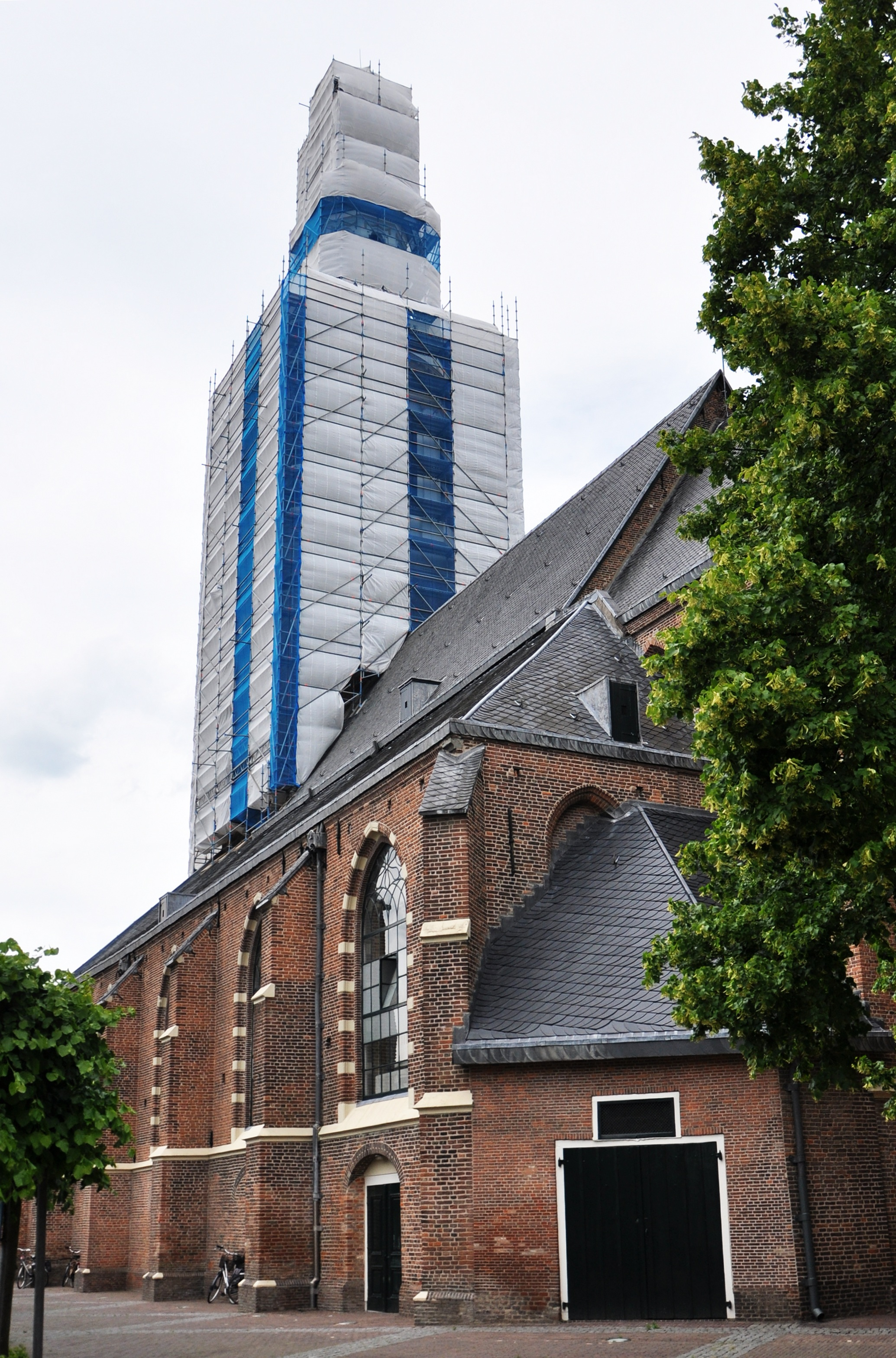
De Grote Kerk in 2012, met de toren in de steigers.
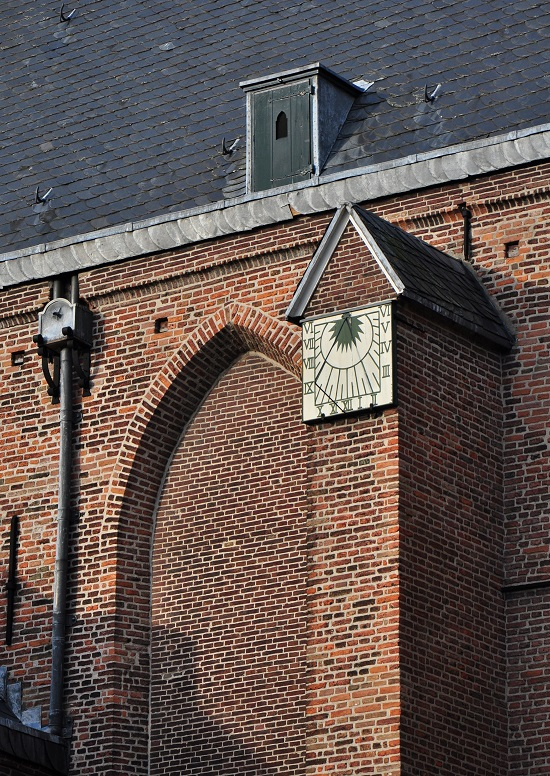
De steunbeer van het koor waaraan een zonnewijzer uit 1770 is bevestigd.
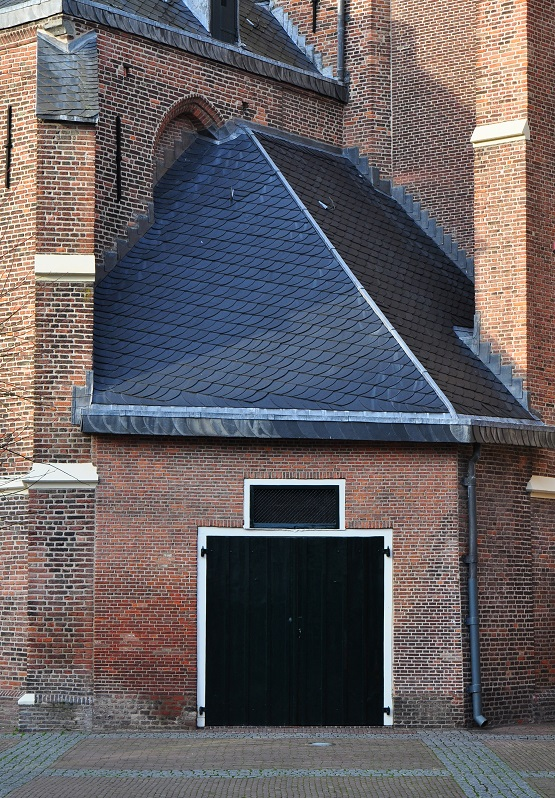
In de hoek tussen de zuiderzijbeuk en het koor is een garage gebouwd waar vroeger een brandspuit stond.

Huidig interieur
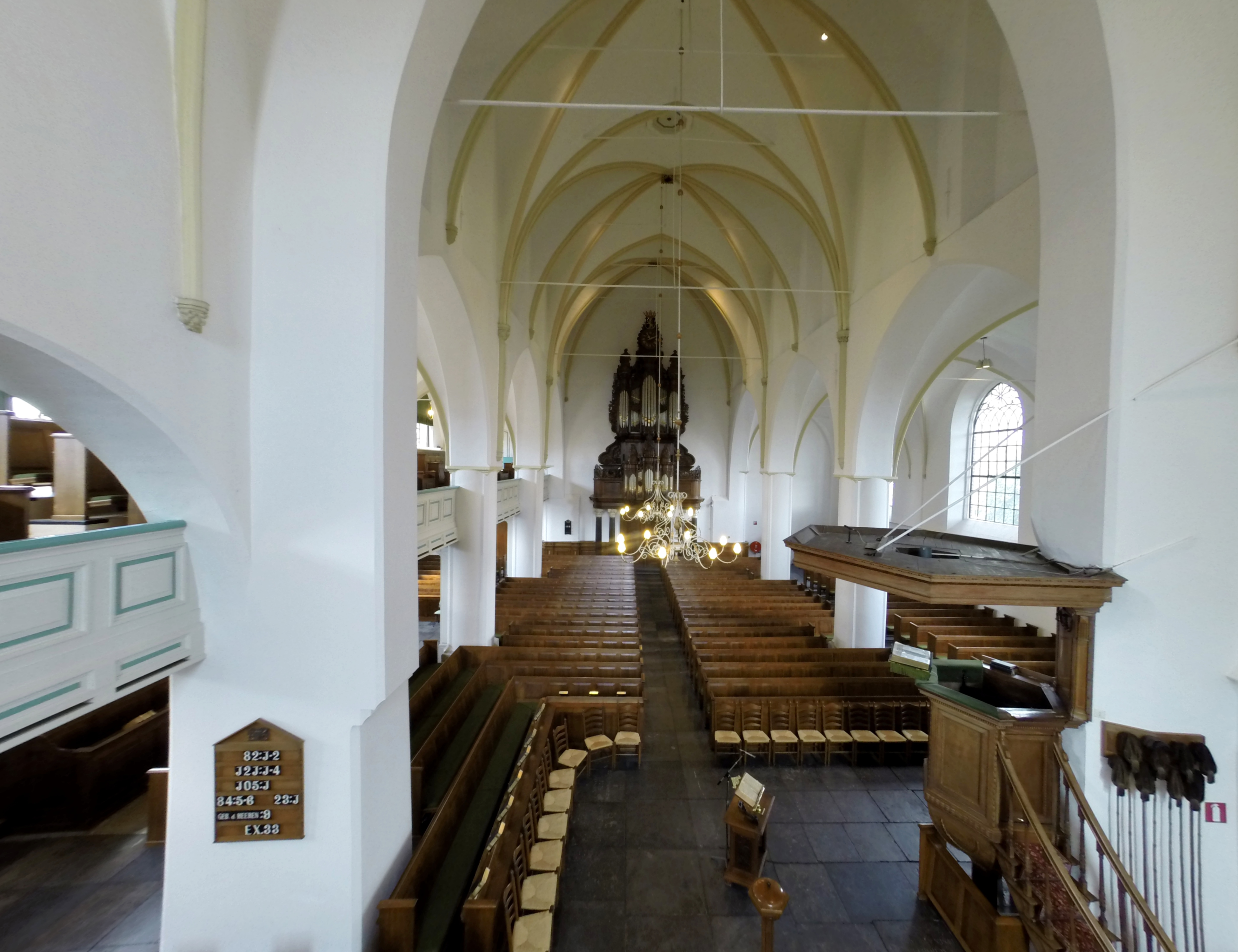
Het interieur in vogelvlucht, gemaakt met een drone.
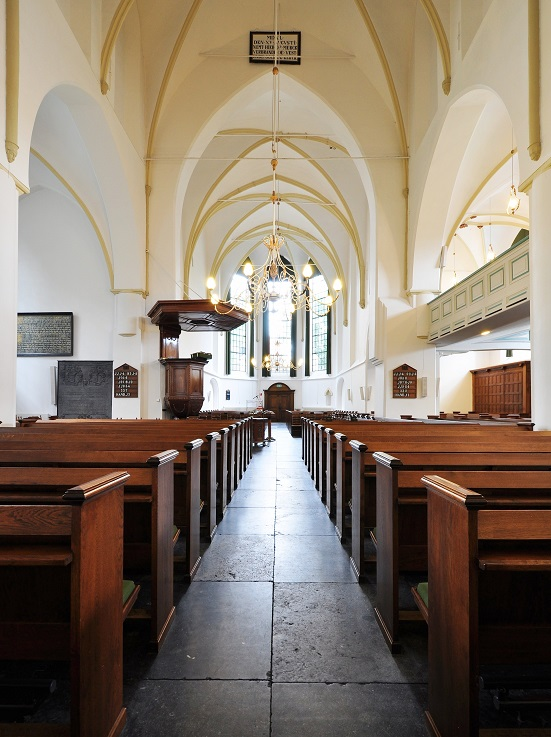
Het interieur gezien van onder het orgel.
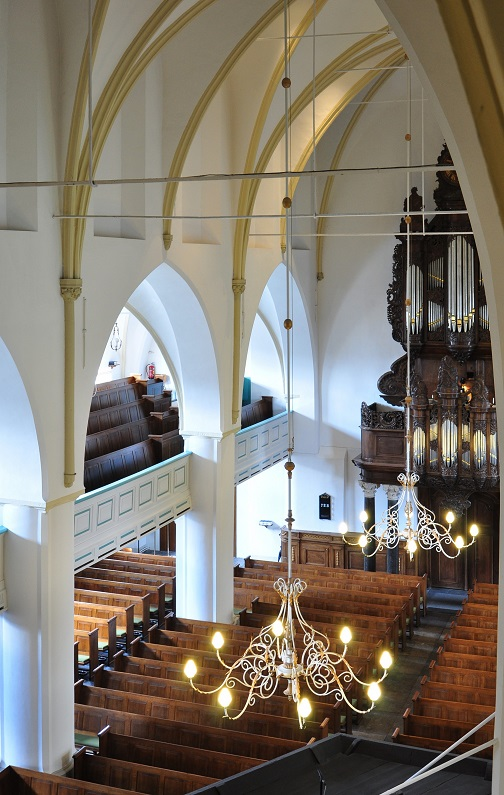
Het interieur gezien vanuit het 'Nonnenluikje'
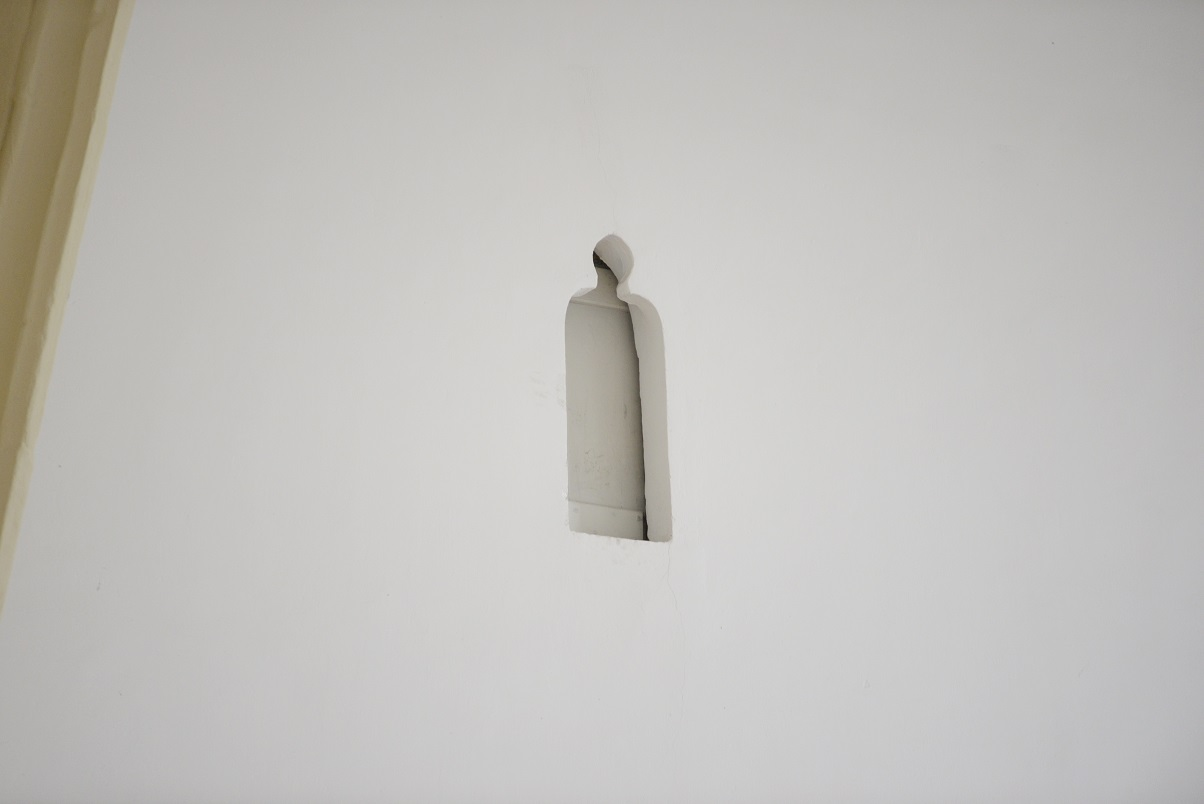
Het 'Nonnenluikje', hoog in het koor van de kerk.
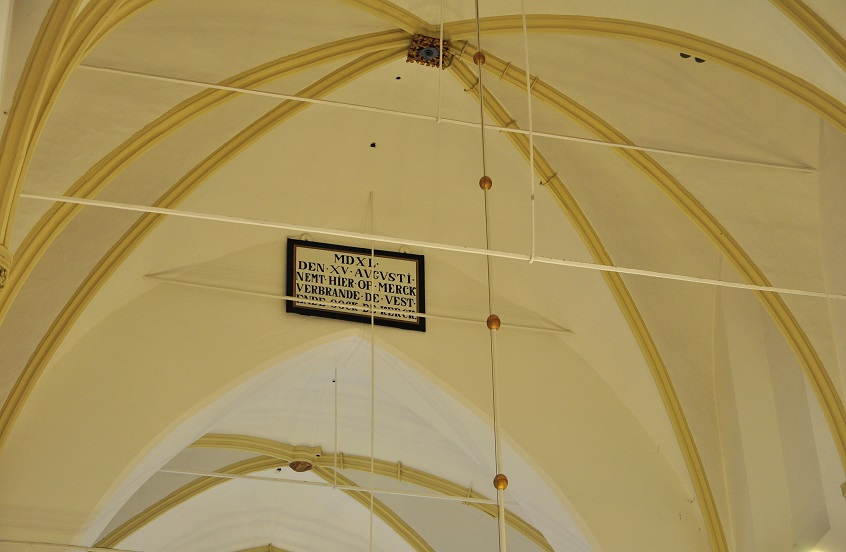
Hoog in de gewelven van het middenschip, hangt een bord dat herinnert aan de stadsbrand van 1540.
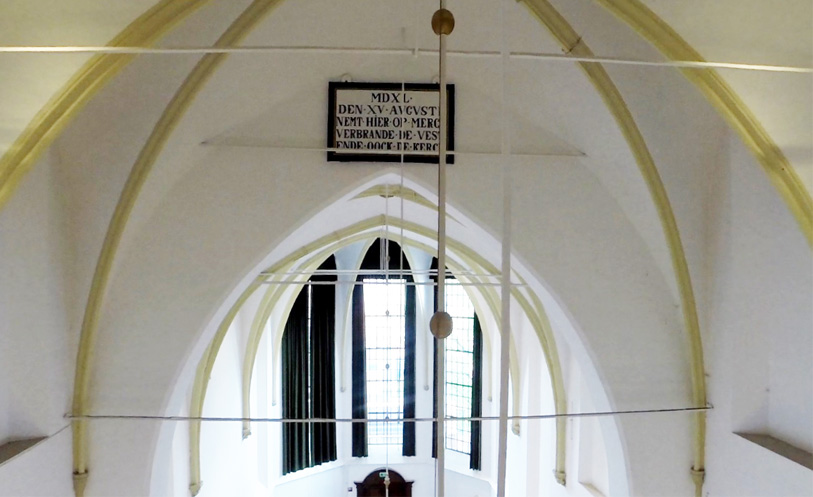
Hoog in de gewelven van het middenschip, hangt een bord dat herinnert aan de stadsbrand van 1540.
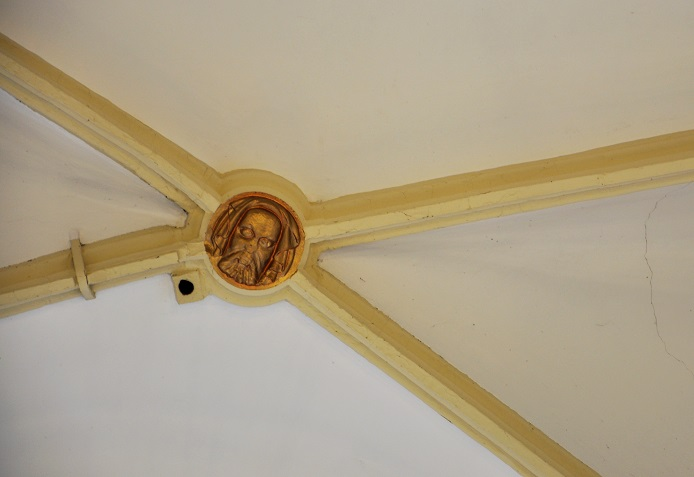
Overblijfsel uit de Roomse tijd: deze sluitsteen is het beeltenis van Jezus Christus.
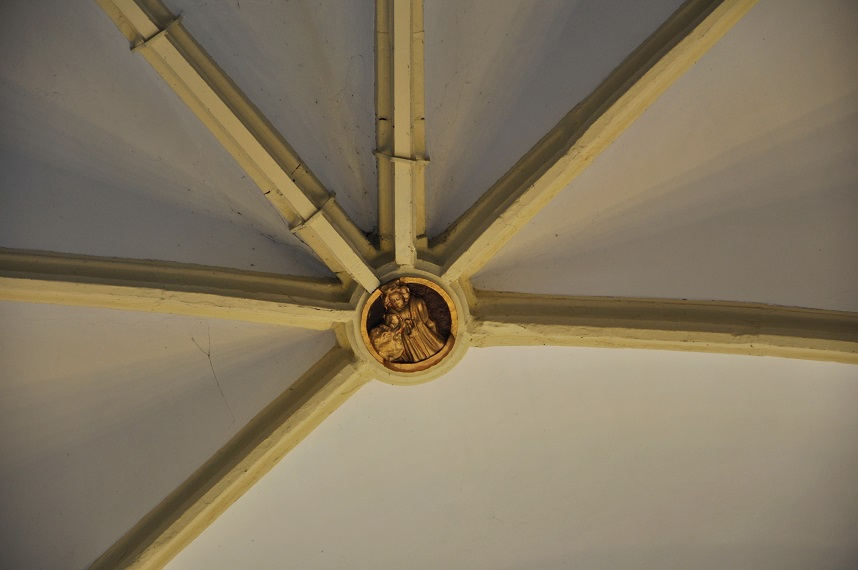
Overblijfsel uit de Roomse tijd: deze sluitsteen is het beeltenis van Sint Catharina.
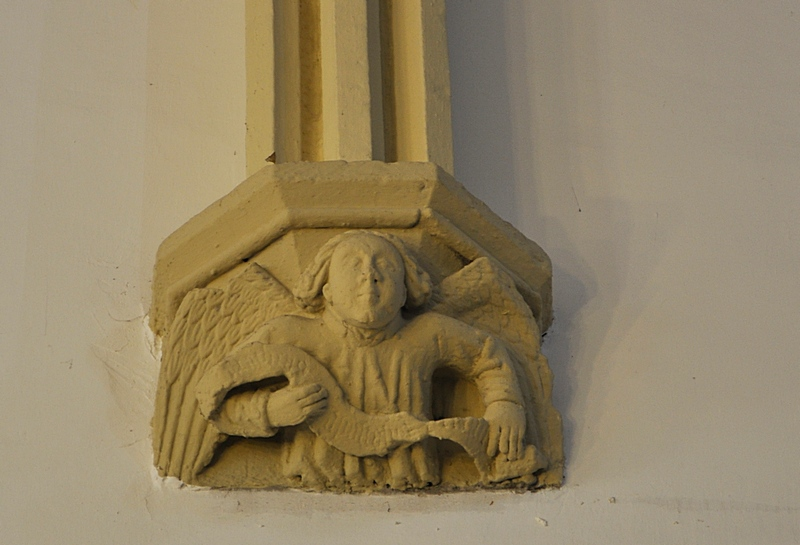
Overblijfsel uit de Roomse tijd: het beeltenis van de evangelist Mattheüs, een gevleugeld mens, in het koor van de kerk.
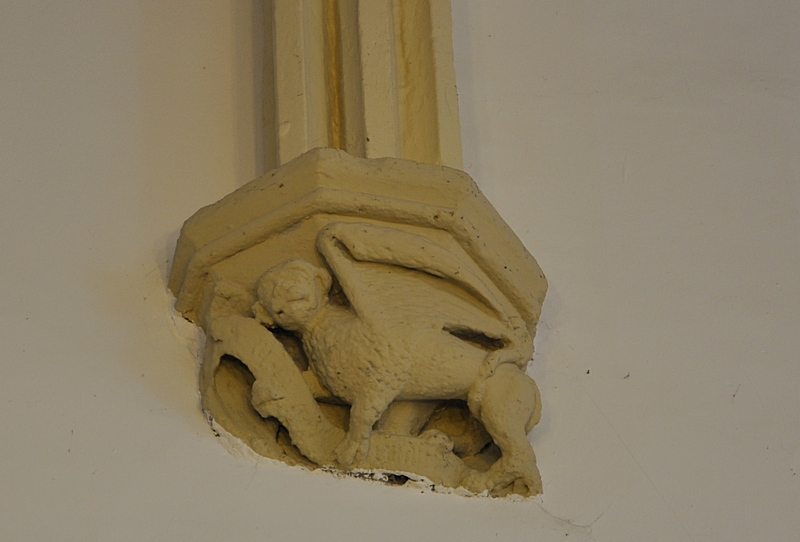
Overblijfsel uit de Roomse tijd: het beeltenis van de evangelist Marcus, een leeuw, in het koor van de kerk.
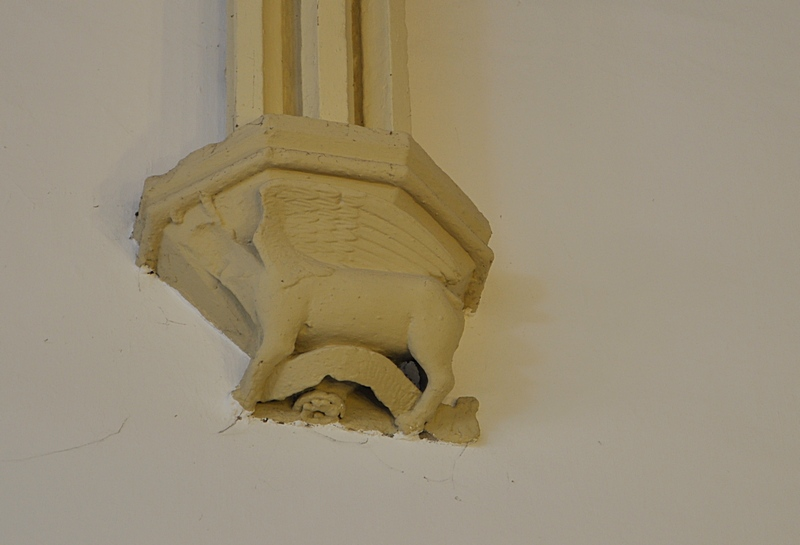
Overblijfsel uit de Roomse tijd: het beschadigde beeltenis van de evangelist Lucas, een stier, in het koor van de kerk.
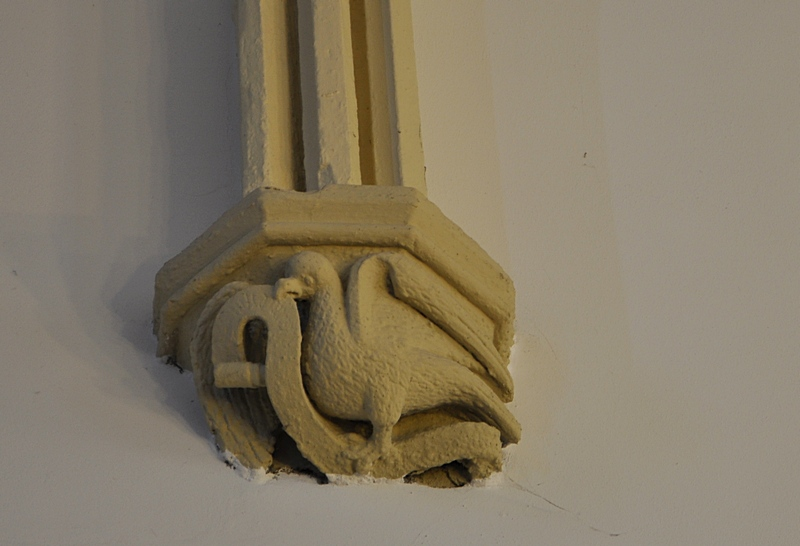
Overblijfsel uit de Roomse tijd: het beeltenis van de evangelist Johannes, een adelaar, in het koor van de kerk.
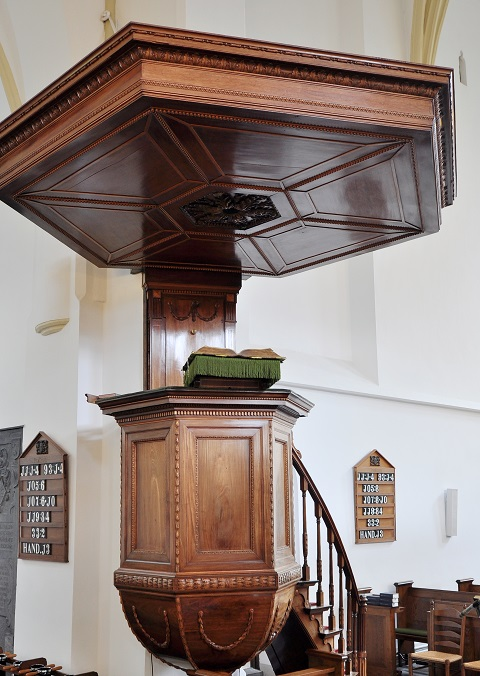
De preekstoel uit 1789.
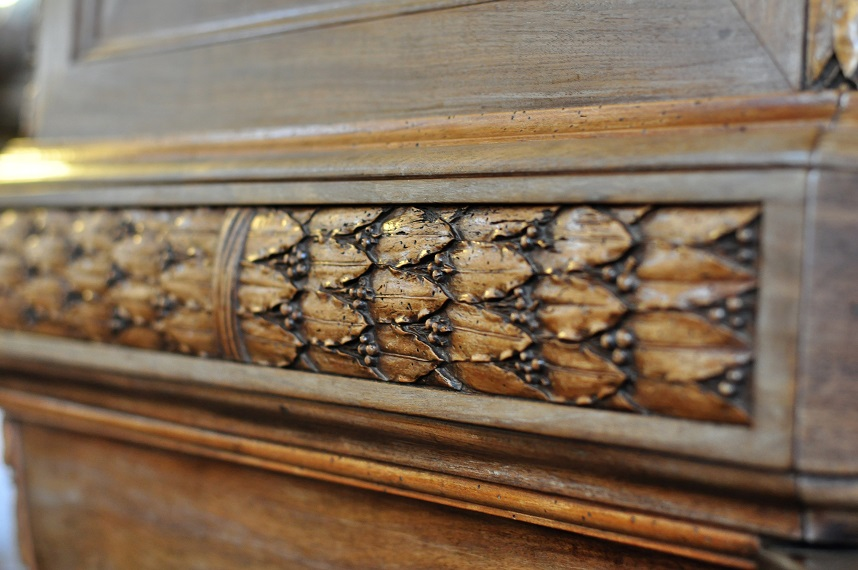
Detail van het houtsnijwerk in de vorm van tabaksbladeren op de preekstoel uit 1789.
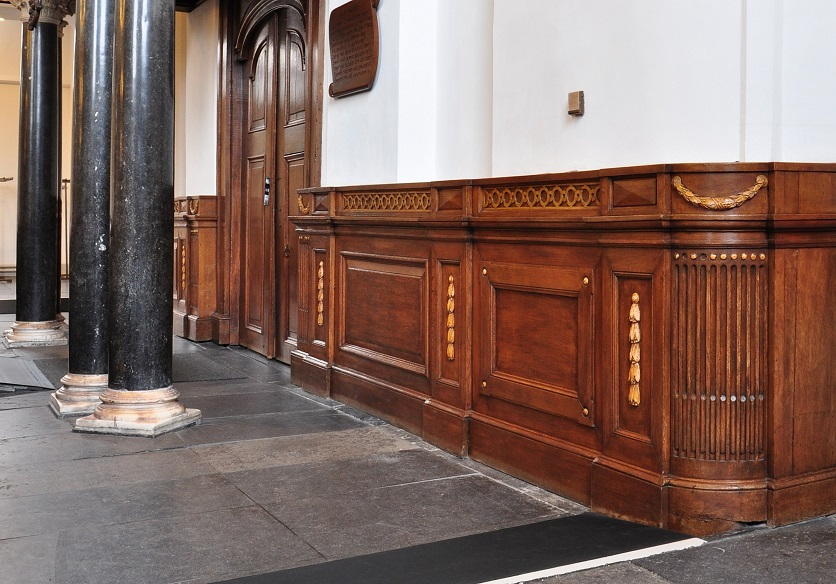
Het voormalige doophek dat nu als lambrisering tegen de muur onder het orgel staat. Ook op het doophek zijn decoraties te zien in de vorm van tabaksbladeren.
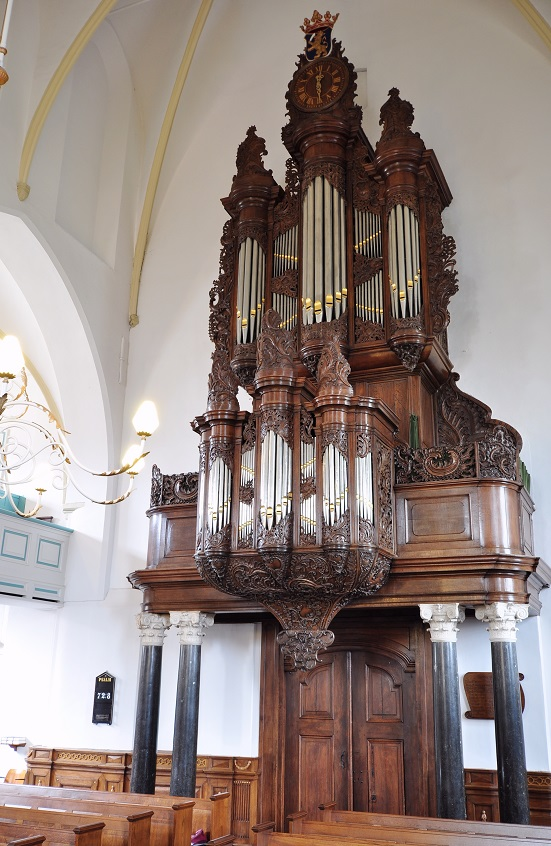
Het Van Deventer-orgel uit 1756.
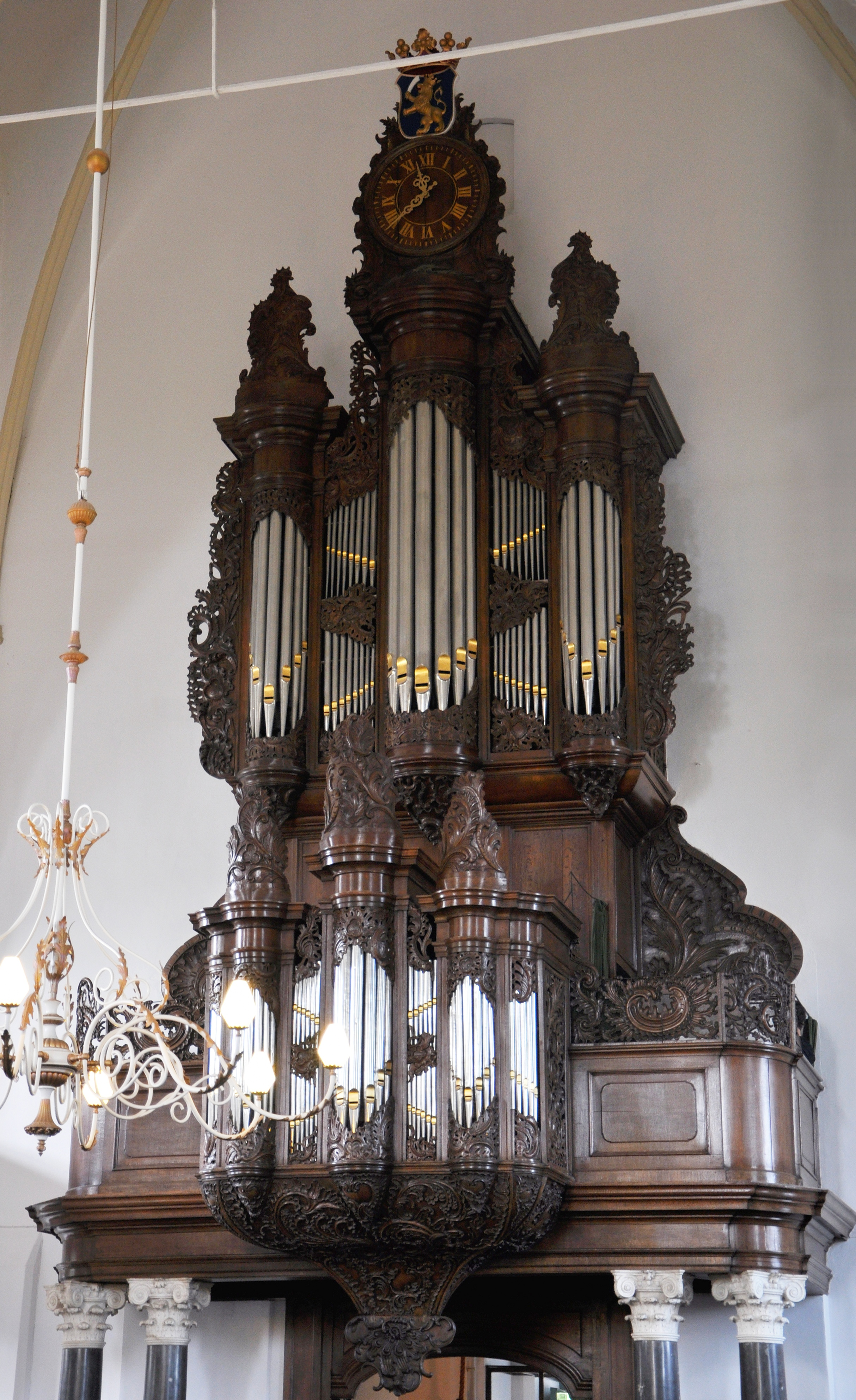
Het Van Deventer-orgel uit 1756.
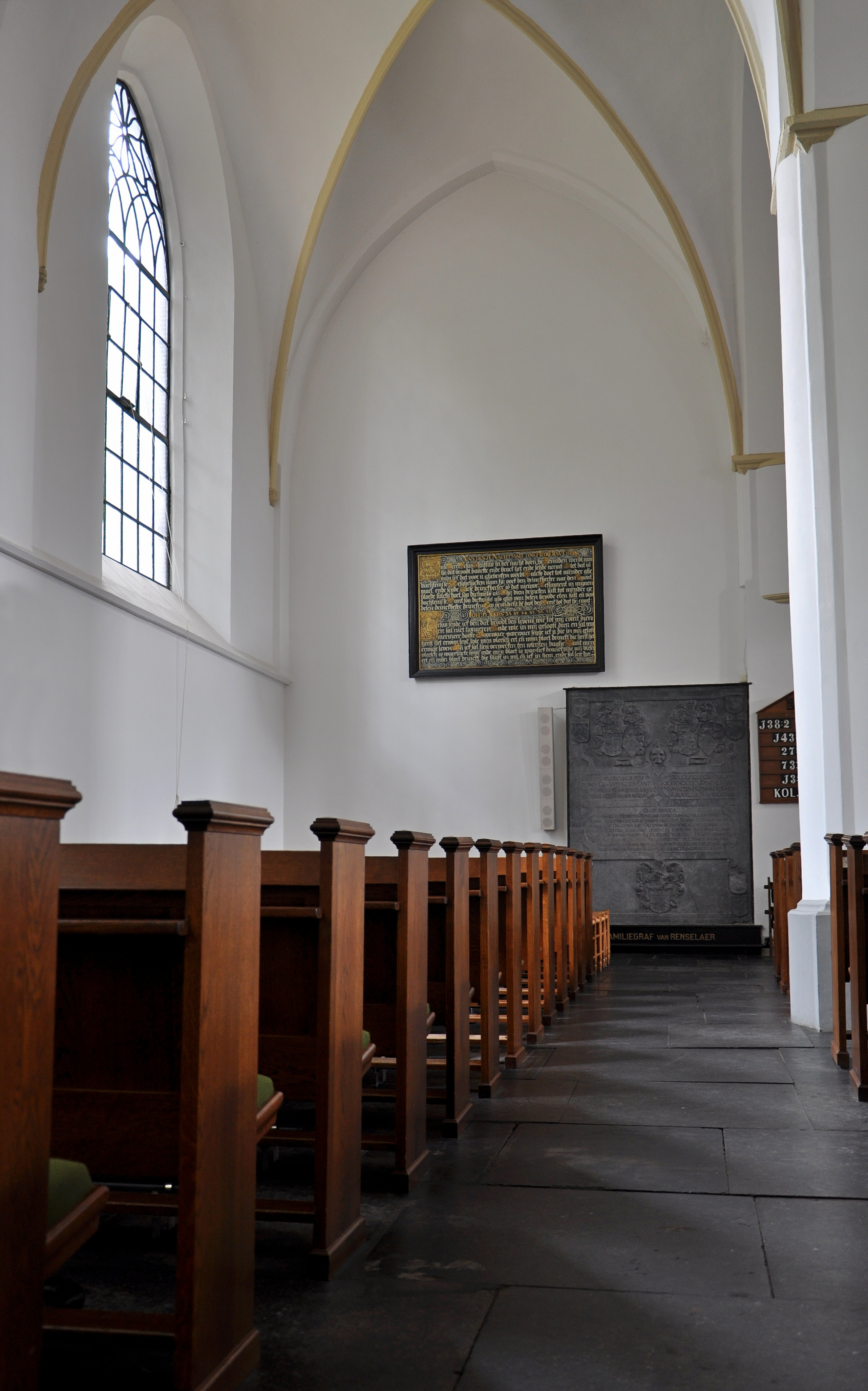
De noorderzijbeuk, ook nu nog wel de 'zeekant' genoemd, omdat vroeger de Zuiderzee zo'n 4,5 kilometer ten noorden van de kerk lag.
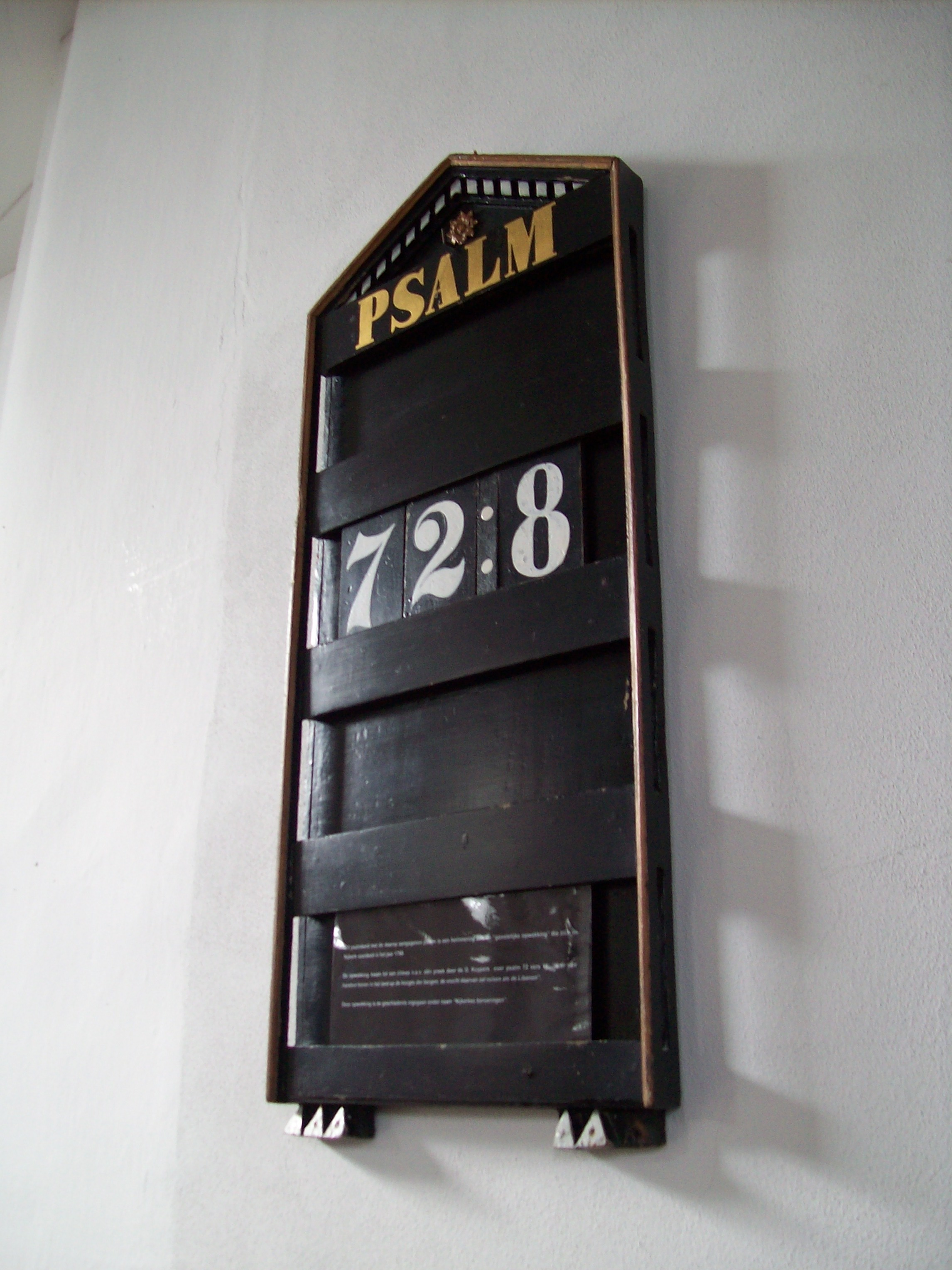
Oud psalmbord ter herinnering aan de Nijkerkse Beroeringen.
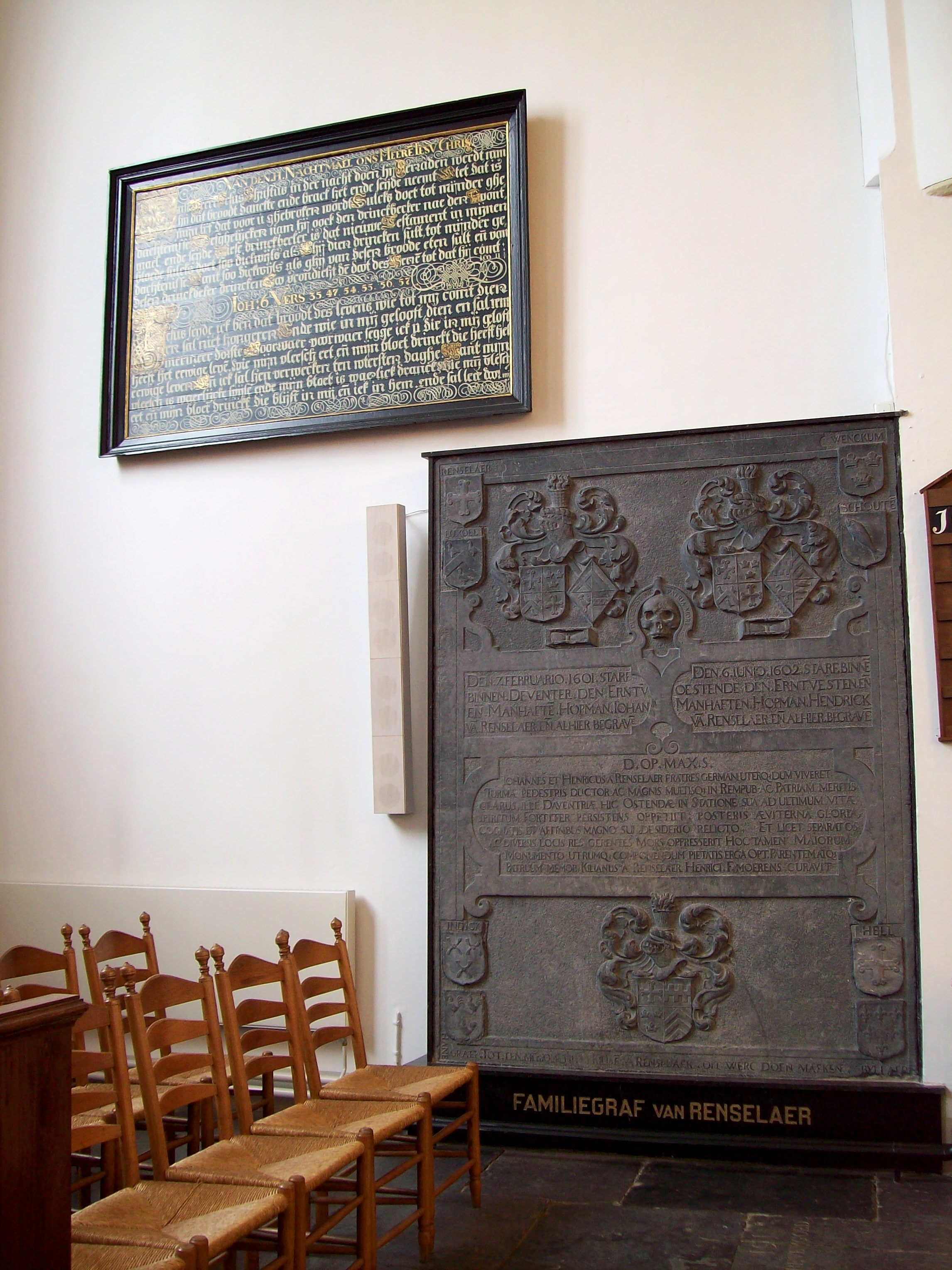
De grafzerk van de familie Van Renselaer en het bord met Bijbelteksten over het Heilig Avondmaal in de noorderzijbeuk.
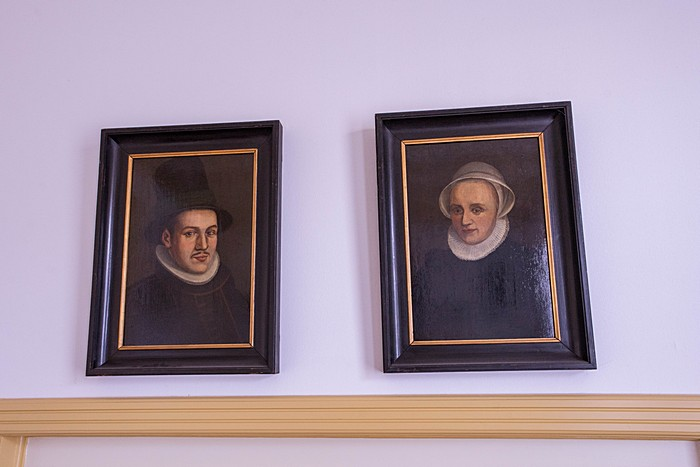
Portretten van dominee en mevrouw Switterieus in de consistoriekamer.
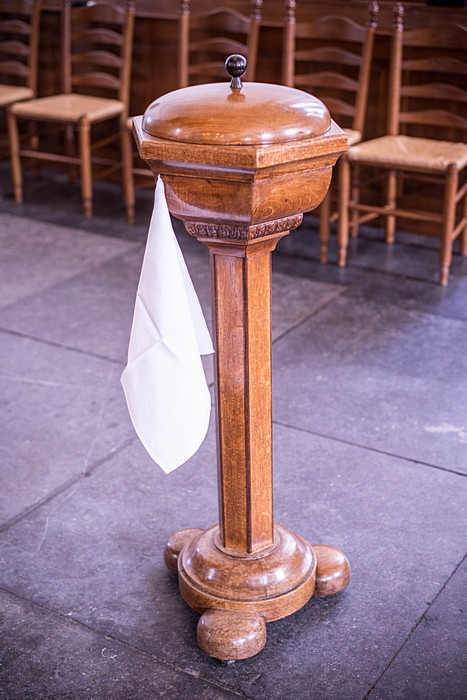
Het doopvont.
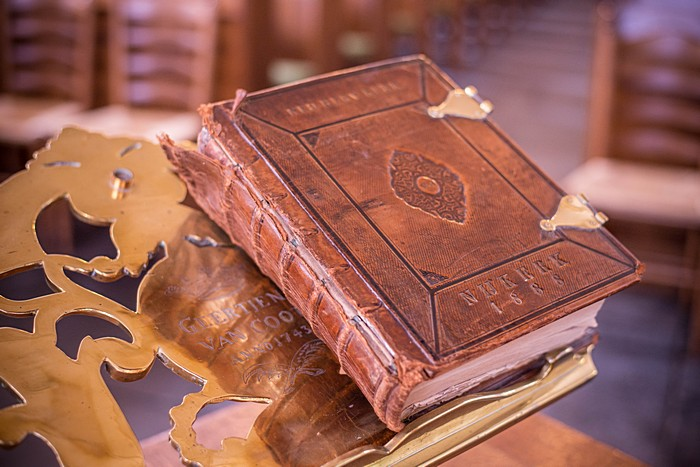
Lessenaar met gouden standaard uit 1743 en een Statenbijbel uit 1888.
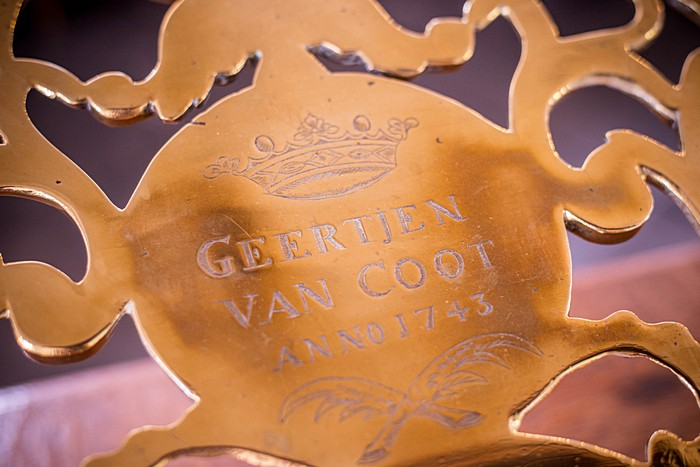
Gouden standaard uit 1743 op de lessenaar (detail).
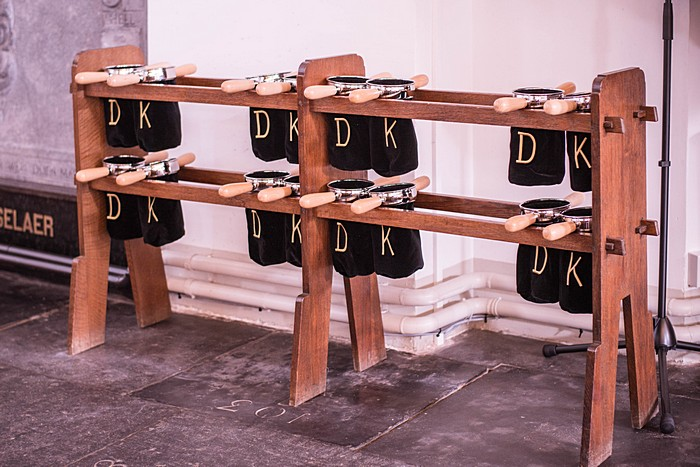
Collectezakken in de kerk.
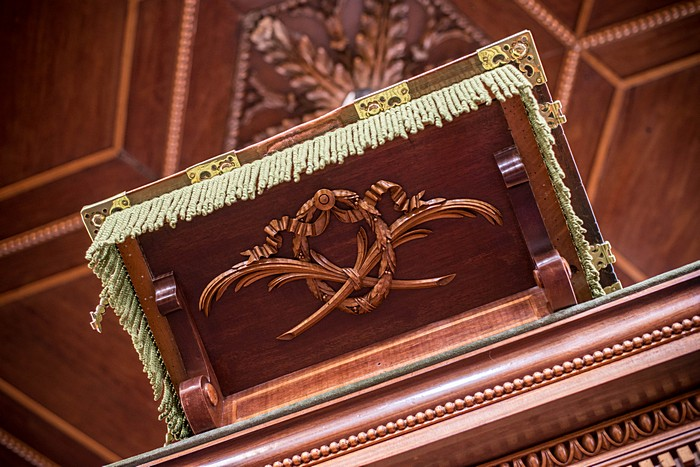
Detail van de onderzijde van de lessenaar op de preekstoel.
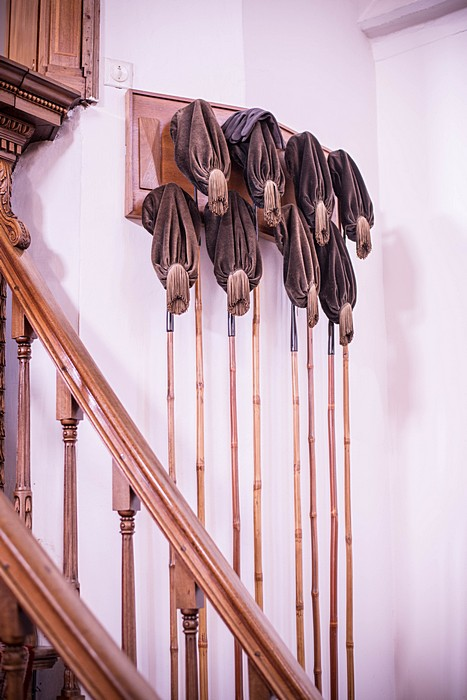
Oude collectezakken aan bamboe-stelen.
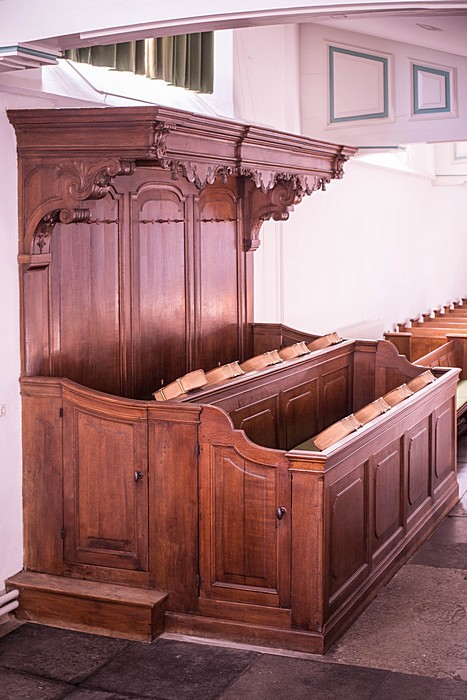
Regeringsbank in de zuidbeuk.
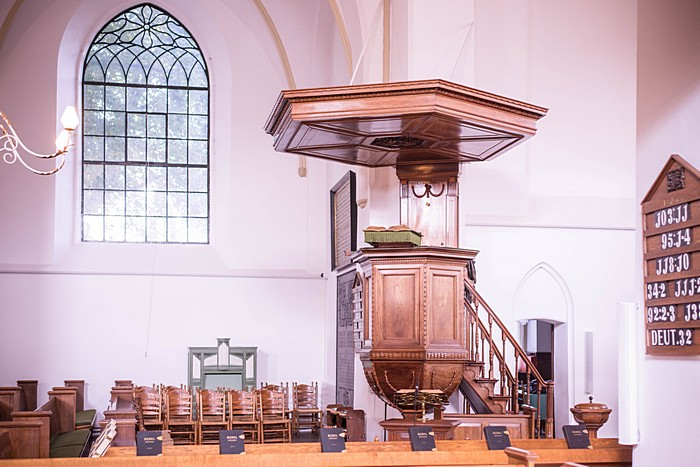
Zicht op de preekstoel vanuit de regeringsbank in de zuidbeuk.
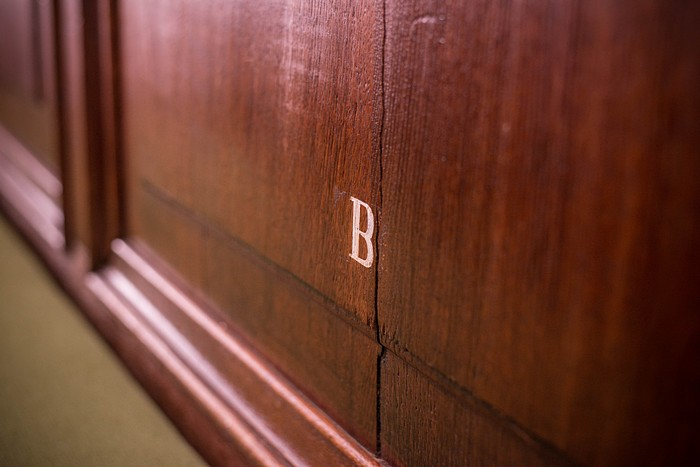
De letter B op de plaats van de burgemeester in de regeringsbank.
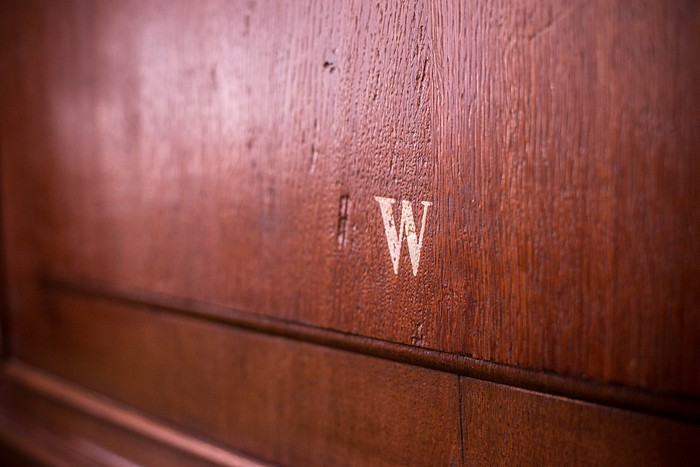
De letter W op een van de plaatsen van de wethouders in de regeringsbank.
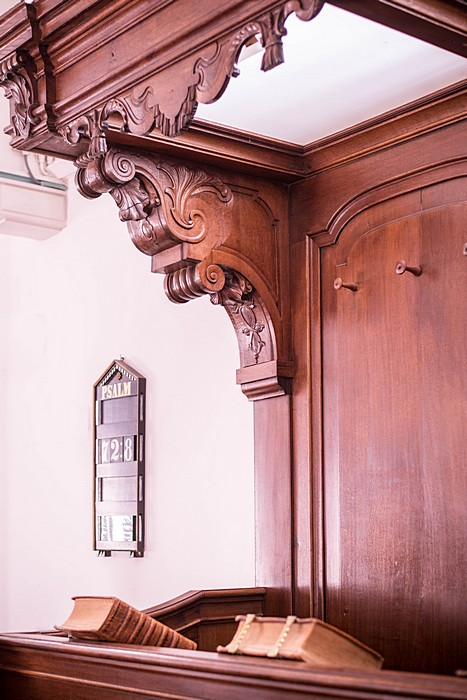
Detail van de regeringsbank.
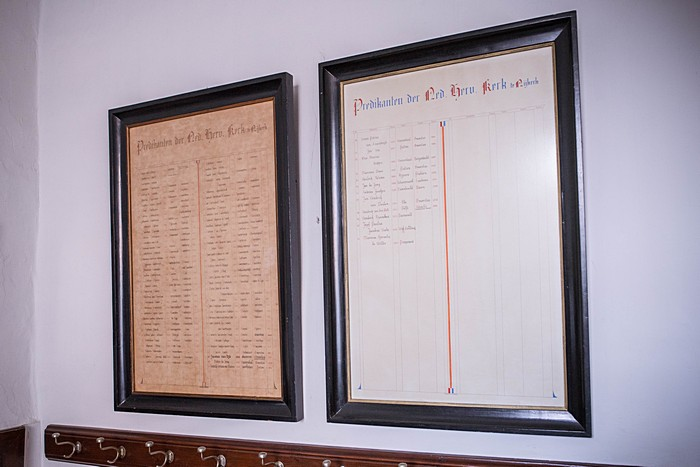
Lijsten met de namen van predikanten vanaf de Reformatie, hangend in de gerfkamer.
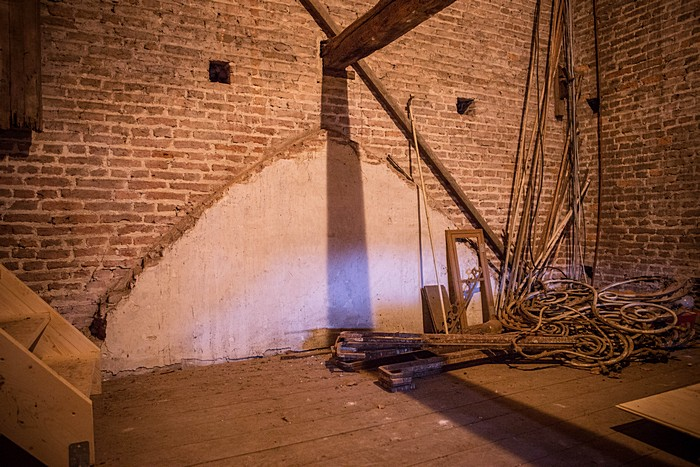
De zolder van de gerfkamer, waar goed te zien is dat die ruimte vroeger overwelfd is geweest.
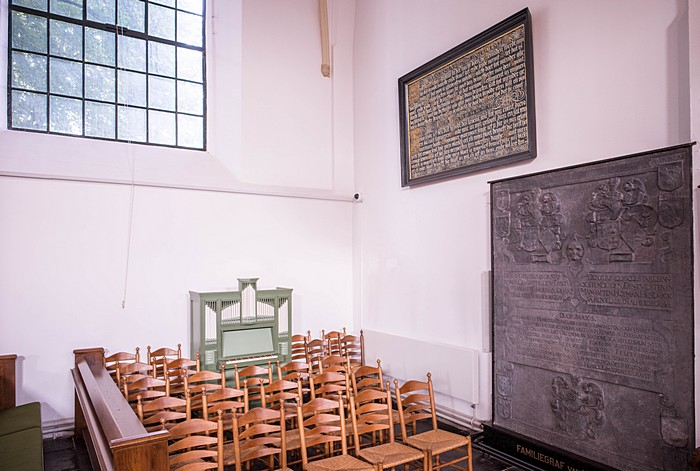
De noordbeuk, met het kleine orgel, het tekstbord en de grafzerk van de familie van Renselaer.
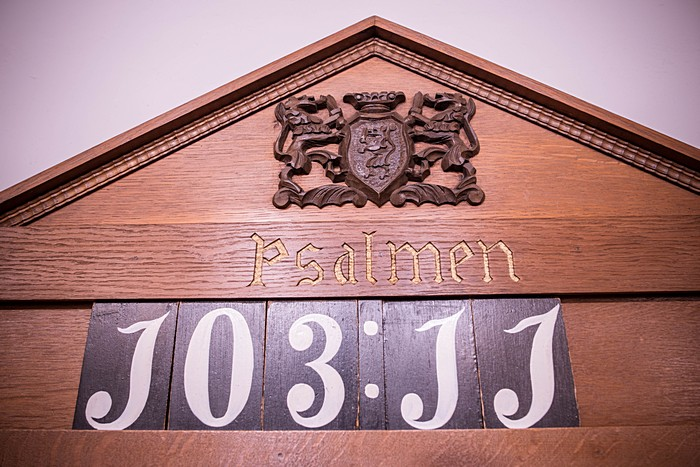
Psalmbord met het wapen van Nijkerk.
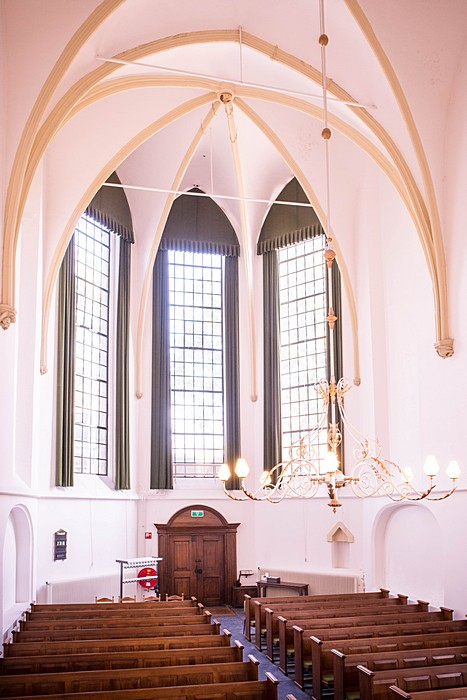
Het rijzige koor van de kerk. Links en rechts zijn nissen te zien op de plaats waar voor de Reformatie het hoofdaltaar stond.
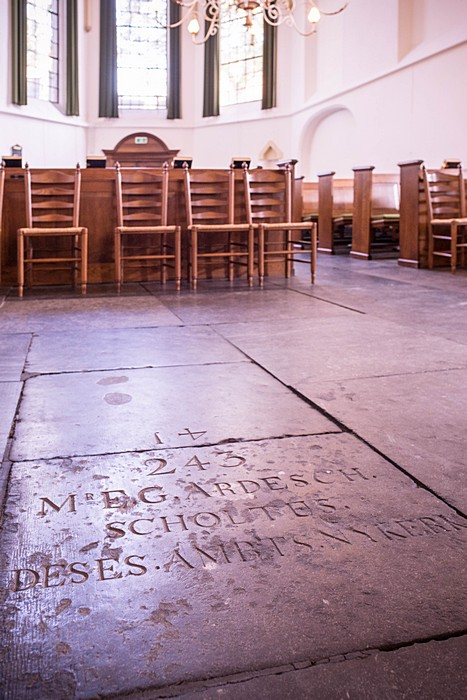
Grafzerk van burgemeester Ardesch, voor de preekstoel.
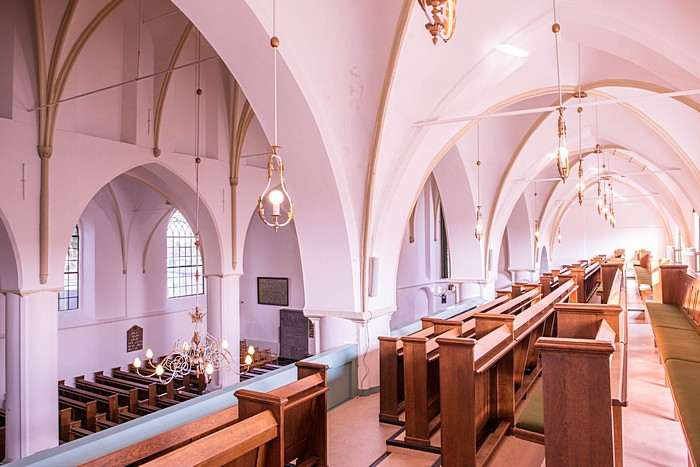
Overzicht van de galerij in de zuidbeuk: nog altijd een plek waar de jeugd graag zit tijdens kerkdiensten.
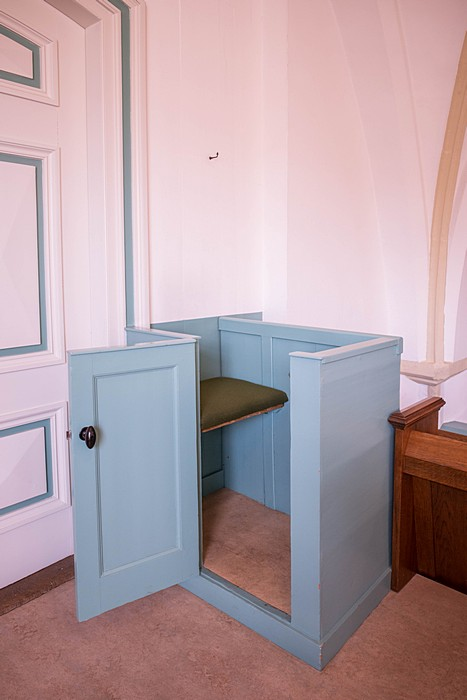
Zitplek waar in vroeger tijden een oppasser zat om de jeugd op de galerij rustig te houden.
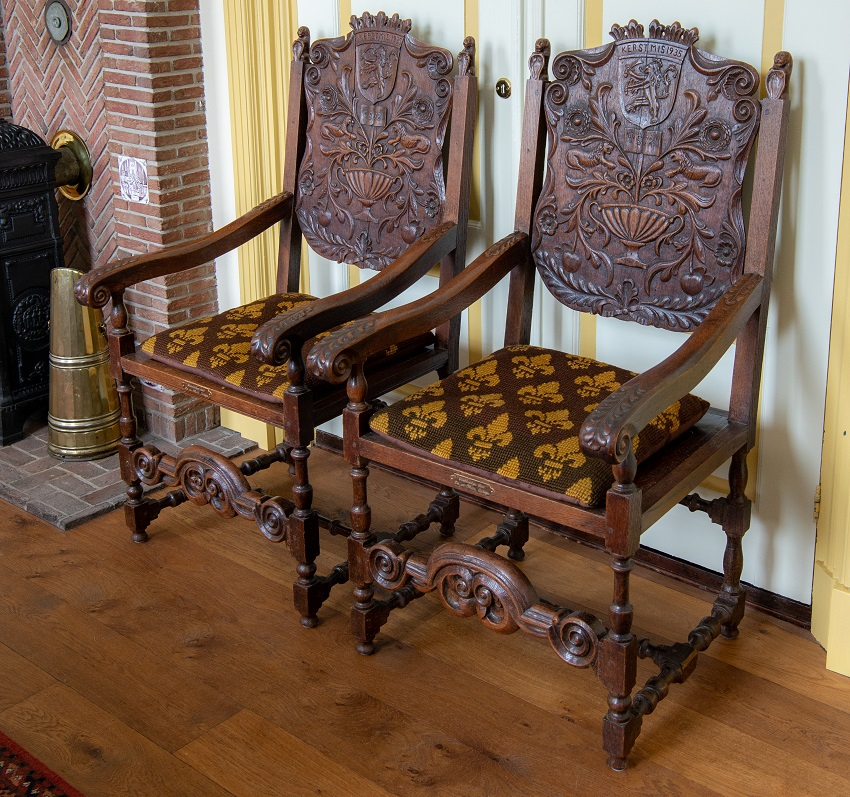
Stoelen in de consistoriekamer, aan de kerk geschonken door ds. en mw. Luteijn in 1935.
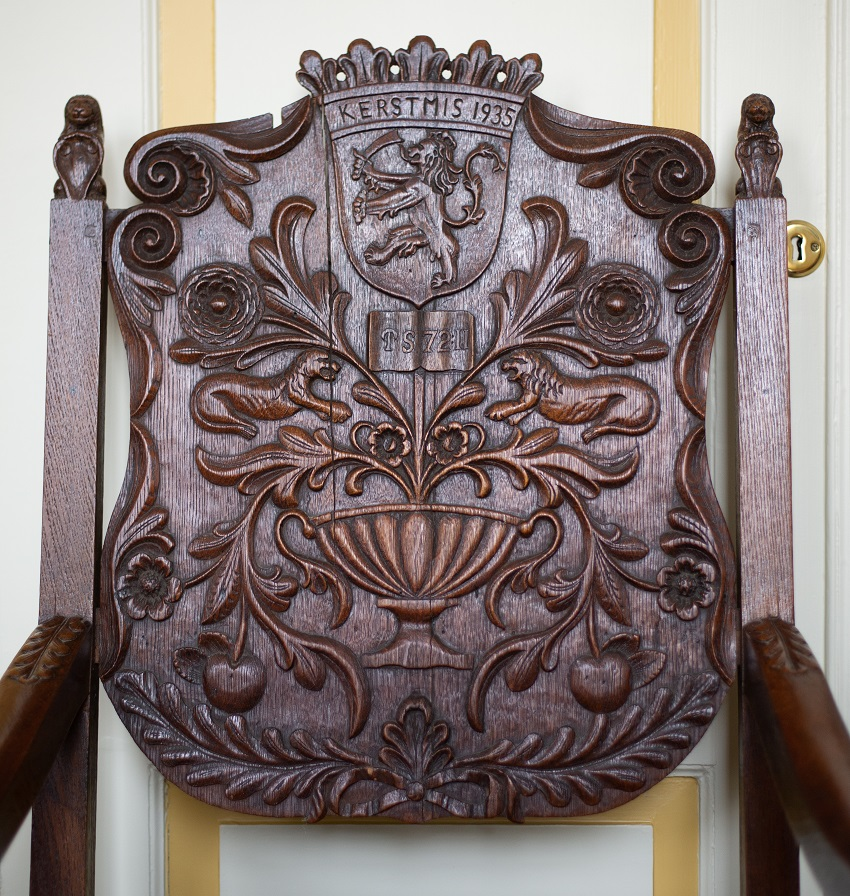
Houtsnijwerk met onder andere het wapen van Nijkerk in de rugleuning van stoelen in de consistoriekamer.
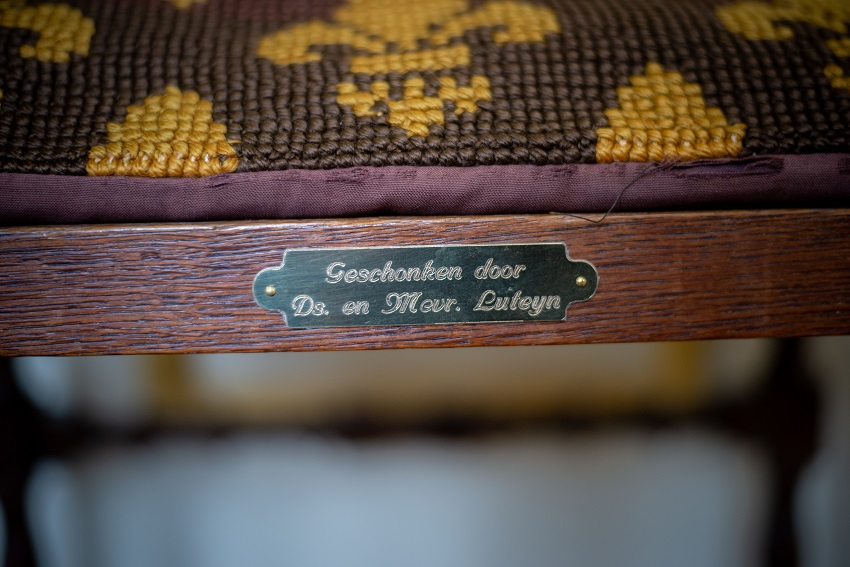
Gedenkplaatje schenking op stoelen in de consistoriekamer.

Interieur vóór 1999
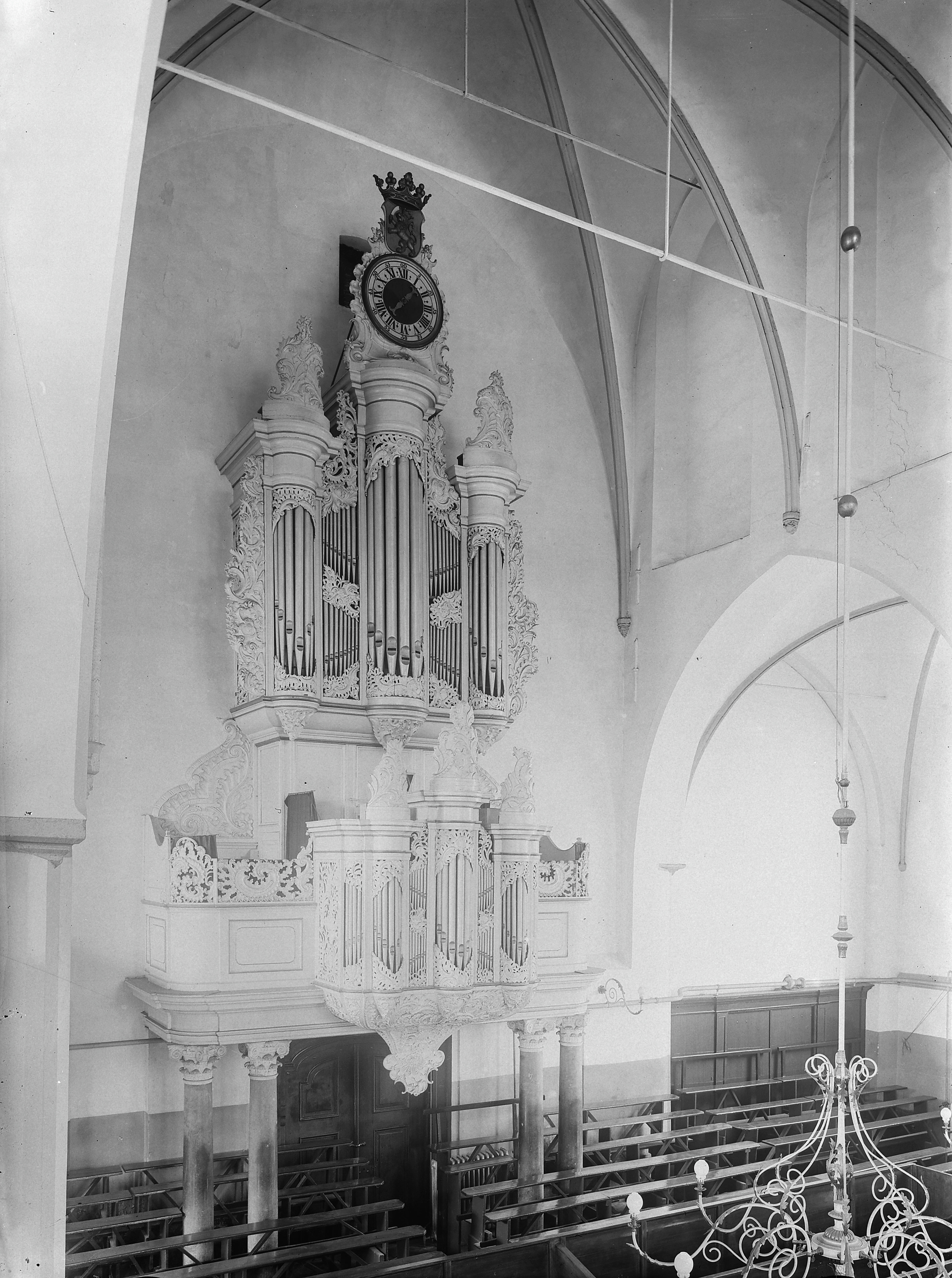
Het interieur vóór 1937, met het toen witgeschilderde orgel.
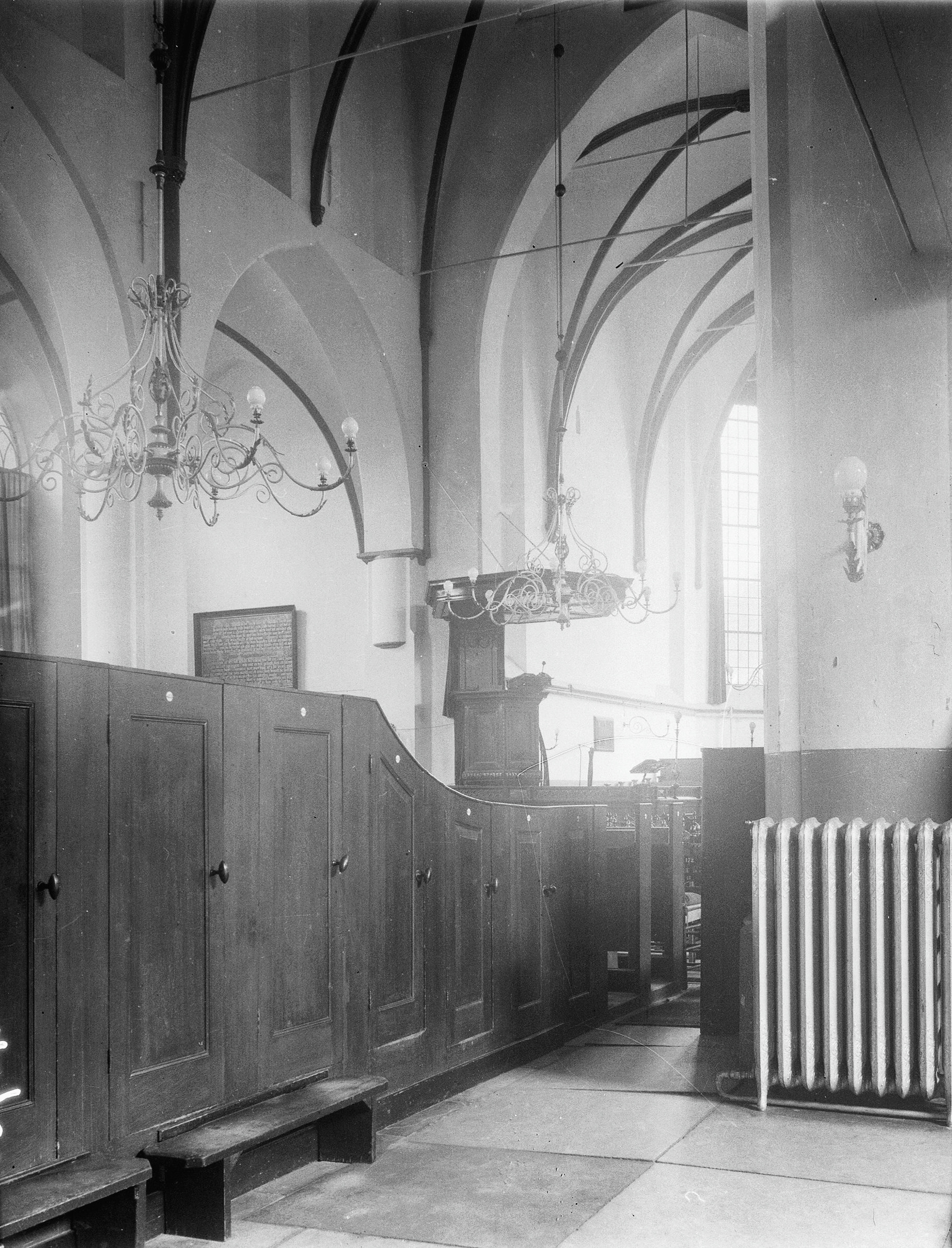
Het interieur in 1945.
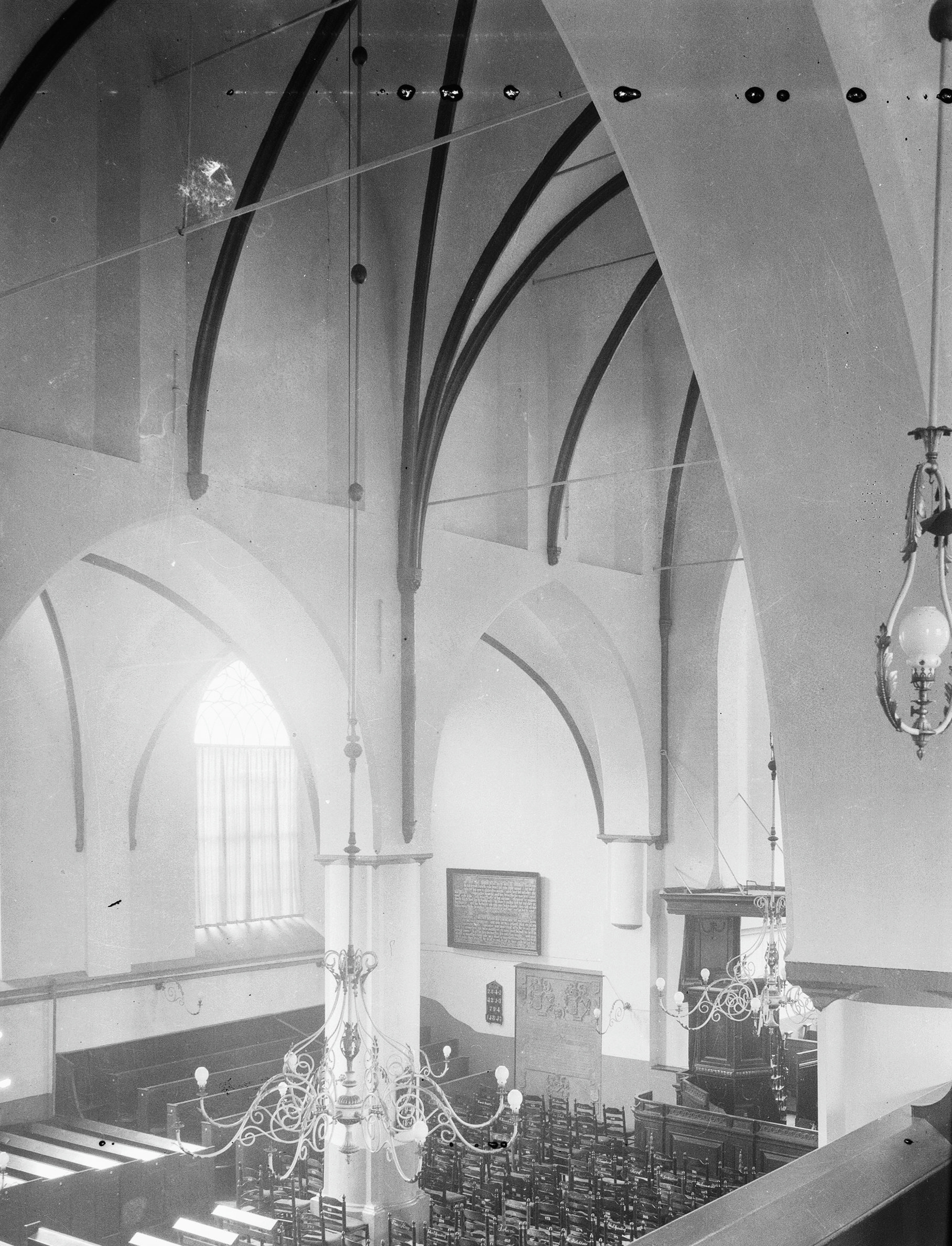
Het interieur in 1945, gezien vanaf de galerij. Hierop is de oude opstelling van banken en veel losse stoelen goed te zien.
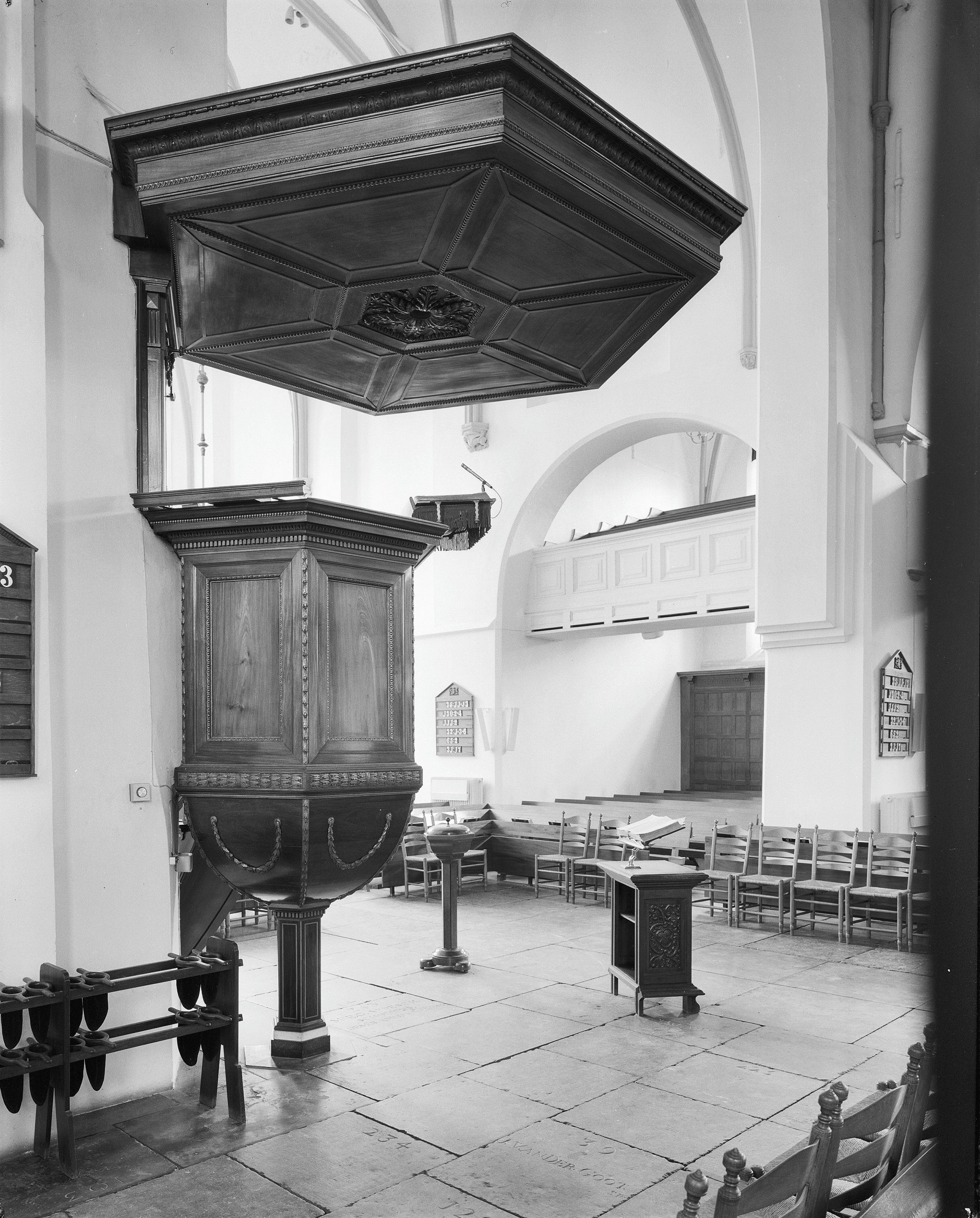
Het interieur in 1983, met de preekstoel.
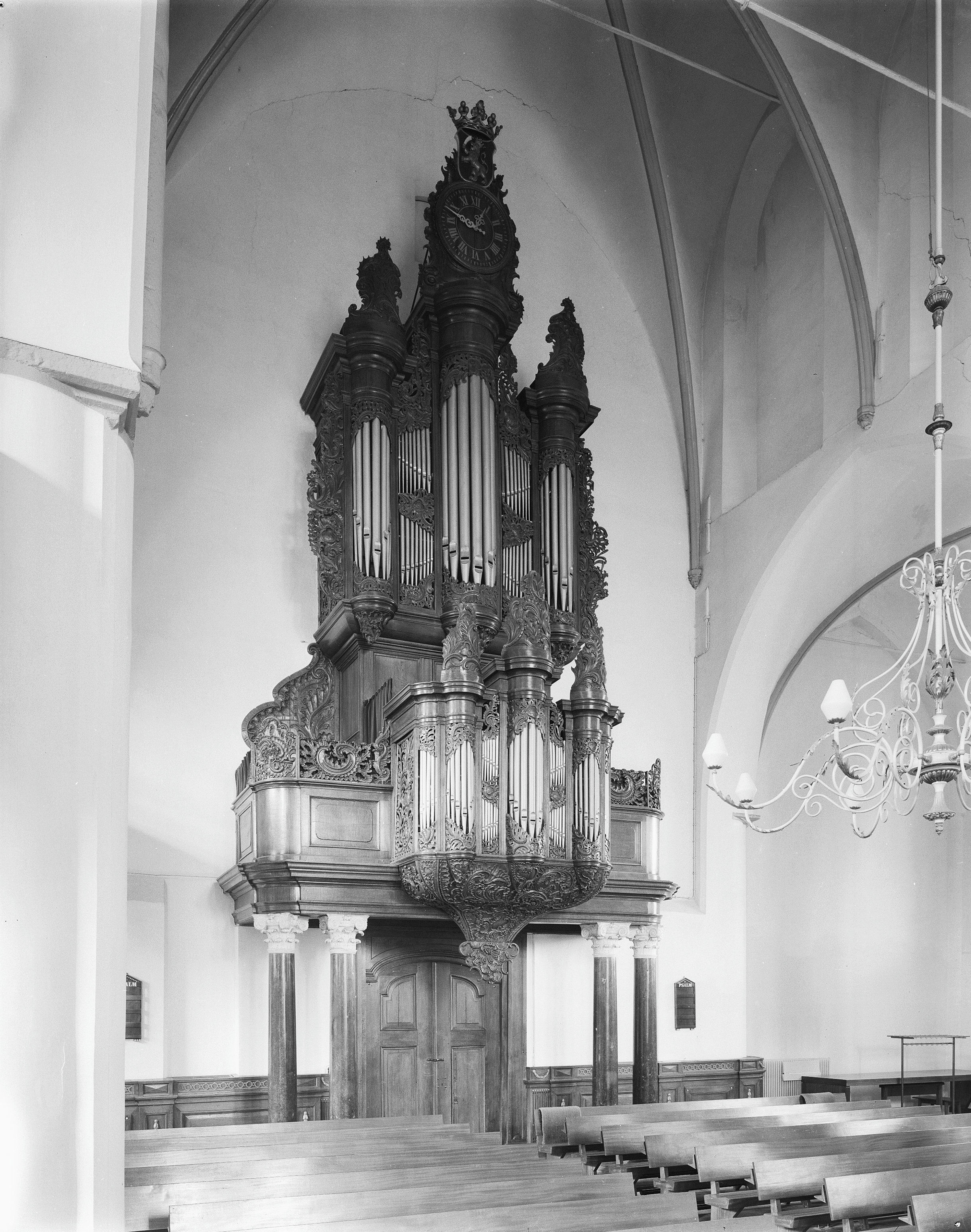
Het interieur in 1983, met het orgel.
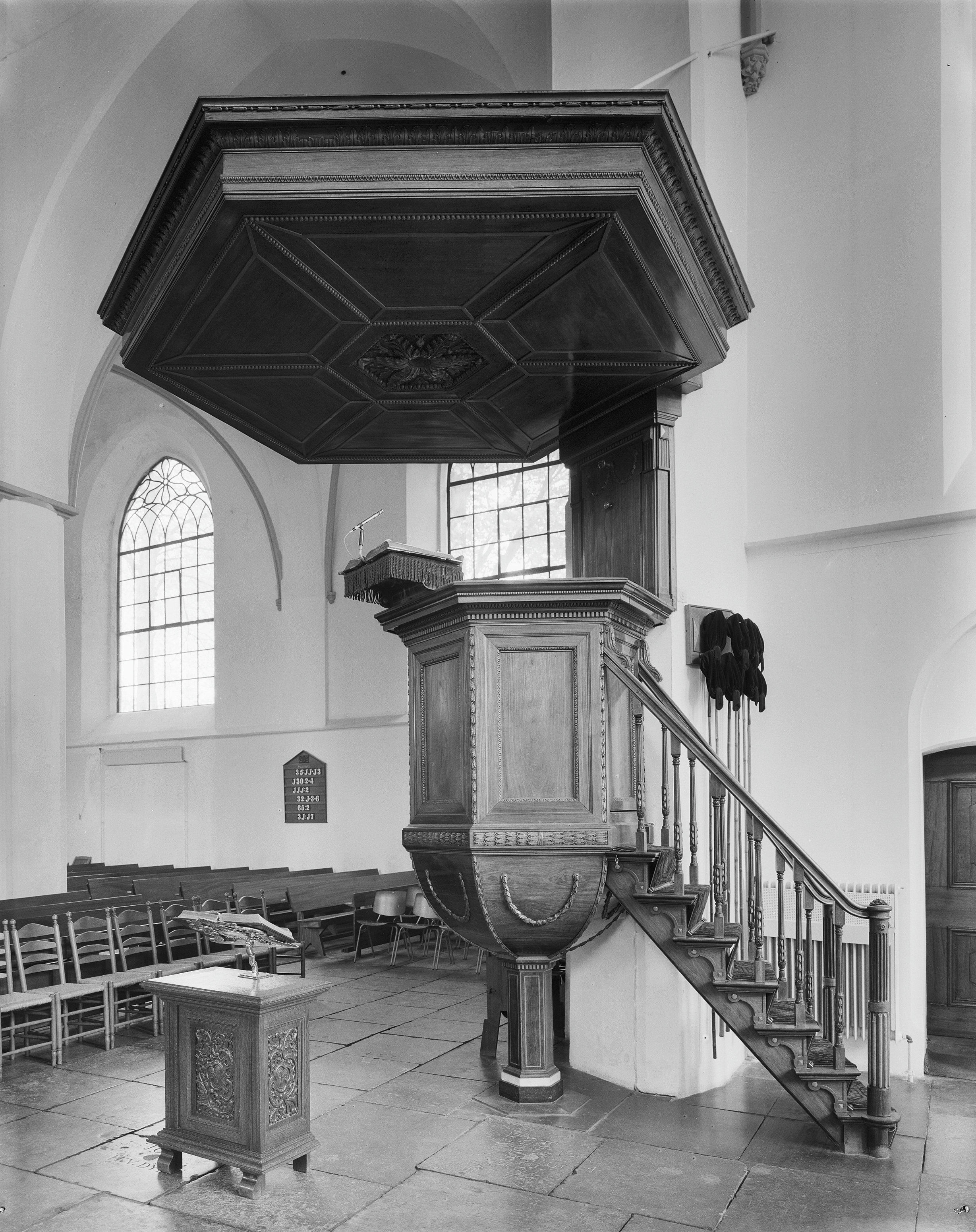
Het interieur in 1983, met de preekstoel.
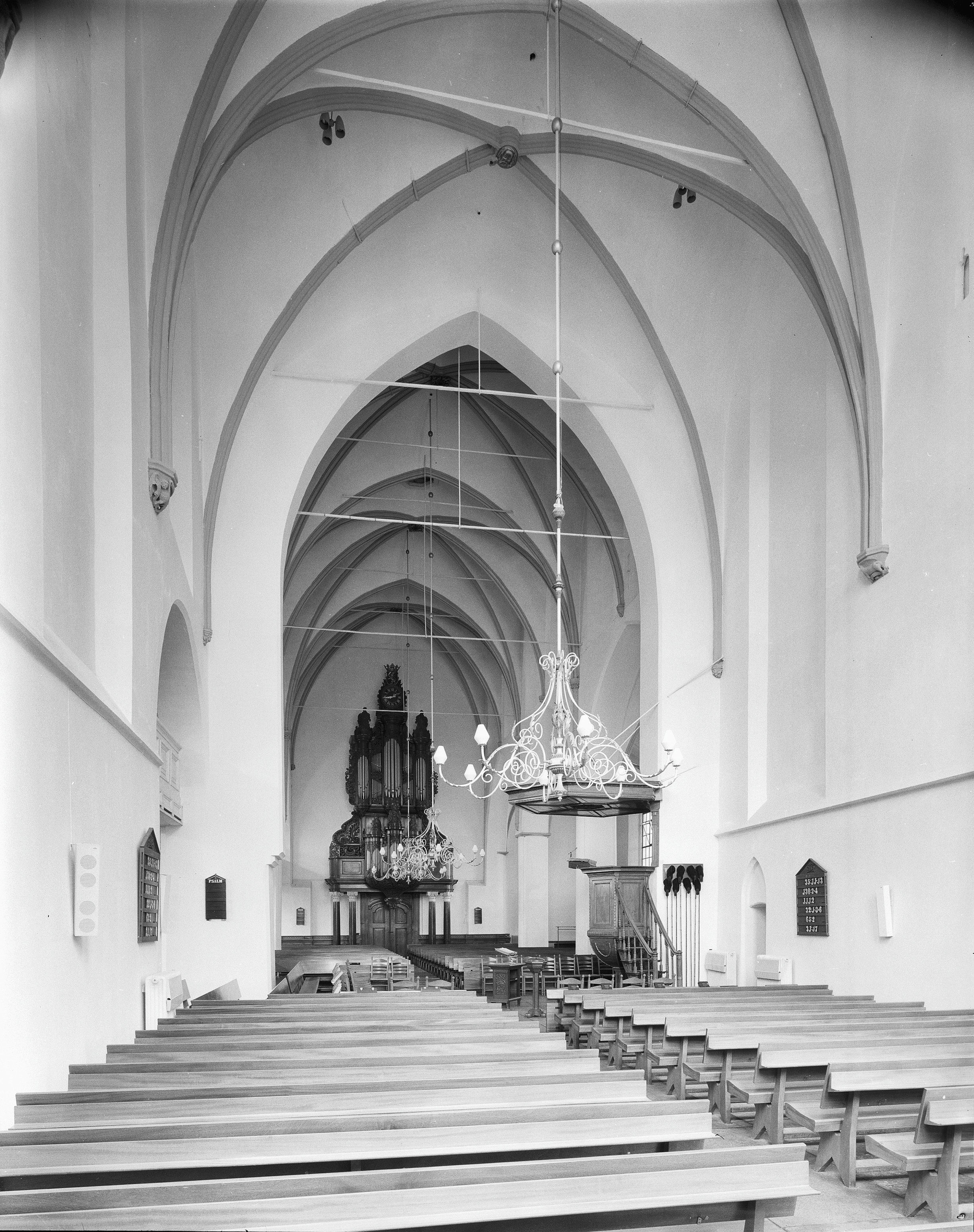
Het interieur in 1983, gezien vanuit het koor.

Exterieur vroeger
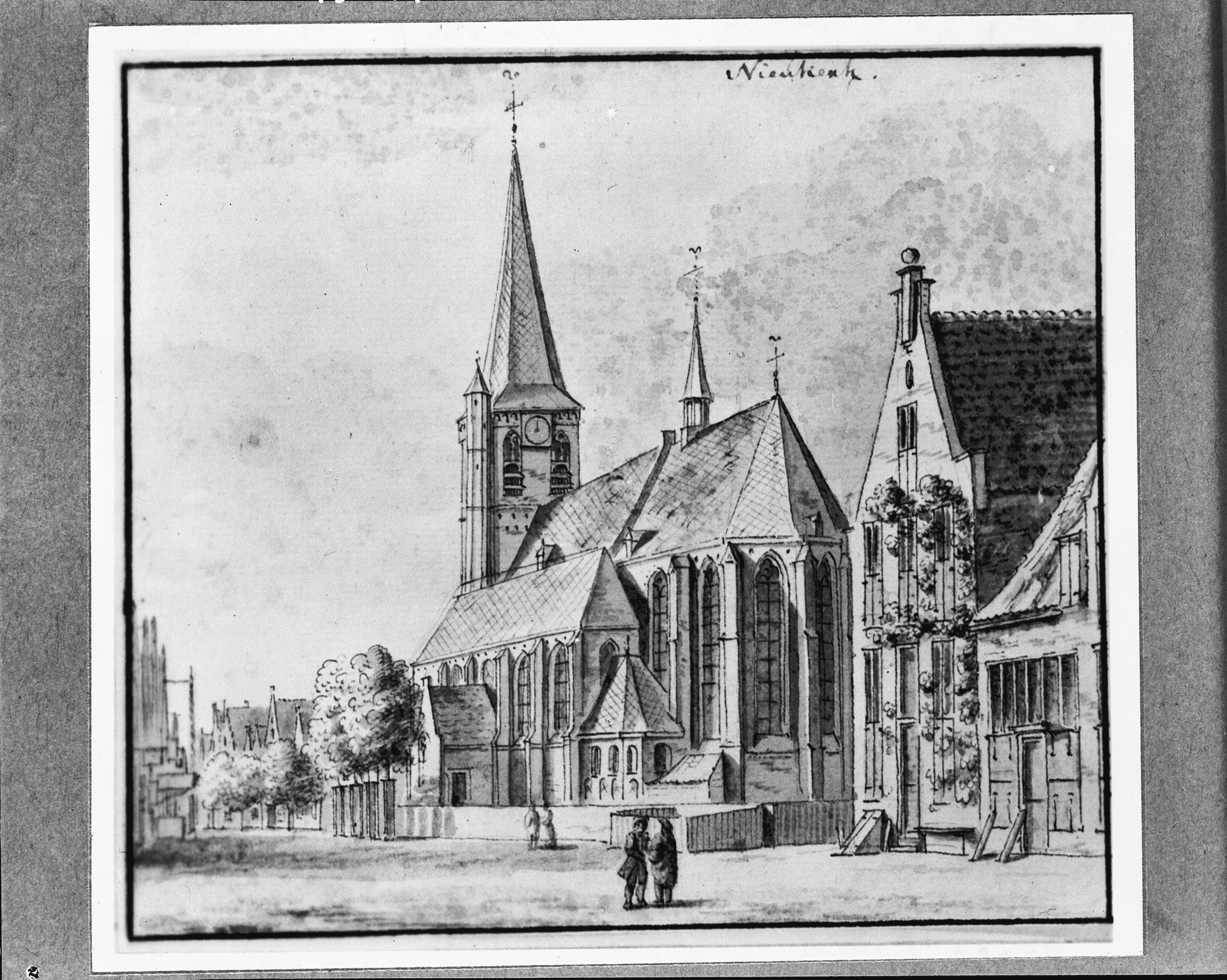
De Grote Kerk vóór 1774, met de oude toren.
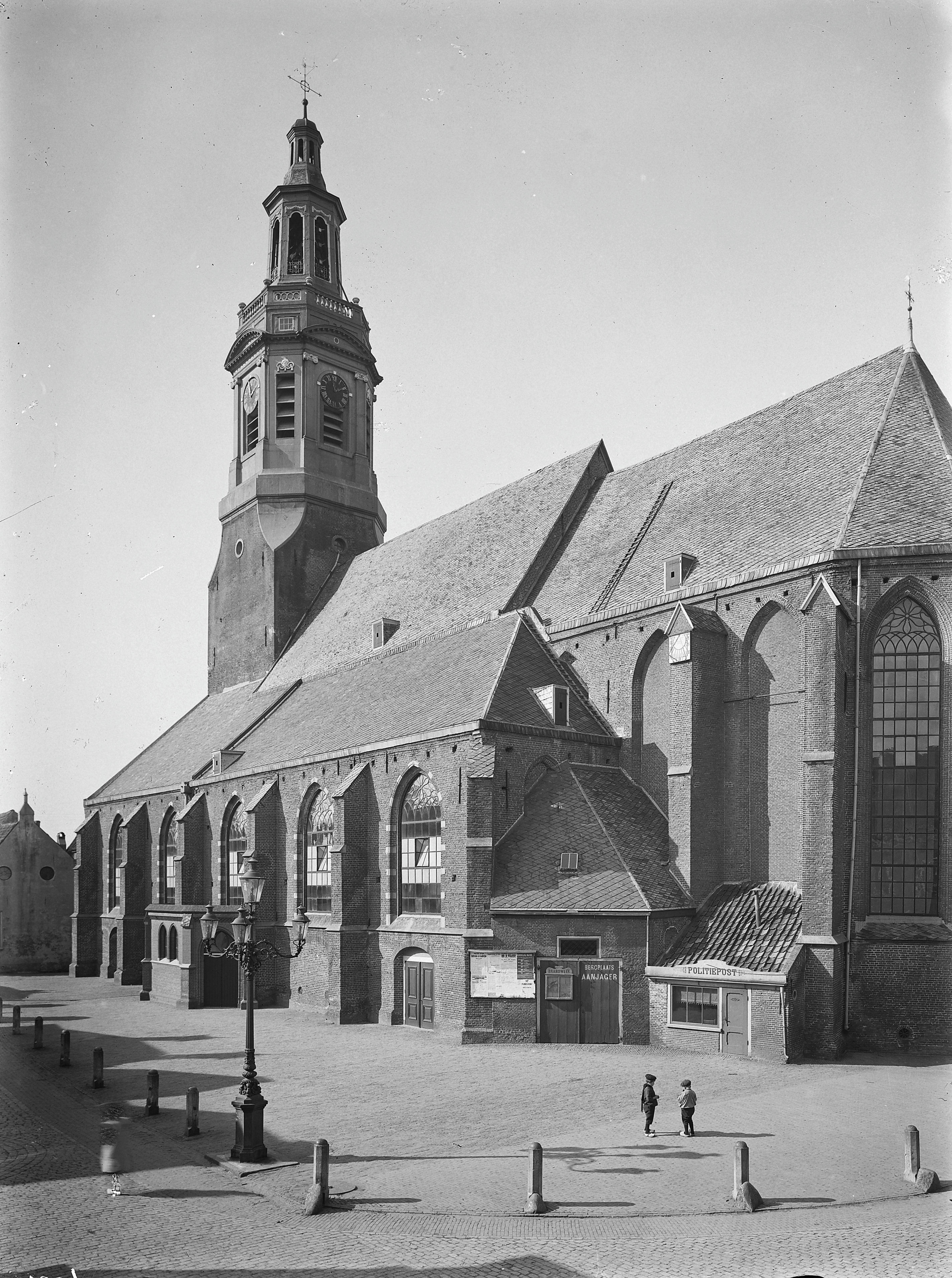
De Grote Kerk vóór 1919.
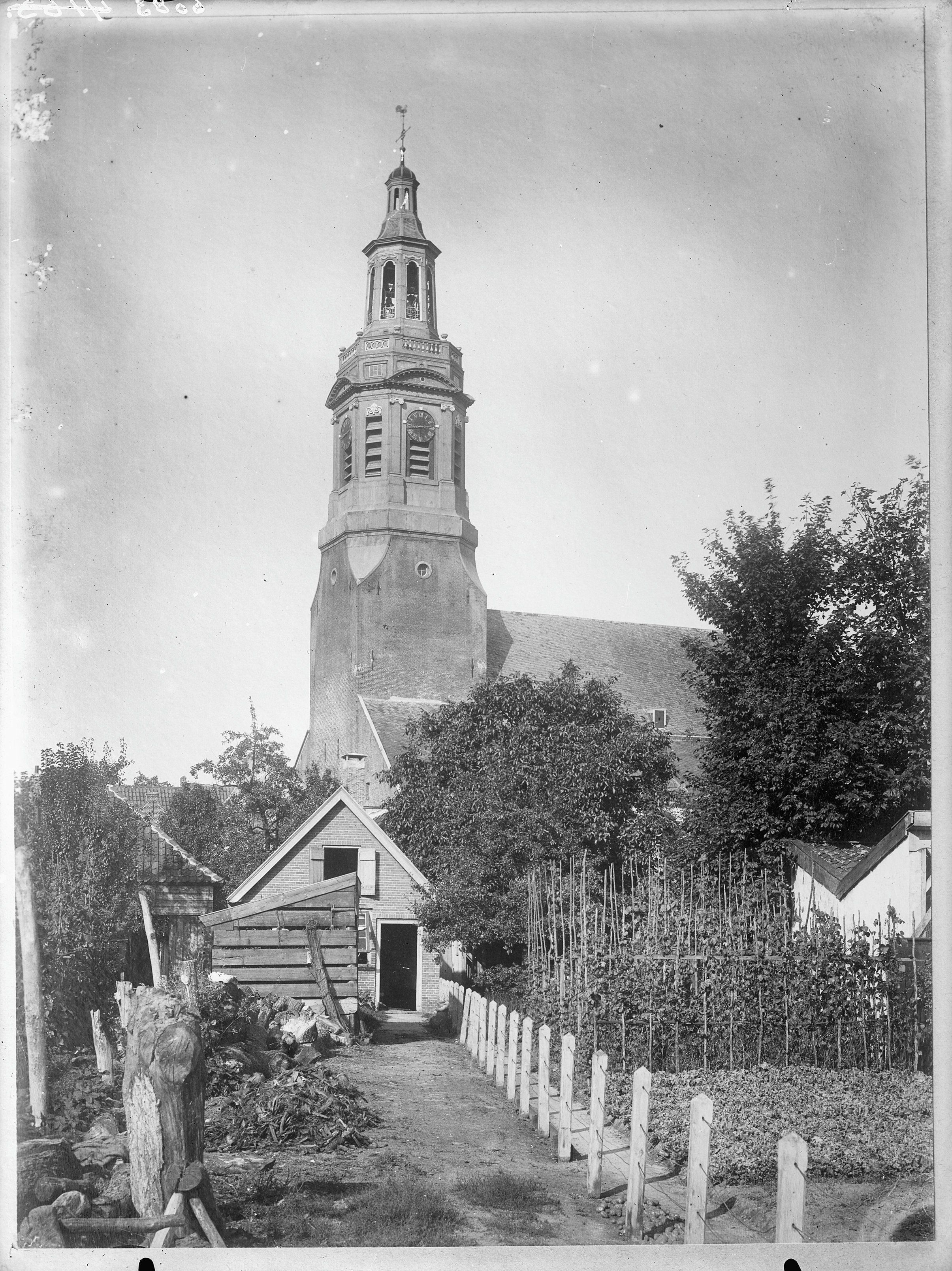
De Grote Kerk vóór 1919.
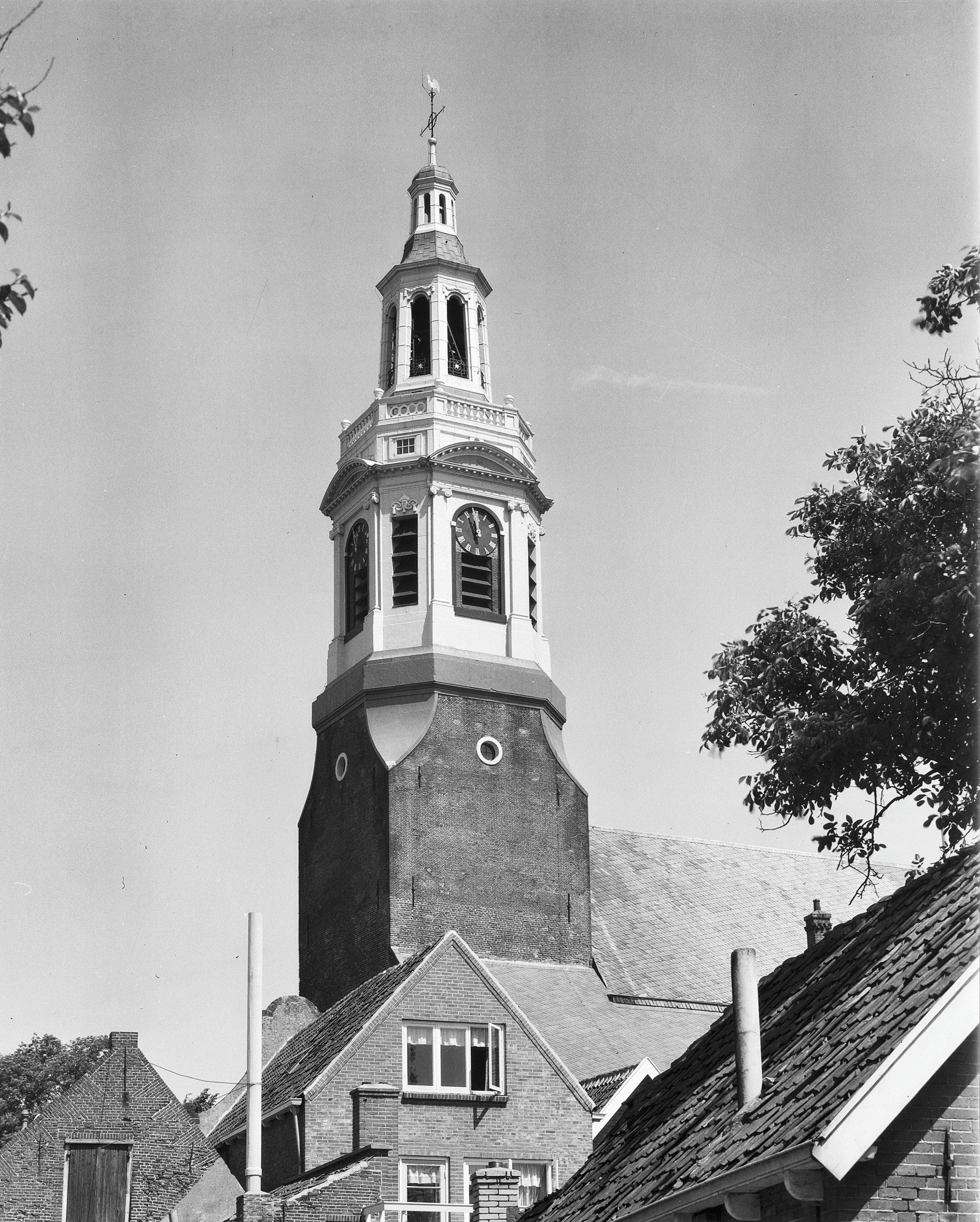
De Grote Kerk in 1959.
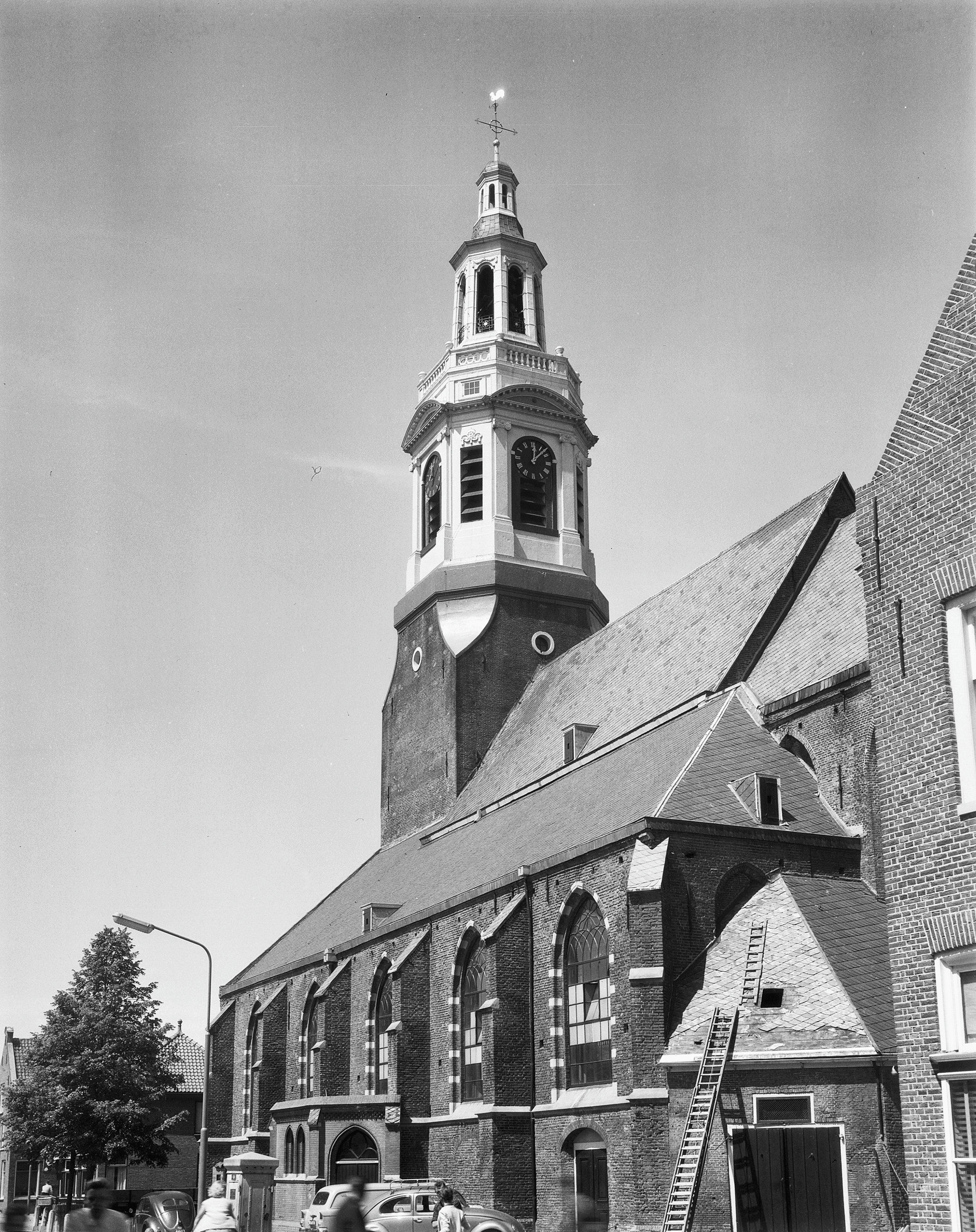
De Grote Kerk in 1959.
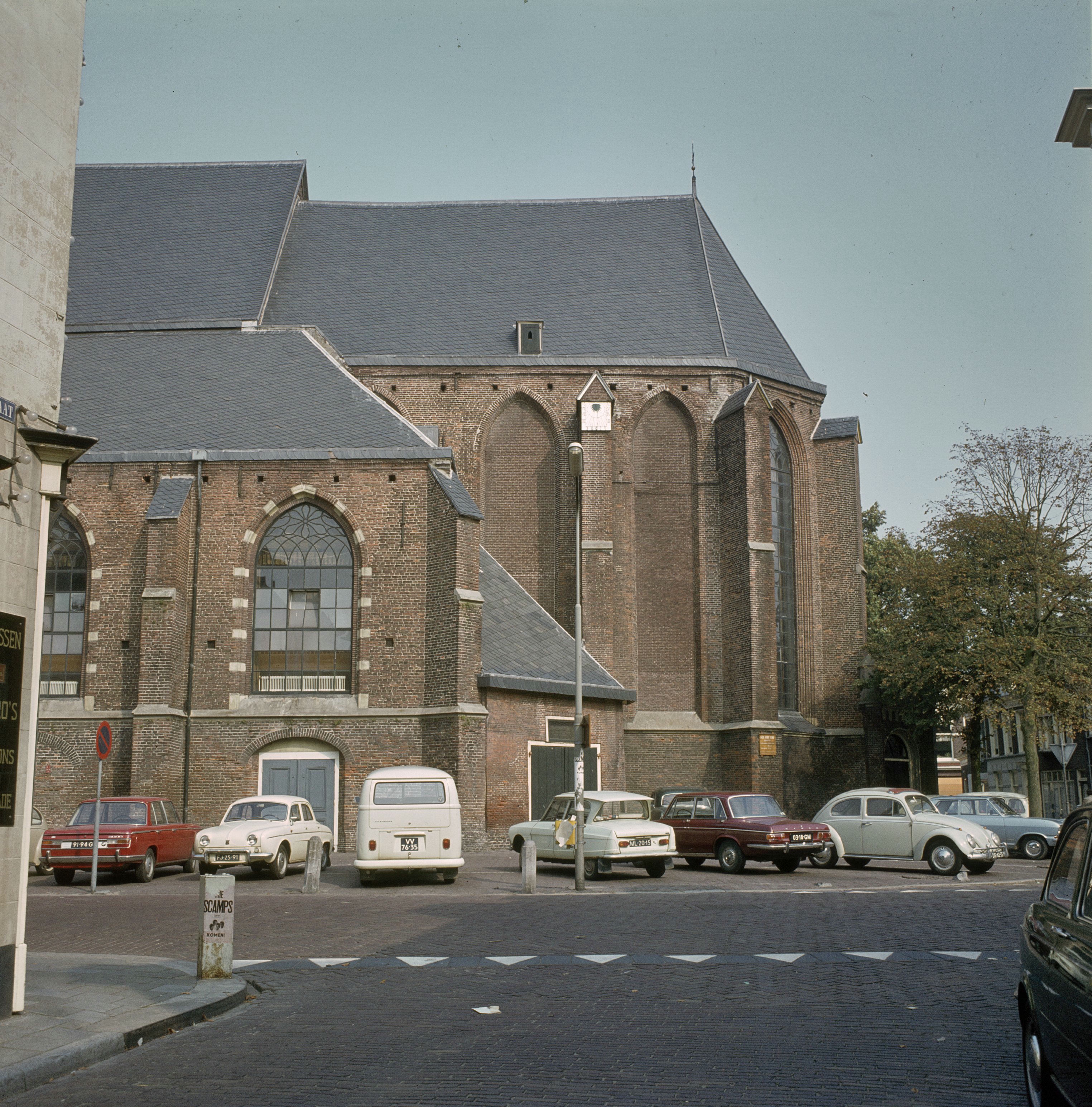
De Grote Kerk in de jaren 60.
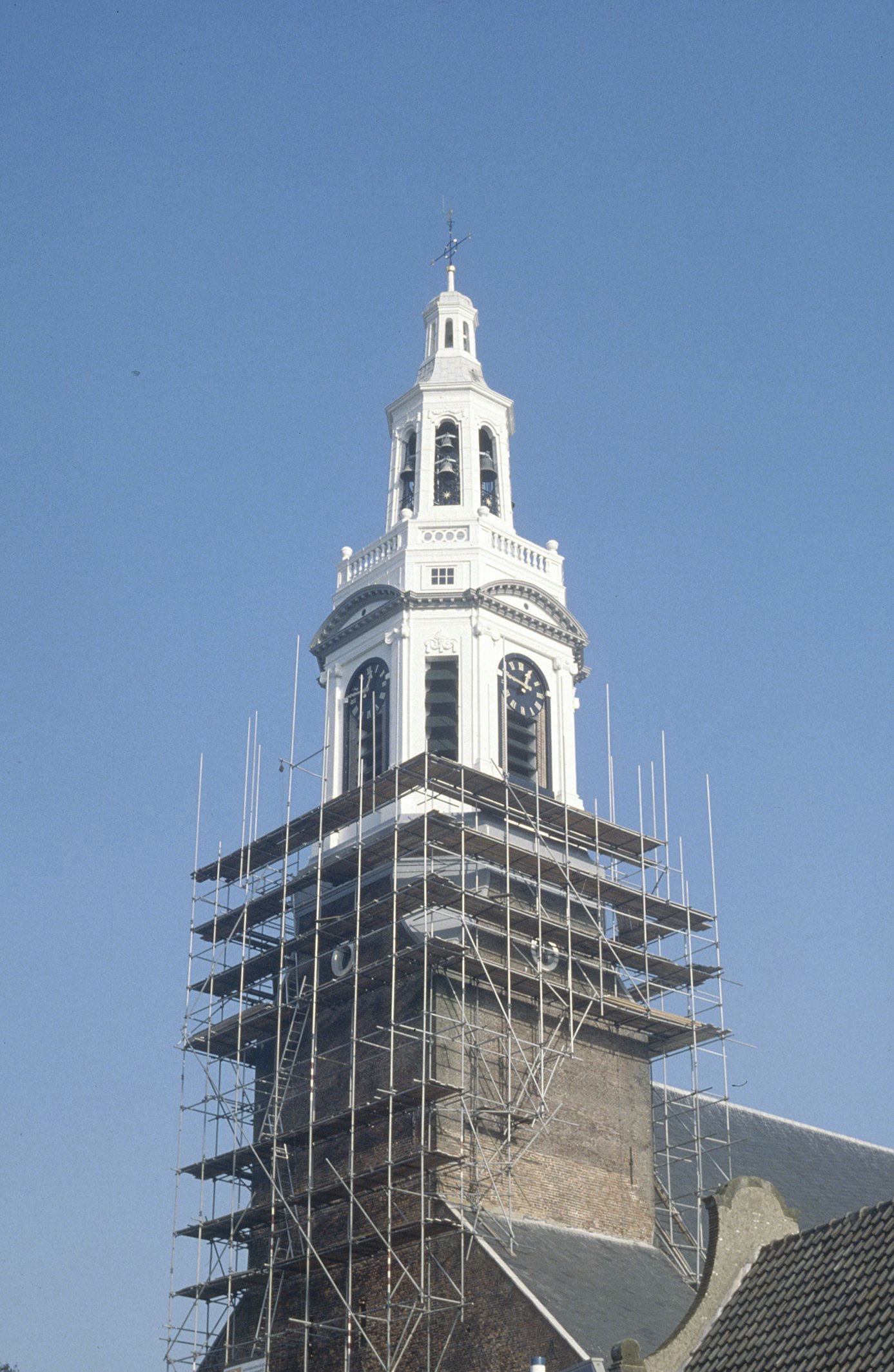
De toren in 1979.
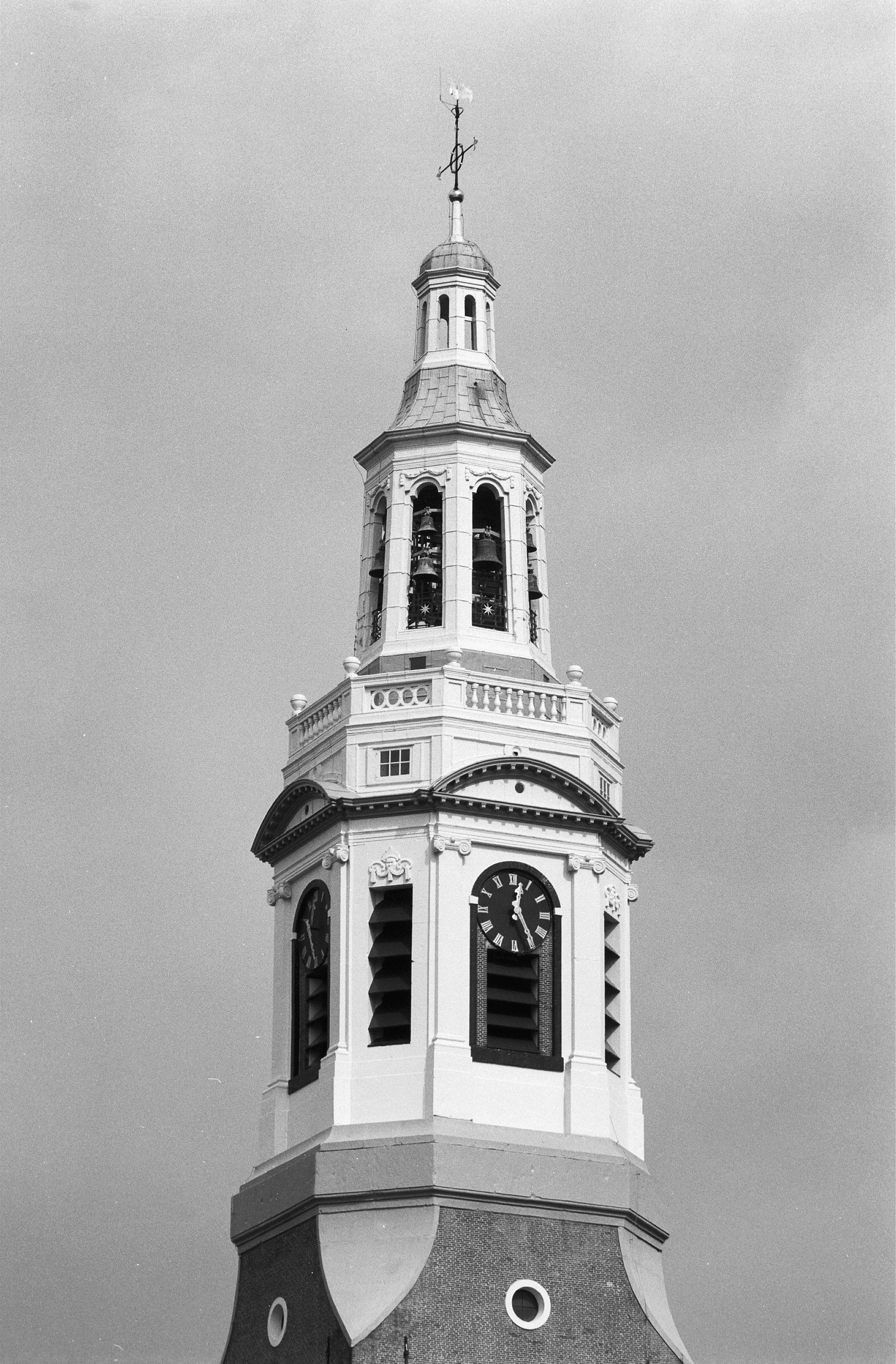
De toren in 1981.
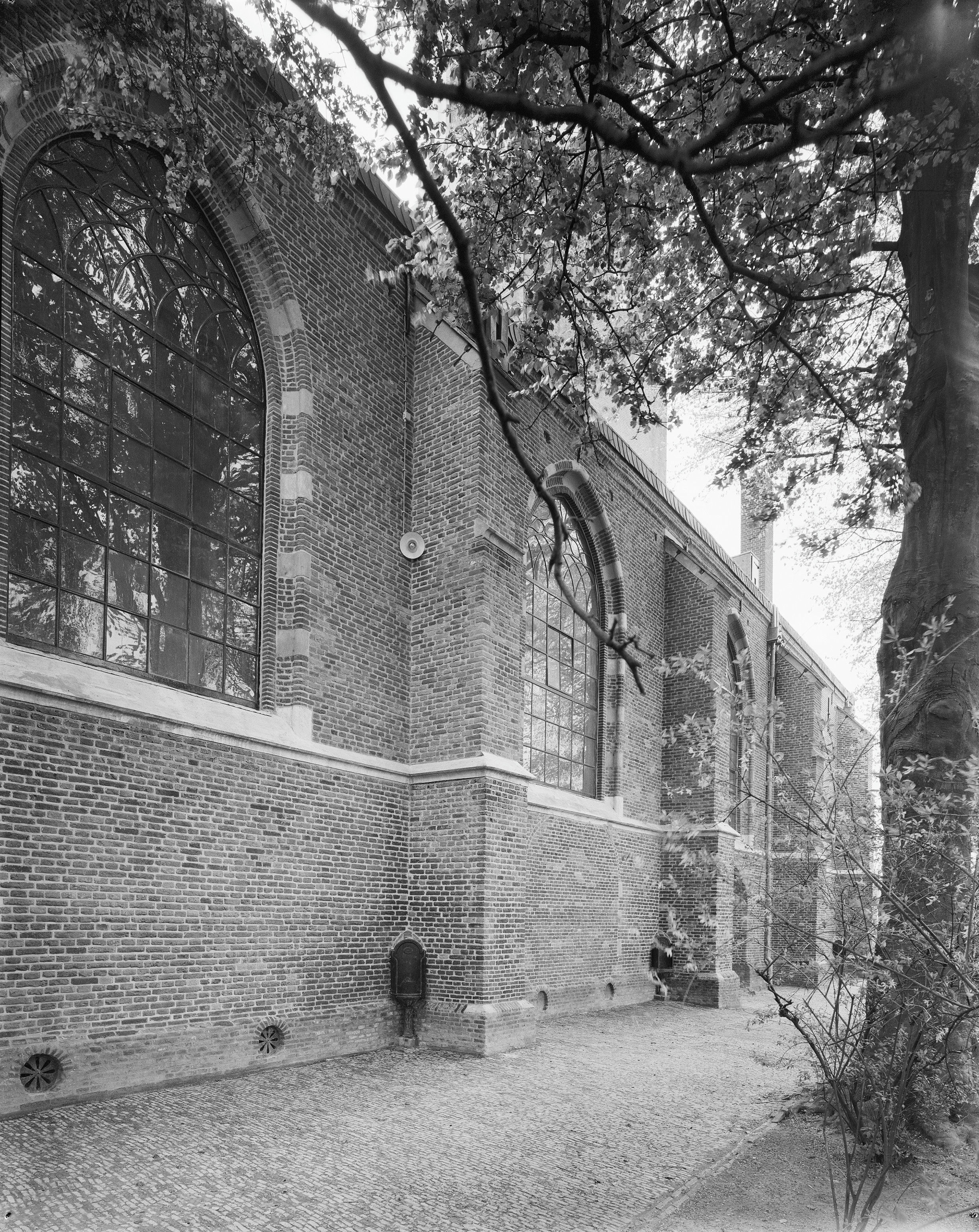
De noordzijde van de Grote Kerk in 1983. Hier zijn de oude urinoirs in de hoeken te zien.
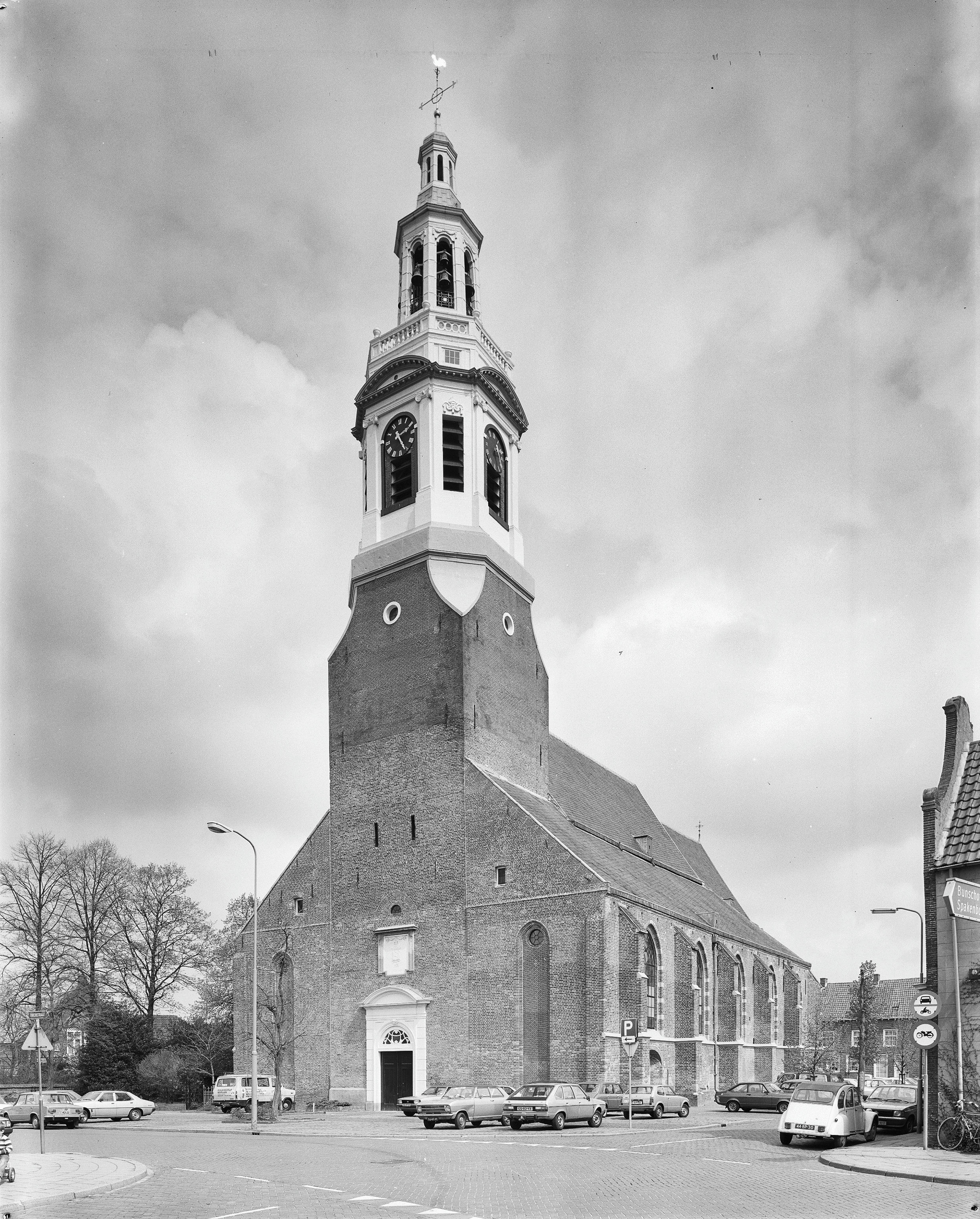
De Grote Kerk in 1983.
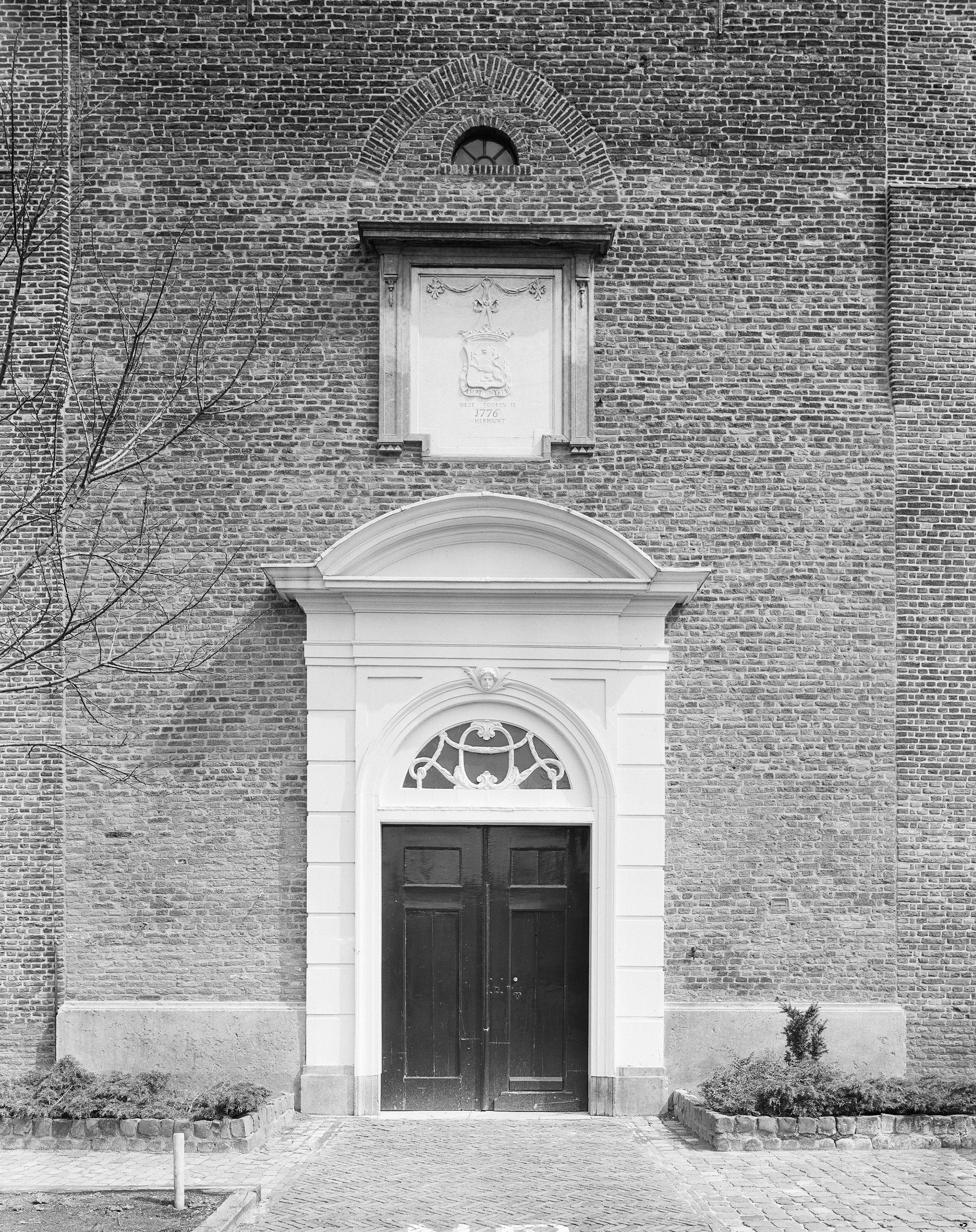
De hoofdingang van de Grote Kerk in 1983.
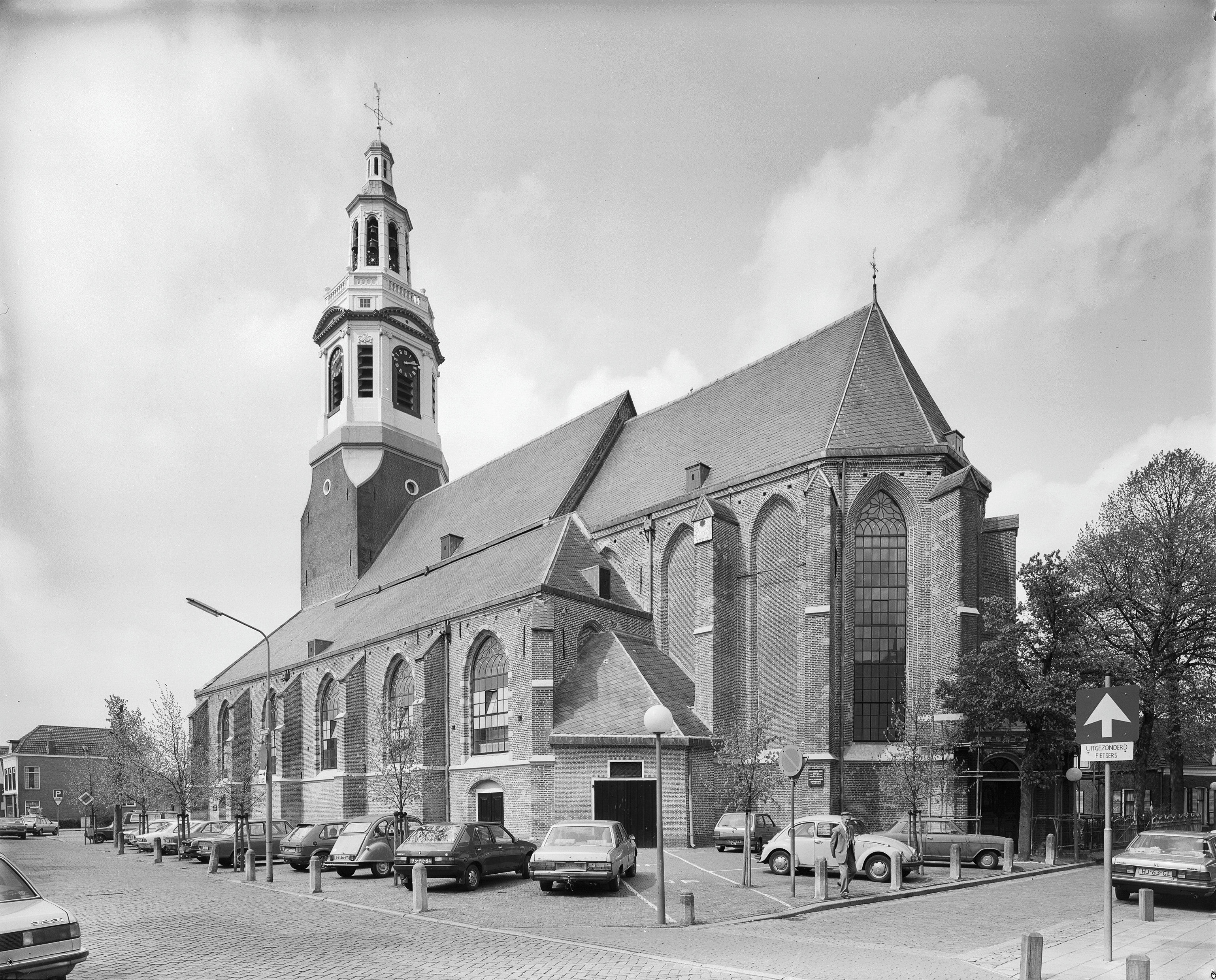
De Grote Kerk in 1983.

Binnenzijde toren
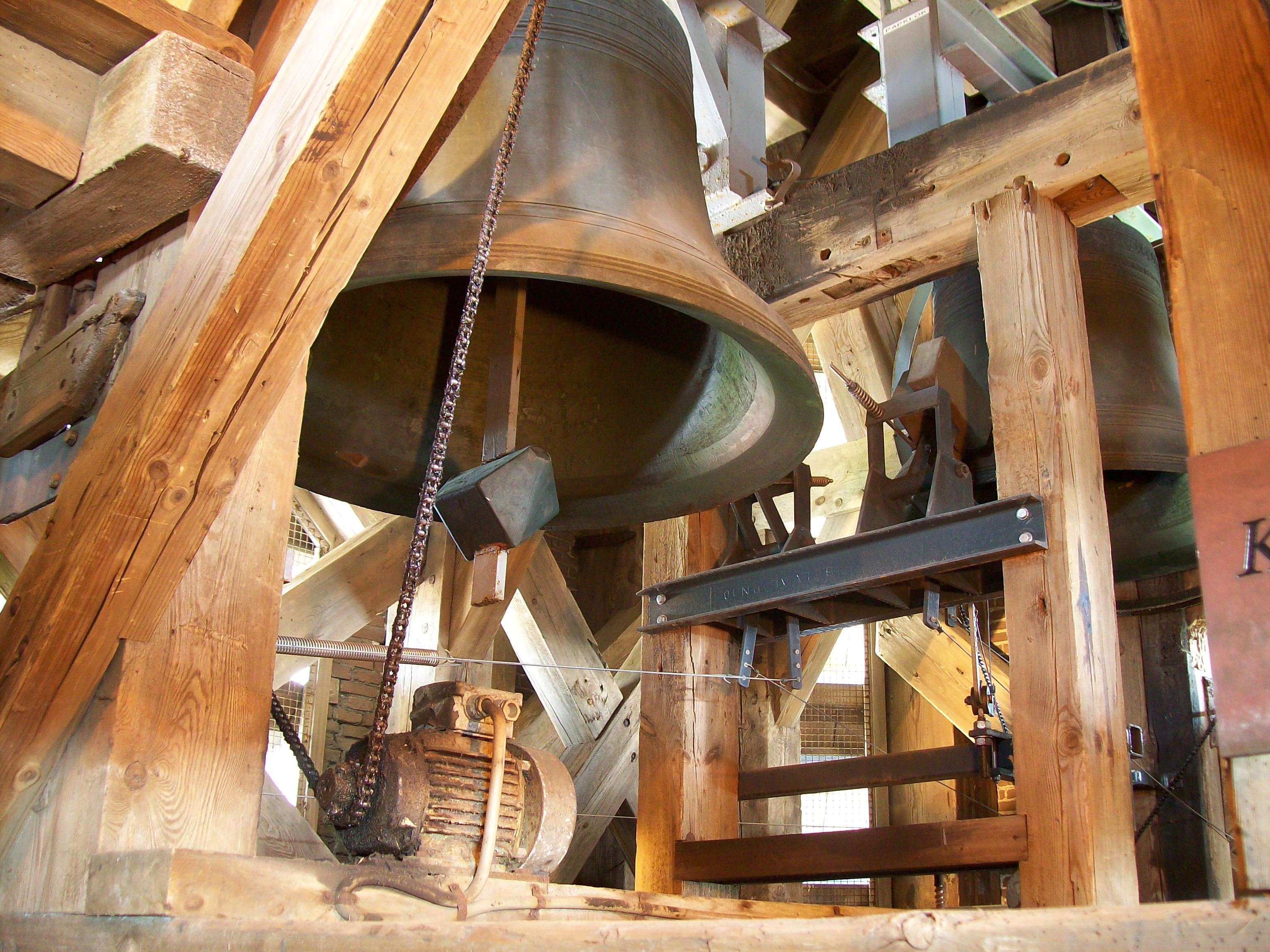
De middelste luidklok, in toonhoogte F. Rechts is een deel van de kleine luidklok, de 'Papklok' in toonhoogte G te zien.
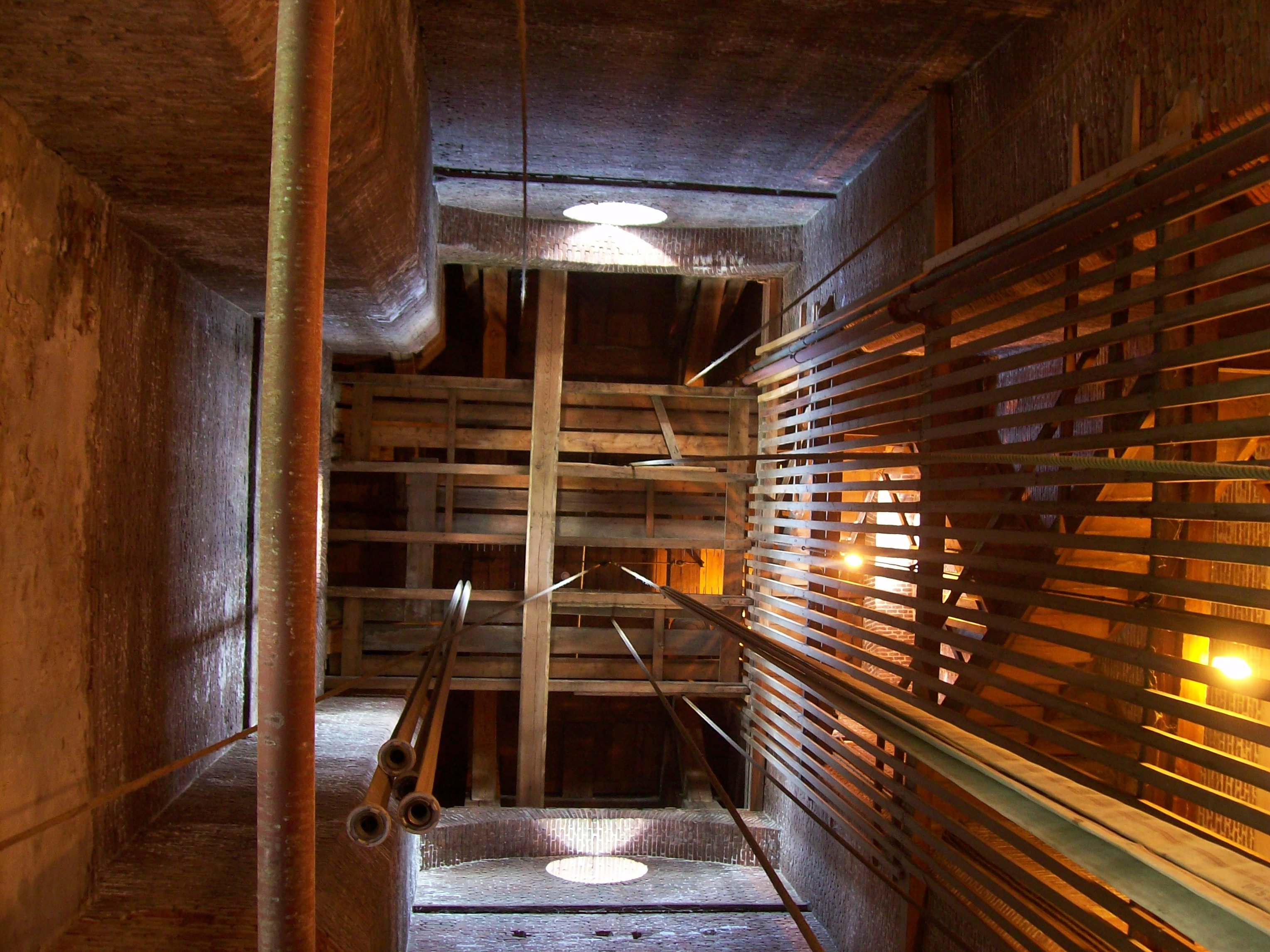
Een blik omhoog vanaf de luidzolder, waar vroeger de klokken geluid werden. De brandslangen en touwen laten de vroegere situatie zien.
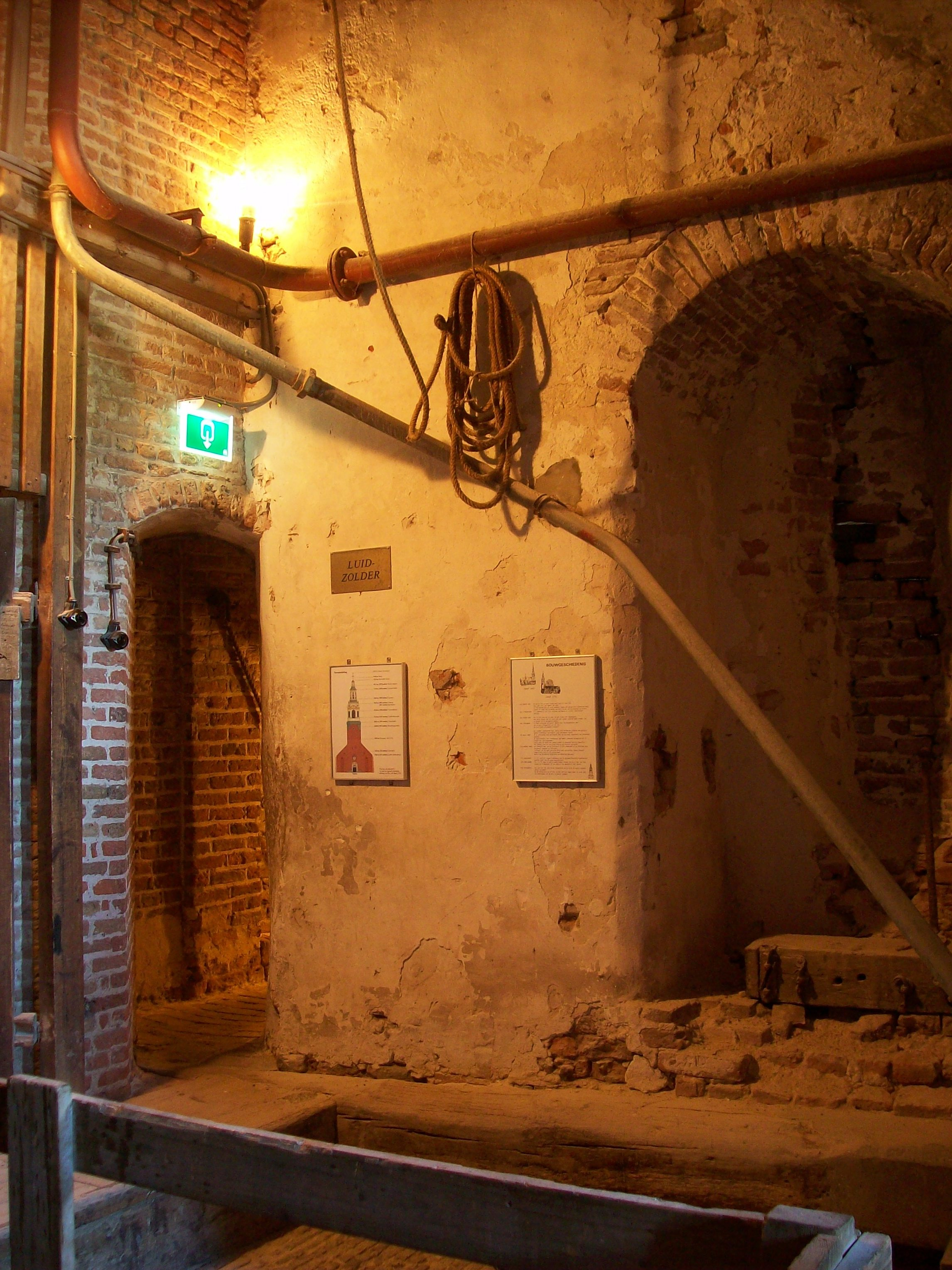
De luidzolder, waar men vroeger de klokken luidde.
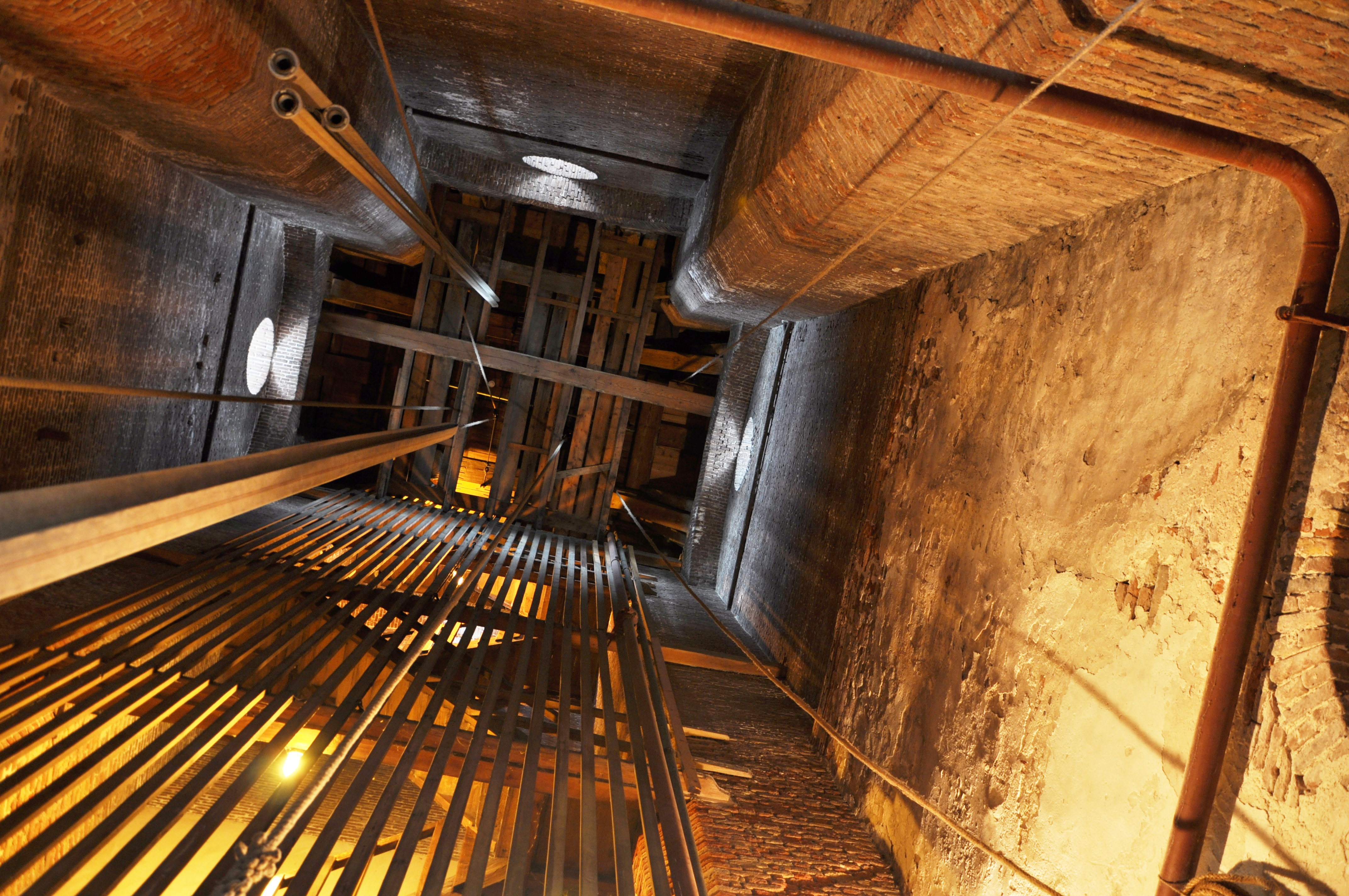
Een blik omhoog vanaf de luidzolder, waar vroeger de klokken geluid werden. De brandslangen en touwen laten de vroegere situatie zien.
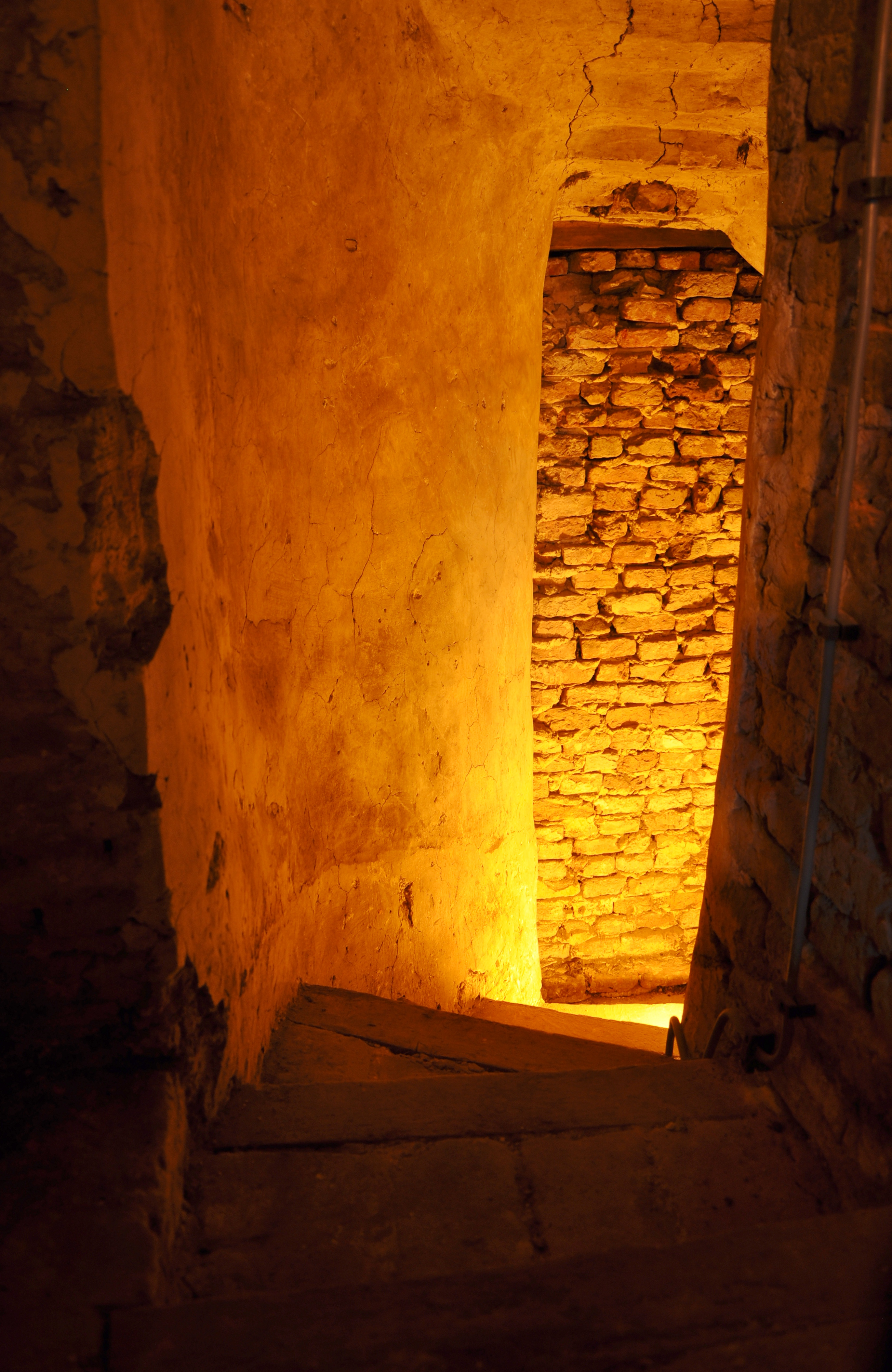
Het gangtje in de toren dat in 2006 werd ontdekt.

## Trivia
- Videobeelden van de Grote Kerk zijn te zien in de videoclip bij het bekende nummer Mijn gebed van D.C. Lewis.[58]
- De toren van de Grote Kerk is sinds 2017 verkrijgbaar in chocolade, uitgegeven door de Nijkerkse ijssalon en lunchroom Coava.[59]
- De Grote Kerk werd in 2018 als miniatuur uitgebracht door Intratuin.[60]
- Geboren Nijkerker William van Beek maakte in 2023 een lego-model van de Grote Kerk, wat aandacht van de landelijke pers trok.[61]